# Sukhothaï
Pour la province de Thaïlande, voir Province de Sukhothaï.
Sukhothaï ou Sukothaï  (thaï : สุโขทัย, API : [sùʔkʰǒːtʰaj]) est la capitale du premier royaume thaï qui s'est affranchi de l'Empire khmer d'Angkor Vat. Elle a été fondée en 1238.
Au XIVe siècle, à son apogée sous le règne de Ramkhamhaeng, Sukothaï aurait abrité au moins 180 temples et peut-être, par déduction, jusqu'à 300 000 habitants. Elle tombe peu à peu à l'abandon à la fin du XVe siècle ou au début du XVIe siècle.
Sukhothaï est plus célèbre pour son art que pour ses réalisations politiques.
Les ruines de la vieille ville de Sukhothaï (français : Parc historique de Sukothaï, thaï : อุทยานประวัติศาสตร์ สุโขทัย, API : [ʔùttʰáʔjaːn pràʔwàttìʔsàːt sùʔkʰǒːtʰaj]) conjointement avec les vestiges des deux autres villes "associées" Sri Satchanalai et Kamphaeng Phet sont inscrits au Patrimoine mondial de l'Unesco,. Cet ensemble archéologique couvre 118 km2 : la cité antique de Sukhothaï 70 km2, celle de Si Satchanalai 45 km2 et celle de Kamphaeng Phet 3 km2. Jadis ces trois anciennes cités partageaient toutes une langue et un alphabet ainsi qu'un système administratif et juridique commun. Elles nous ont laissé en témoignage des œuvres monumentales qui illustrent le début de l’architecture et de l’art thaïlandais connu sous le nom du “style Sukhothaï”.
Sukhothaï se trouve à environ 450 kilomètres au nord de Bangkok

## Étymologie
Le nom Sukhothaï signifie « Aube de la félicité » en pali.

## Géographie
Tout au nord de la plaine centrale de la Thaïlande et au bord de la rivière Yom, l'immense cité de Sukhothaï au plan rectangulaire régulier de 1800 m sur 1400 m dispose d'une triple ceinture de murs de latérite et de terre percée de quatre portes en chicane et elle abrite des nombreux vestiges de temples en brique et en latérite, des réservoirs, des étangs et des canaux creusés par les hommes,.

Vestiges des fortifications de Sukhothaï
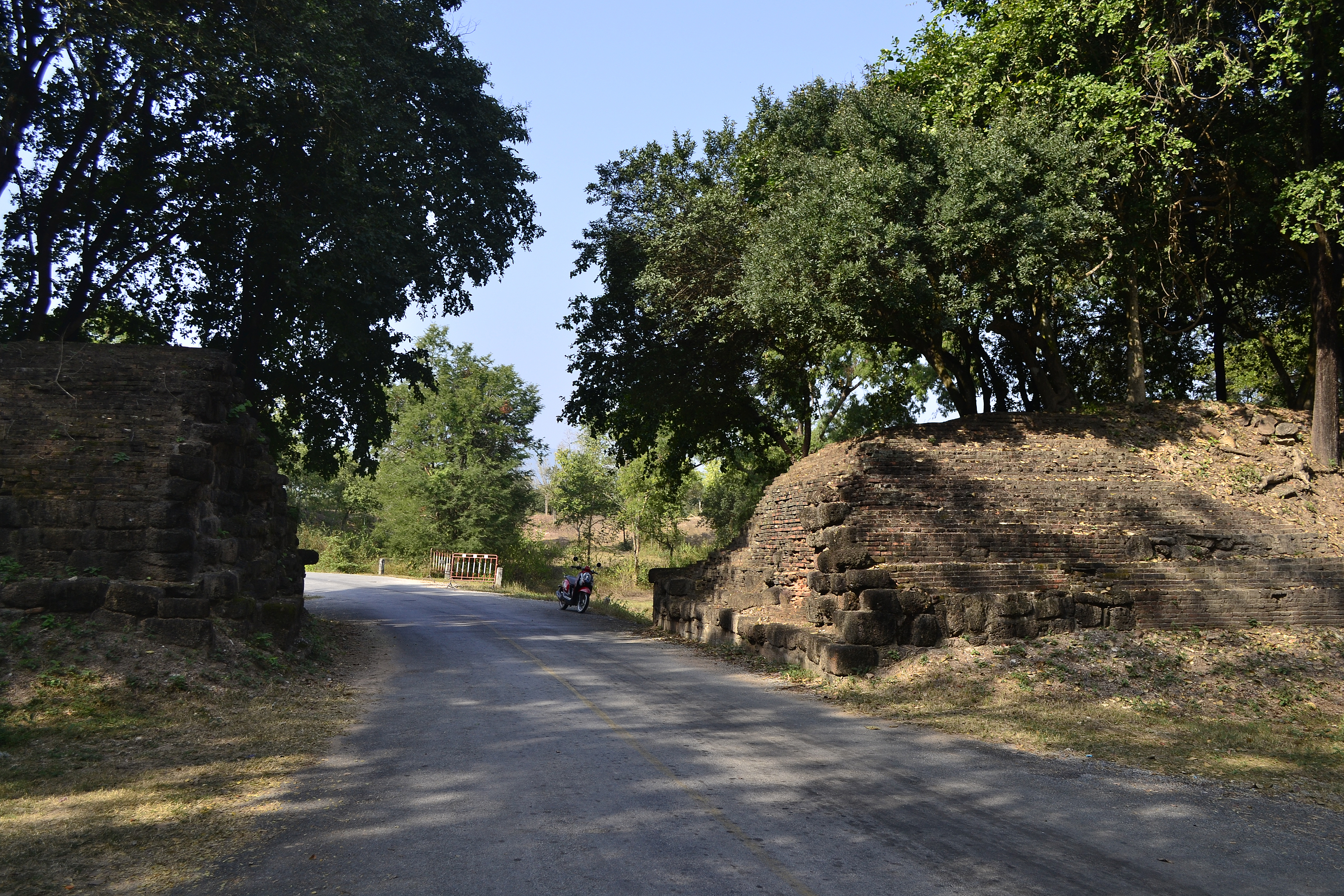
Murs Ouest, vestiges de la muraille, porte Or
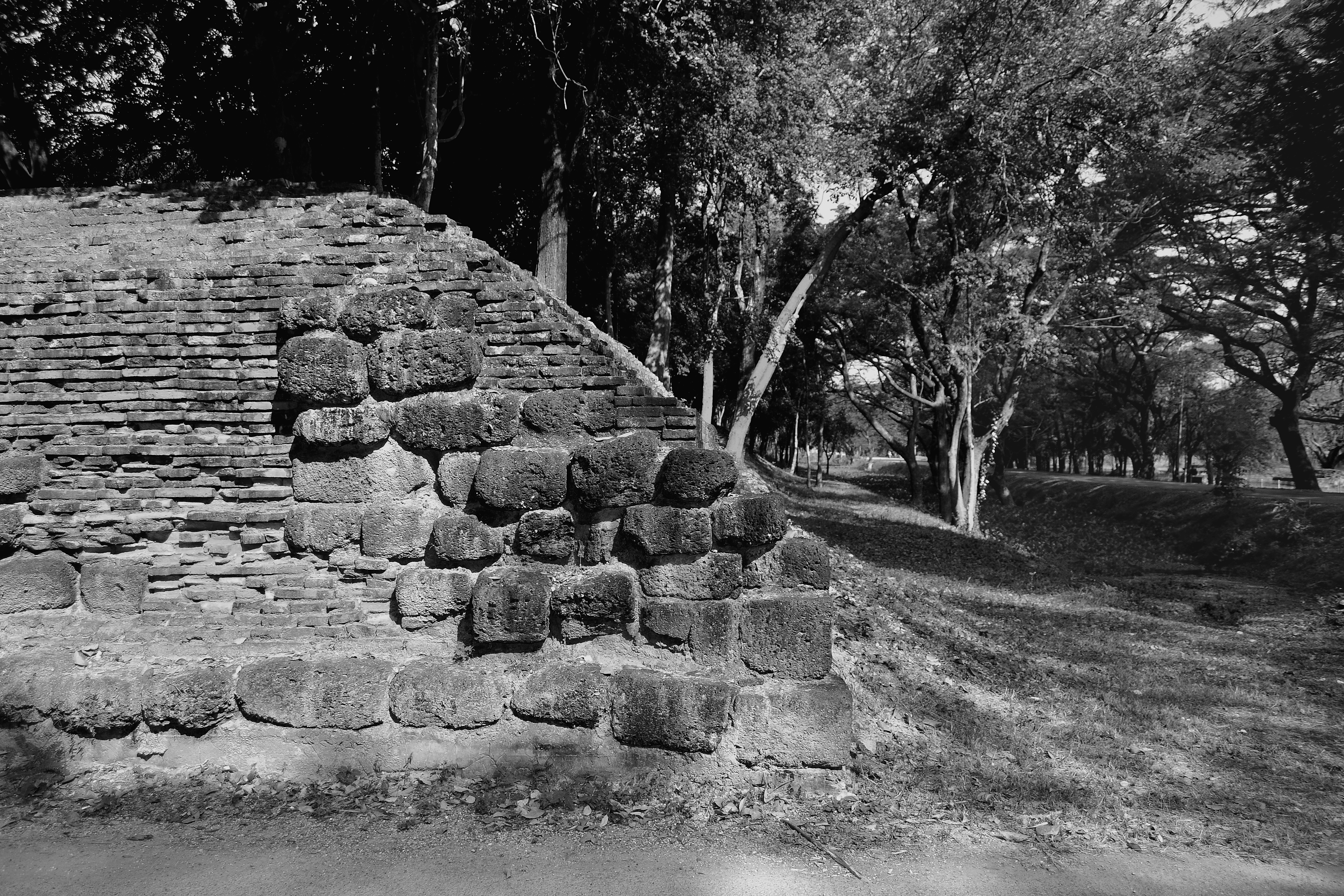
Murs Ouest, muraille et fossé, vue en coupe
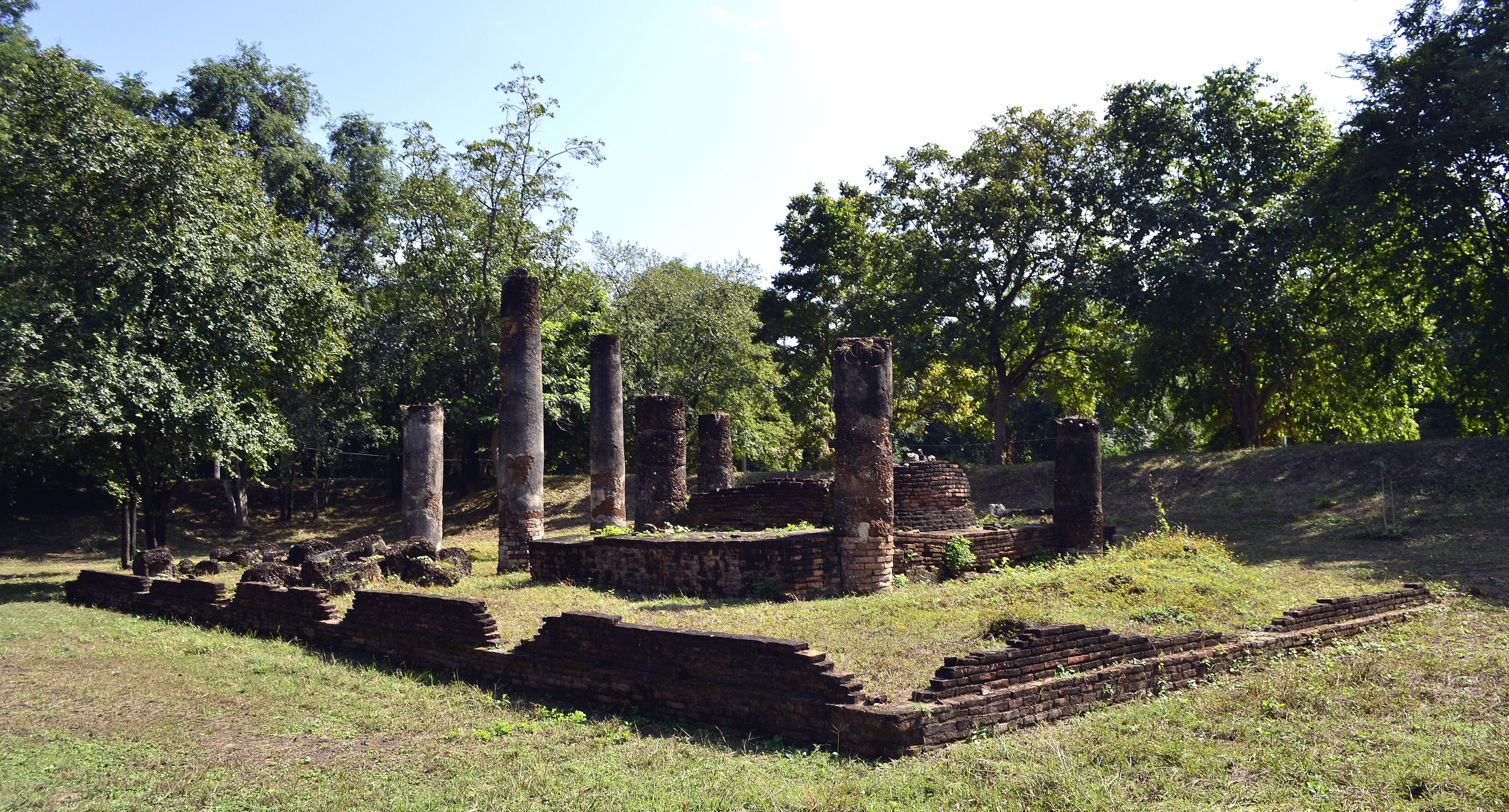
Murs Sud, ruines du poste de garde, porte de Namo
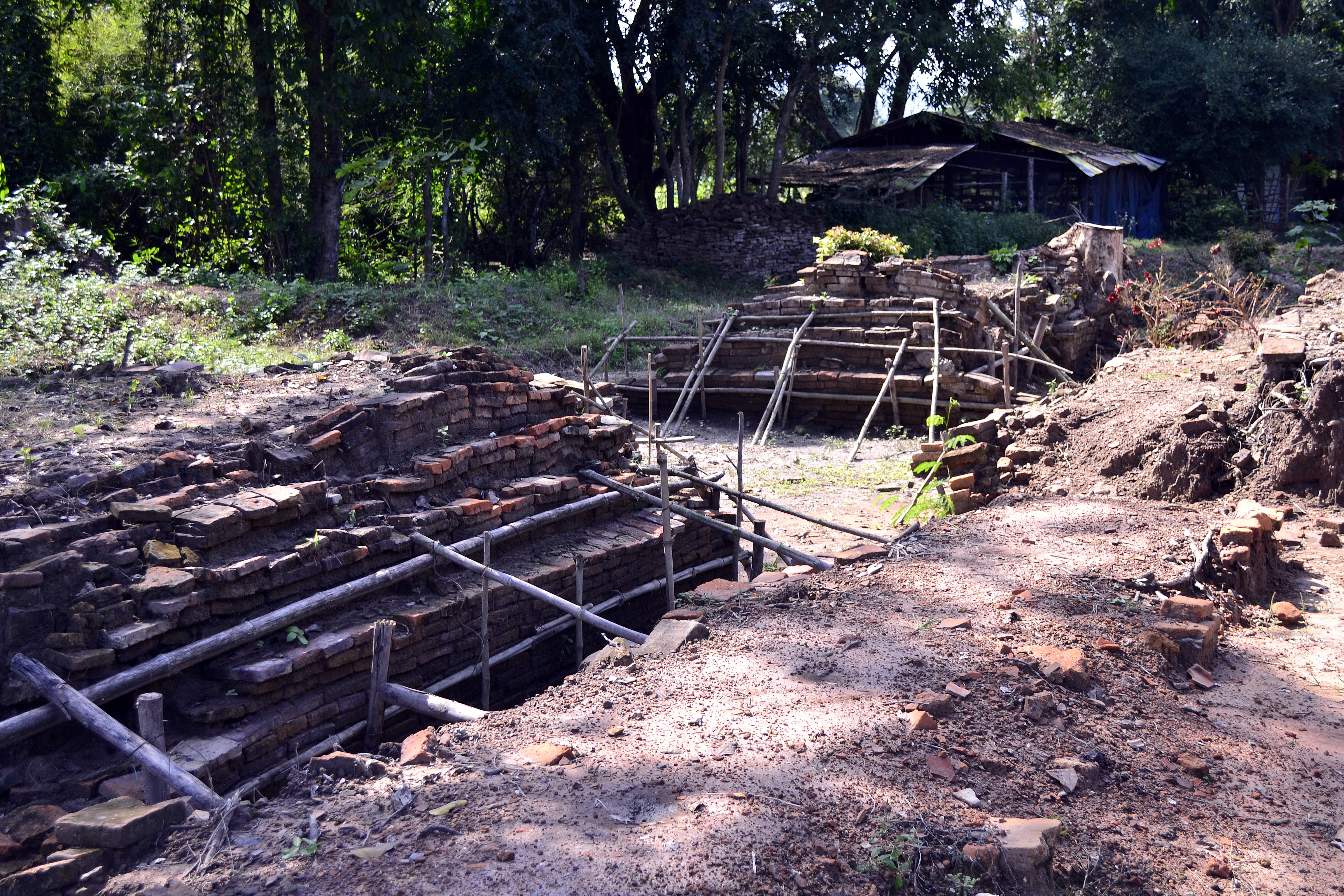
Murs Sud, vestiges de la muraille, fouilles archéologiques
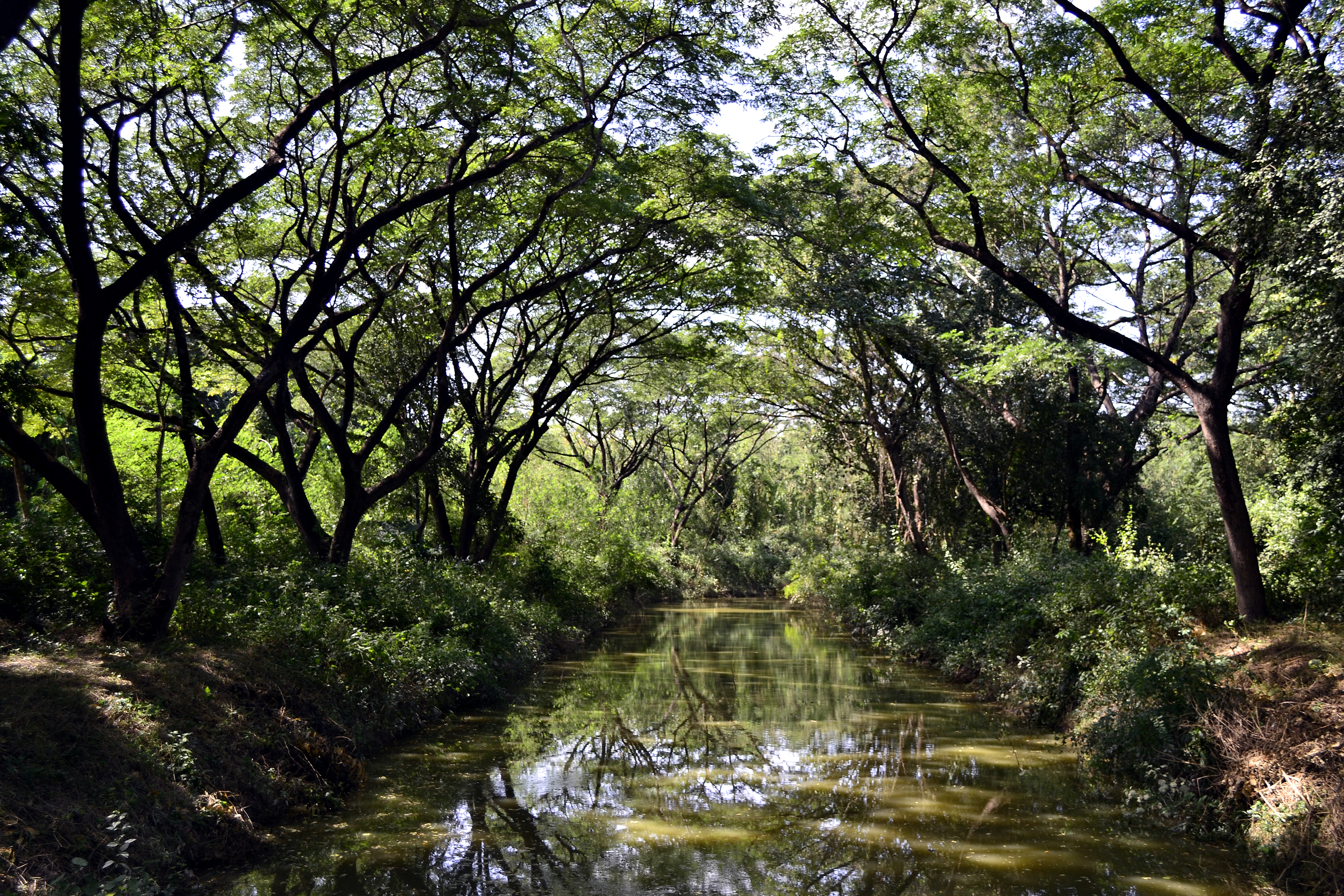
Murs Sud, fossé rempli d'eau (douves)
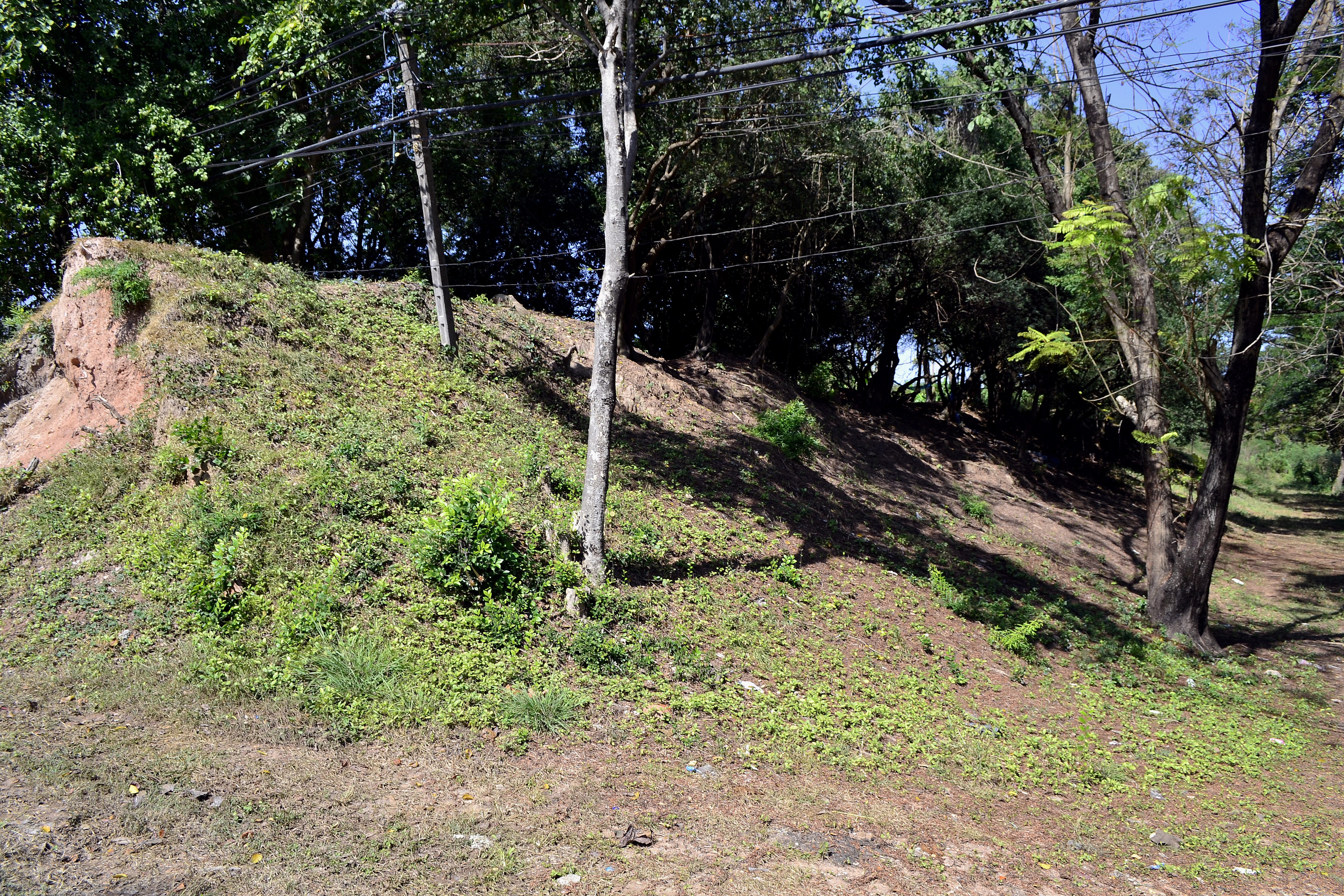
Murs Est, vestiges de la muraille recouverte de végétation, porte de Kamphaeng
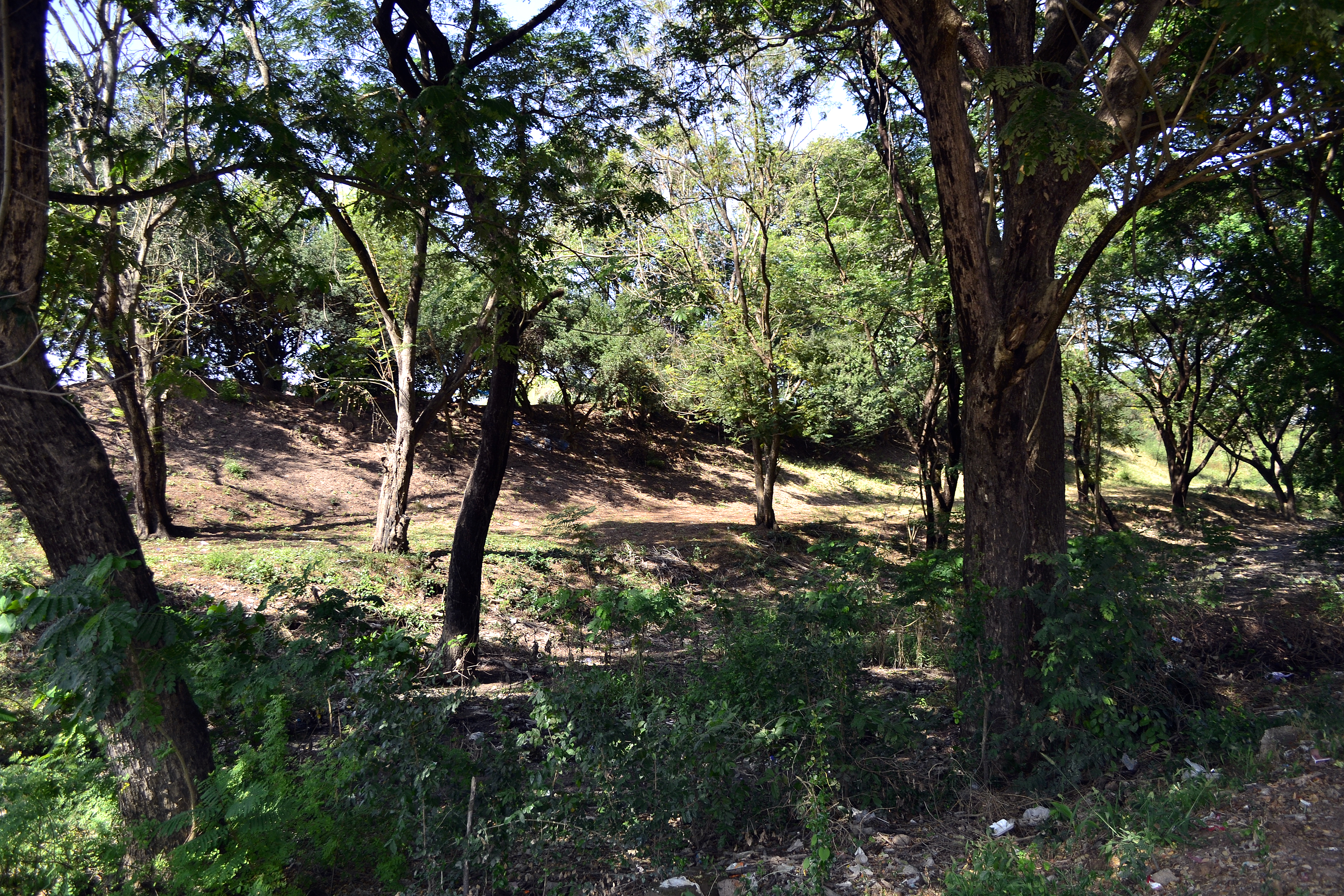
Murs Est, vestiges de la muraille en arrière-plan et du fossé fortement ensablé au premier plan, recouverts de végétation

## Histoire
Sukhothaï est la capitale du premier royaume thaïlandais suzerain sur le bassin du fleuve Chao Phraya, à l'ouest sur la baie du Bengale et sur la péninsule entière. Ce royaume, après s'être affranchi de l'empire khmer, parvient à préserver son indépendance de 1250 jusqu'au XVe siècle. 
À la fin du XIIIe siècle, dans les contrées voisines, les Mongols attaquent le Viêt Nam et l'Empire Khmer et saccagent la magnifique cité birmane de Pagan (1287). Sukhotaï se déclare leur vassale et profite de la situation. Ramkhamhaeng, dit « Rama le Fort », monarque respecté pour son équité et sa sagesse, la porte à son apogée entre 1275 et 1317. L'original de sa stèle, portant les plus anciennes inscriptions en alphabet thaï, se trouve au musée national de Bangkok.
En 1378 Sukhothaï devient tributaire de l'État d'Ayutthaya puis, peu à peu, tombe à l'abandon à la fin du XVe siècle ou au début du XVIe siècle. Les plus anciens récits occidentaux sur le Siam suggèrent qu'au XVIe siècle le Wat Mahathat de Sukhothai, lieu de référence obligé de la nation siamoise, est toujours regardé comme le plus vénéré du royaume. Ce n'est qu'un siècle plus tard, sans doute grâce aux efforts de reprise en main du royaume par Naresuan (1590-1605) après l'invasion birmane, que les temples bouddhistes les plus vénérés appartiennent désormais à la capitale Ayutthaya.

## Patrimoine de Sukhothaï

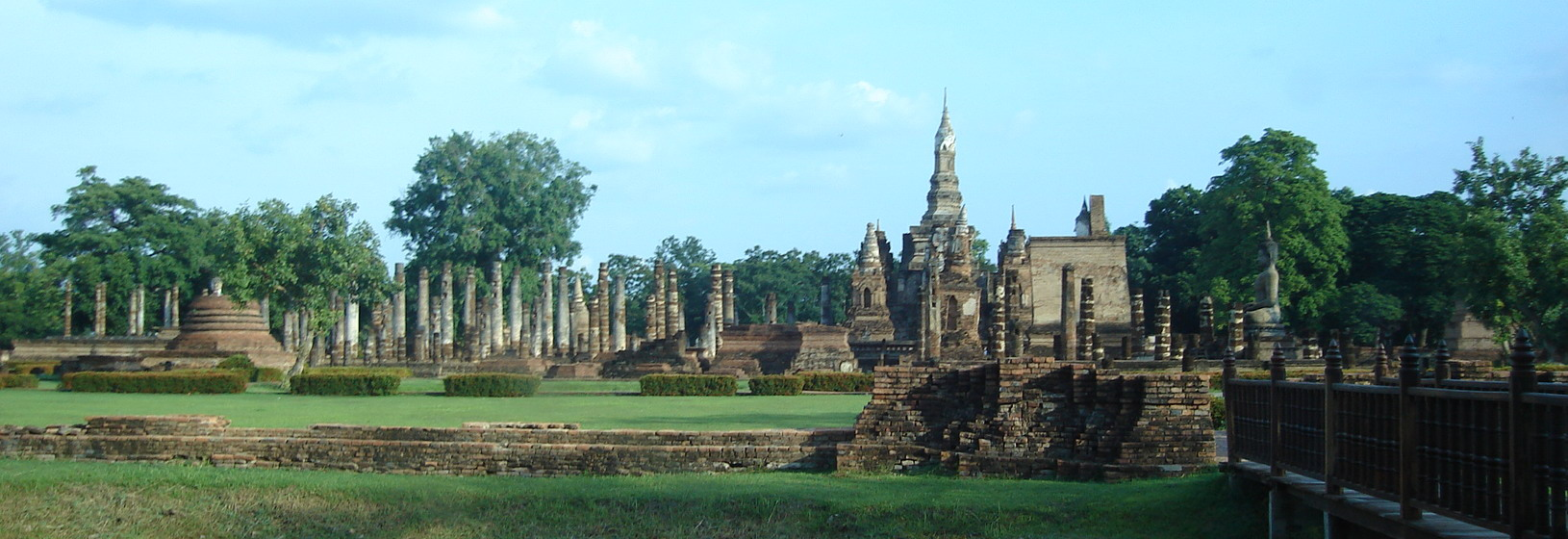
Parc historique de Sukhothaï.

### Musées
- Monument à la gloire de Ramkhamhaeng
- Musée National de Ramkhamhaeng : c'est un des plus riches musées de Thaïlande. On y voit des cauri (porcelaine-monnaie), des statues de divinités hindoues et de Bouddha, des statuettes de mères à l'enfant, une copie de la « stèle de Ramkhamhaeng » (célèbre pour ses inscriptions), des bijoux, des porcelaines chinoise Yuan, Ming et Quing, de la porcelaine céladon d'usage domestique et de la céramique Sangkhalok etc. À noter cependant qu'une grande partie des objets retrouvés à Sukhothaï se trouve actuellement au Musée national de Bangkok.

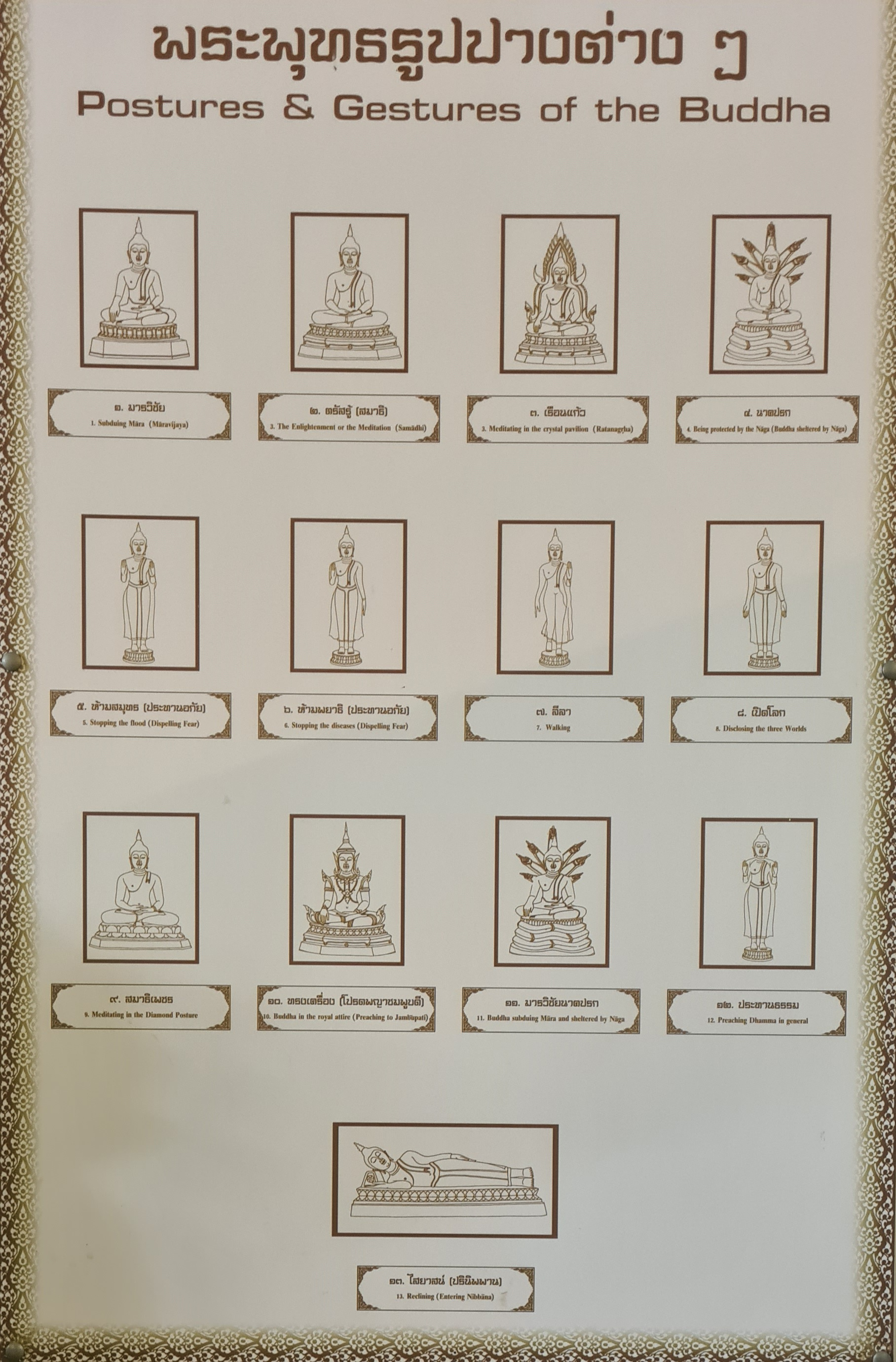
Panneau d'information sur les mudra et les postures du Bouddha au Musée national de Ramkhamhaeng à Sukhothaï.

#### Légende du panneau d'information, ici à droite: «mudraet postures du Bouddha»
1. Geste de la prise de la terre à témoin (Maravijaya) ;
2. Mudra de la méditation (samadhi) ;
3. Méditation dans le pavillon de cristal ;
4. Protégé par le nāga Muchalinda ;
5. Geste de l'absence de crainte (ici, arrêtant les inondations) ;
6. Geste de l'absence de crainte (ici, arrêtant les maladies) ;
7. Marchant dans une attitude noble et sereine ;
8. Révélant les Trois Mondes ;
9. Méditant dans la posture du diamant ;
10. Attitude royale ;
11. Soumettant Mara et faisant le mudra de la prise de la terre à témoin (Bhûmisparsha-mudrā), tout en étant protégé par les nāga ;
12. Enseignant le Dharma ;
13. Couché, entrant dans le Nirvāṇa.

Musée national de Ramkhamhaeng
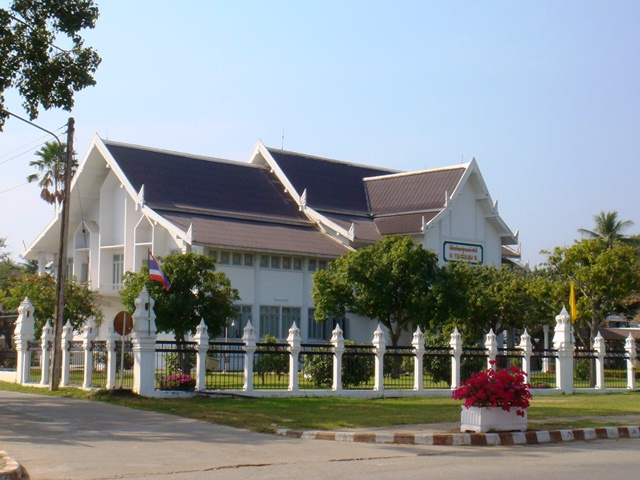
Musée national de Ramkhamhaeng.
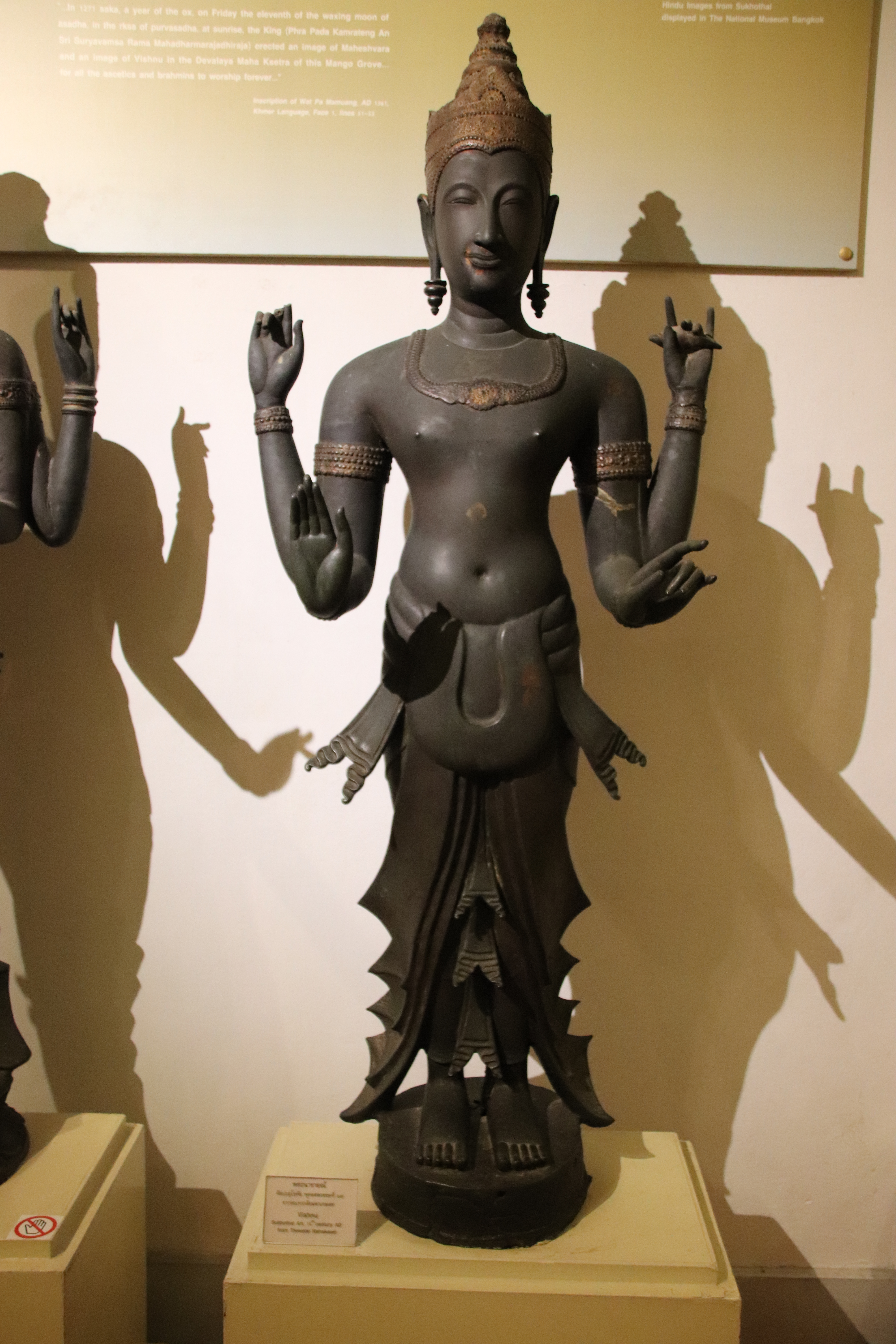
Vishnou. Bronze, XIVe siècle.
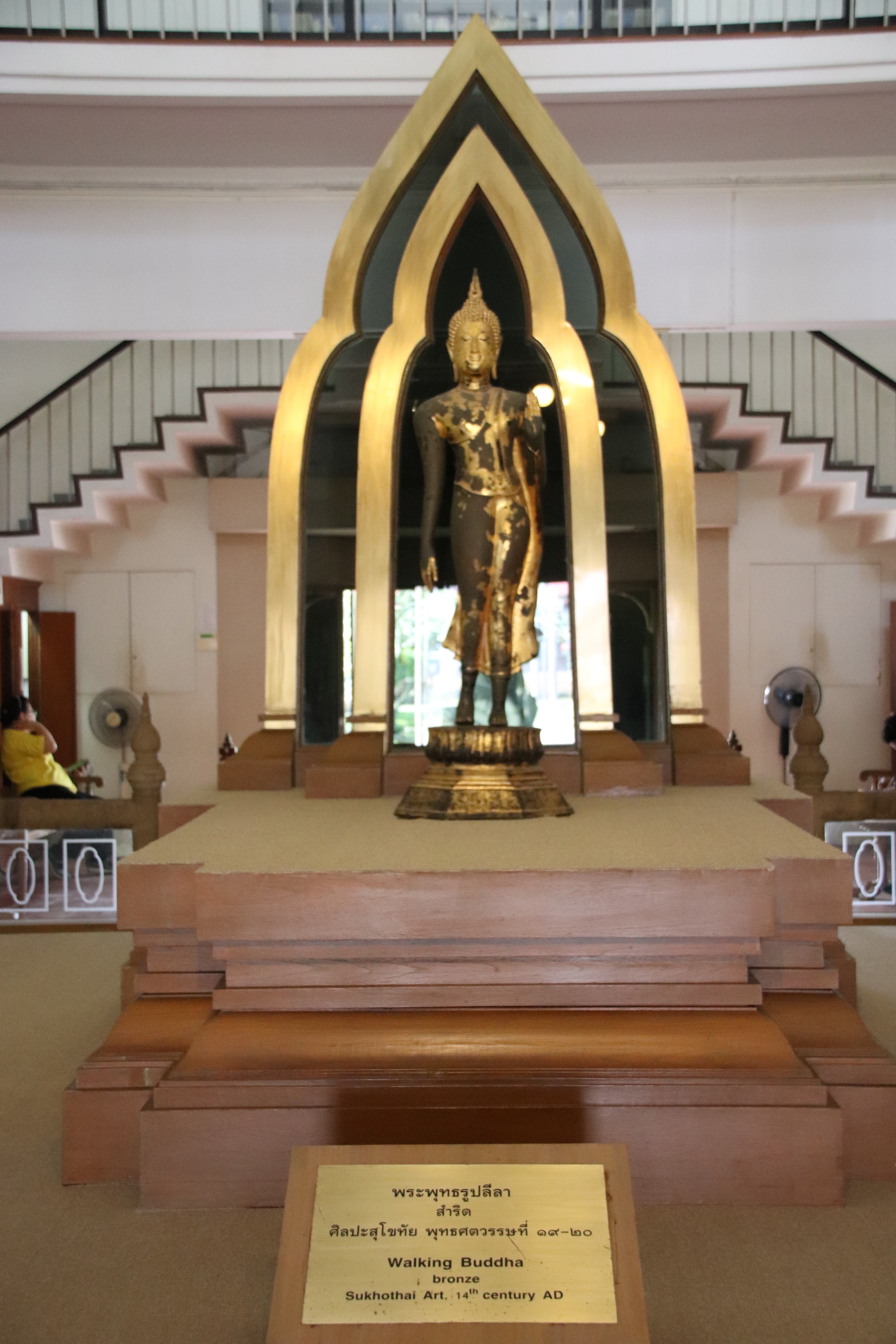
Bouddha en marche. Bronze, XIVe siècle.
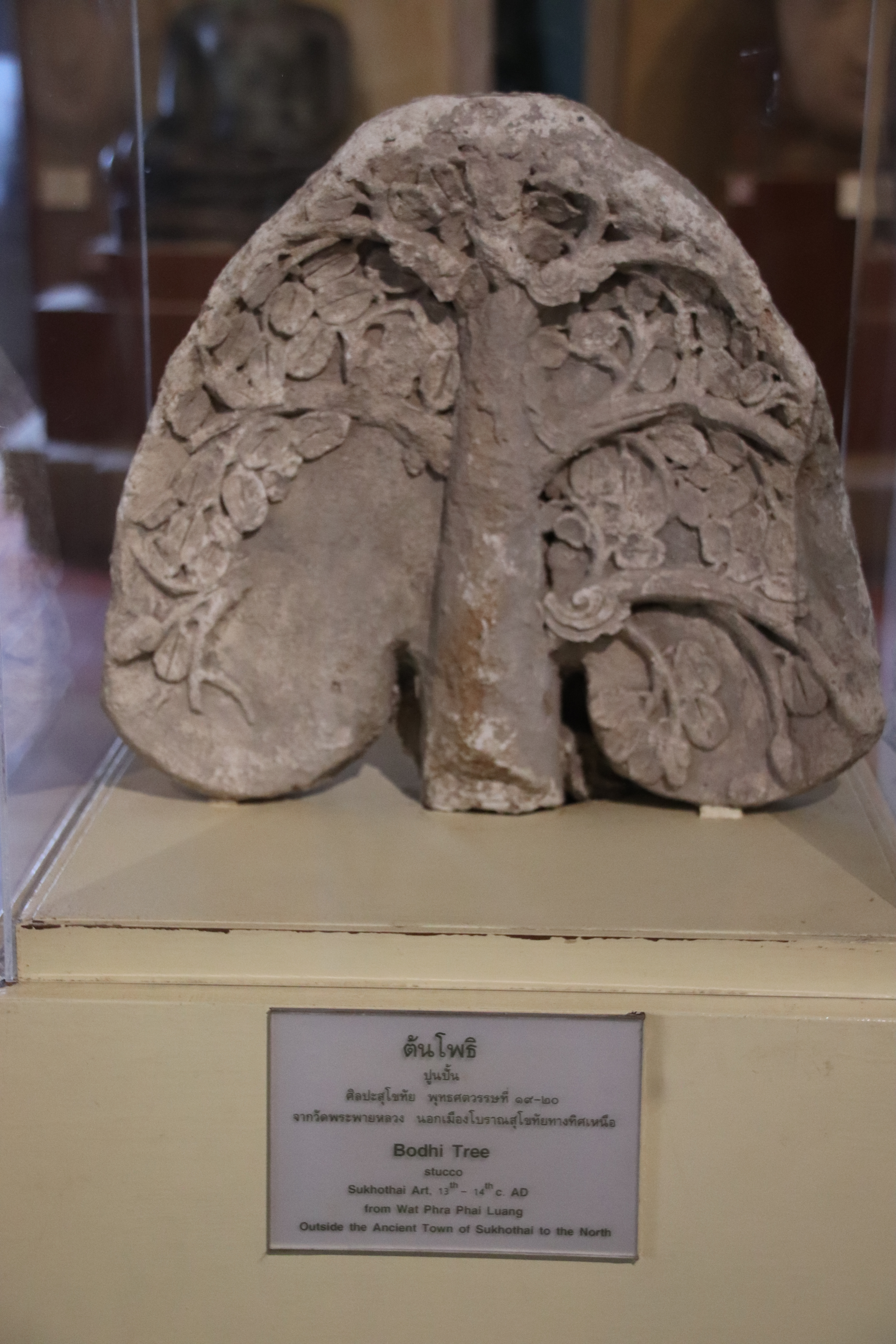
Arbre de la Bodhi. Stuc, XIIIe – XIVe siècle.
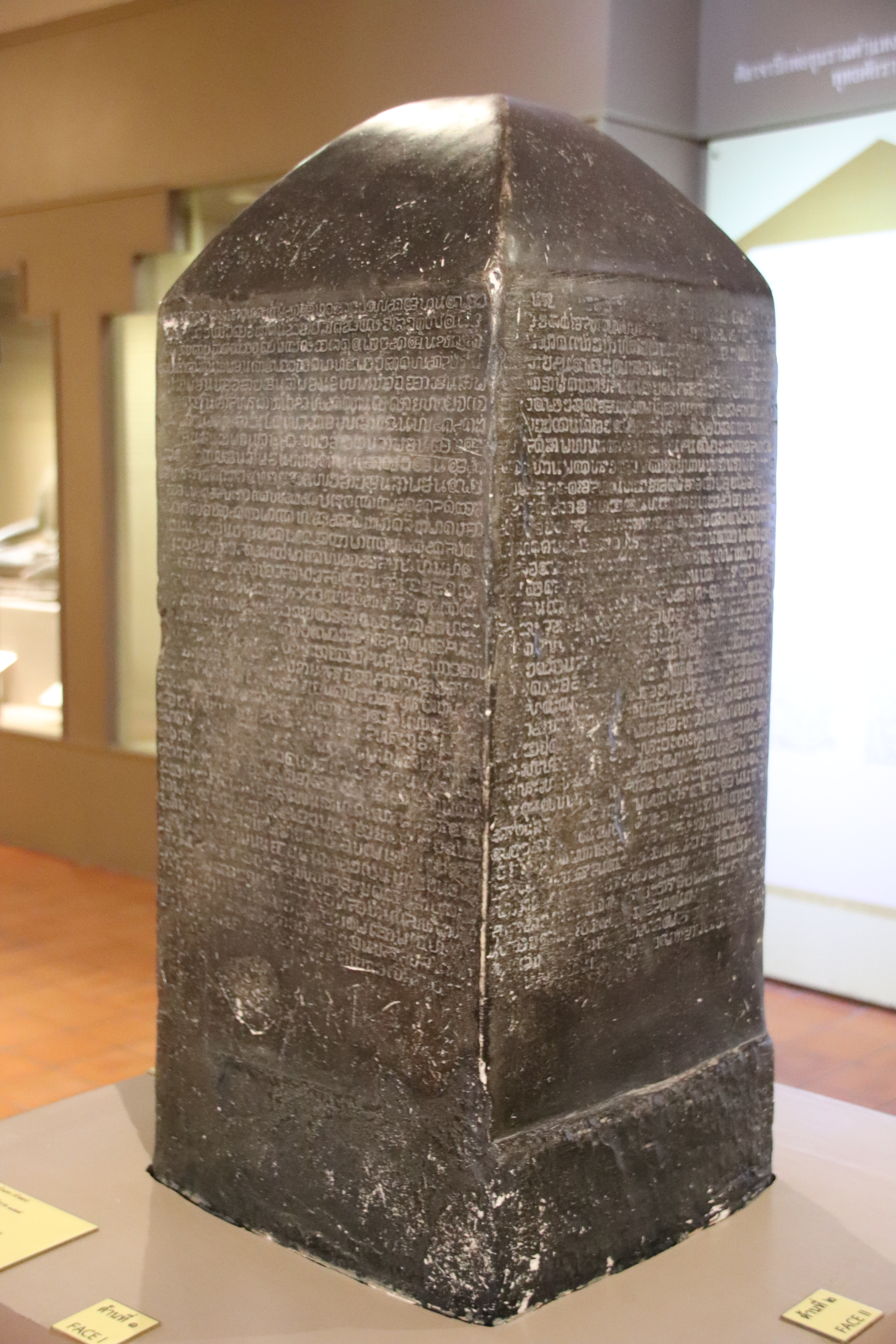
Copie de la Stèle de Ramkhamhaeng (en)(original au Musée national  de Bangkok).
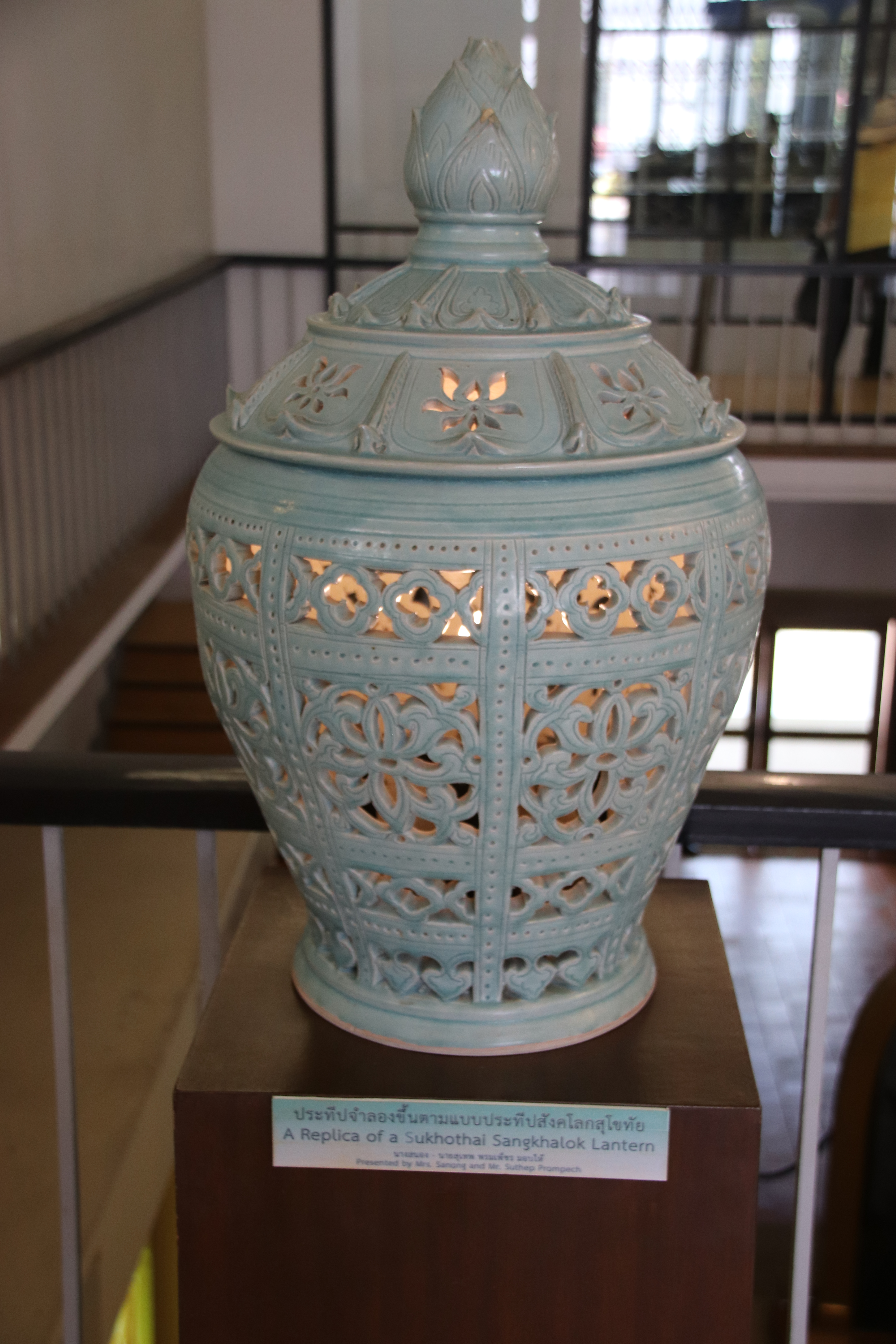
Fac-similé d'une lampe à huile en céramique Sangkhalok.
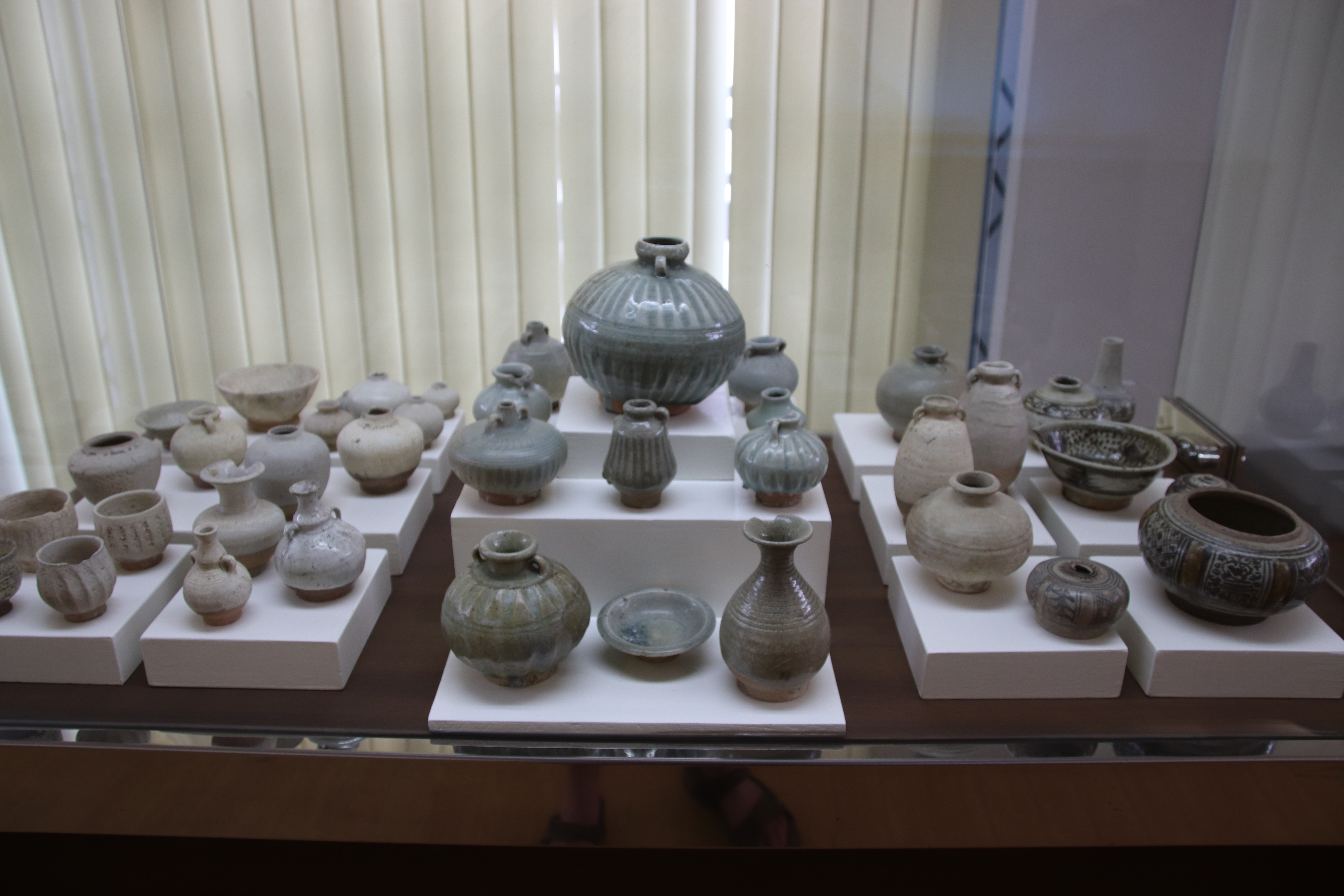
Poteries de la vie quotidienne en céladon.

### Anciens temples

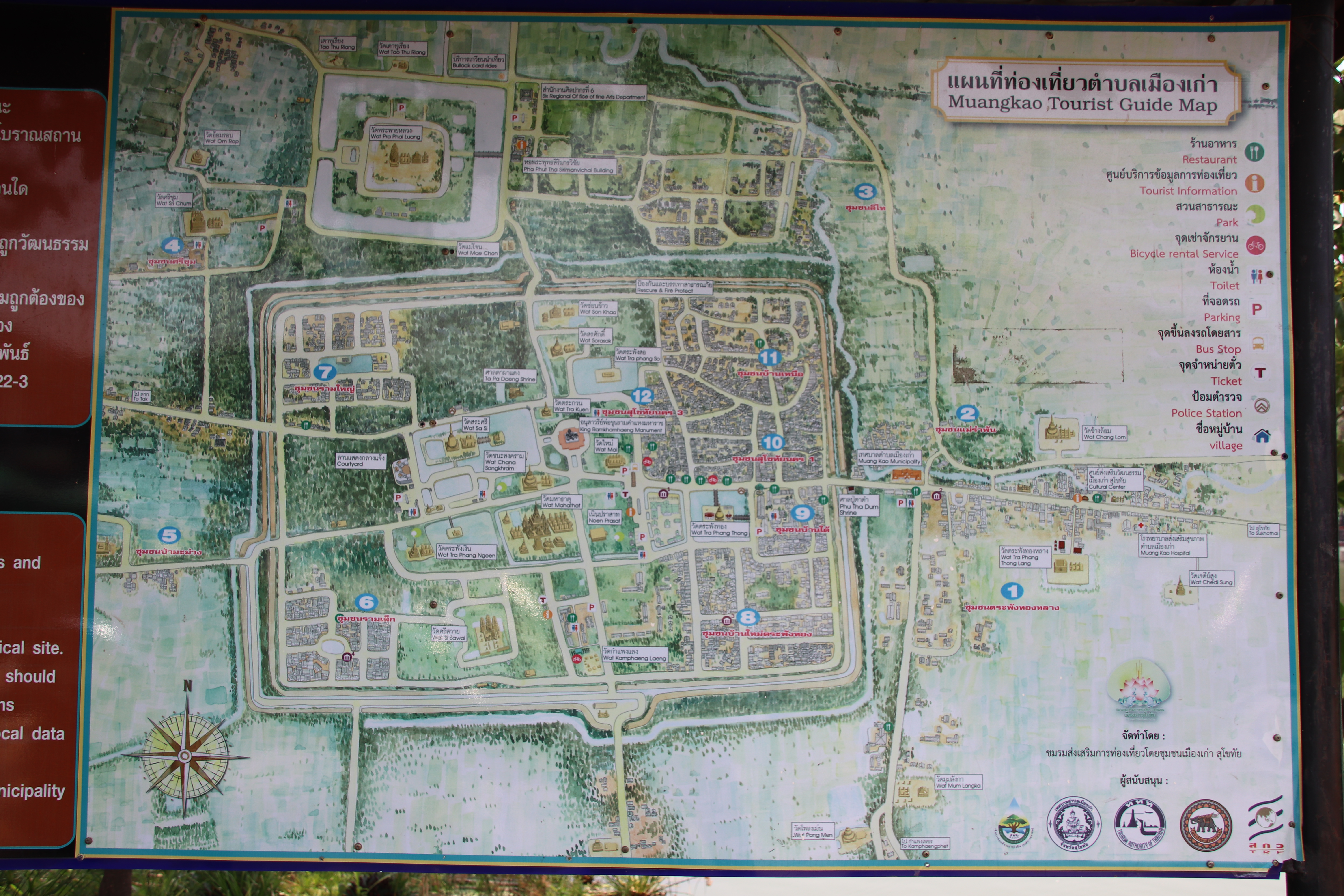
Carte du site de Sukhothaï pour les touristes

La vieille cité de Sukhothaï est aujourd'hui en ruine. Le grand palais en bois de ses rois a disparu ainsi que les milliers de maisons en bambou, bois et palme. Toutefois, la ville possède encore de nombreux vestiges de temples construits en latérite et en brique, autrefois recouverts de stuc alors peint et parfois doré. Le stuc s'est dégradé au fil du temps et ne recouvre aujourd'hui plus qu'une infime proportion des constructions. La plupart des statues retrouvées dans les ruines ont été remplacées par des répliques de facture artisanale ; et la brique sous-jacente, de couleur rouge, est aujourd'hui à nu.
Le temple bouddhiste à l'époque de Sukhothaï, comme plus tard celui à l'époque d'Ayutthaya, est orienté sur un axe est-ouest : son cœur est un haut chedi (stupa ; reliquaire) situé à l'ouest associé à un grand wihan (vihan ; salle d'assemblée de tous les croyants, religieux et laïcs) situé à l'est.
L'ubosot (bot ; hall d'ordination, salle d'assemblée réservée uniquement aux religieux, c'est-à-dire aux bonzes et aux novices) ressemble à un wihan en plus petit, caractérisé par ses bornes sacrées, et il est placé généralement en position très excentrée.

Constructions et sculptures en latérite, brique et stuc
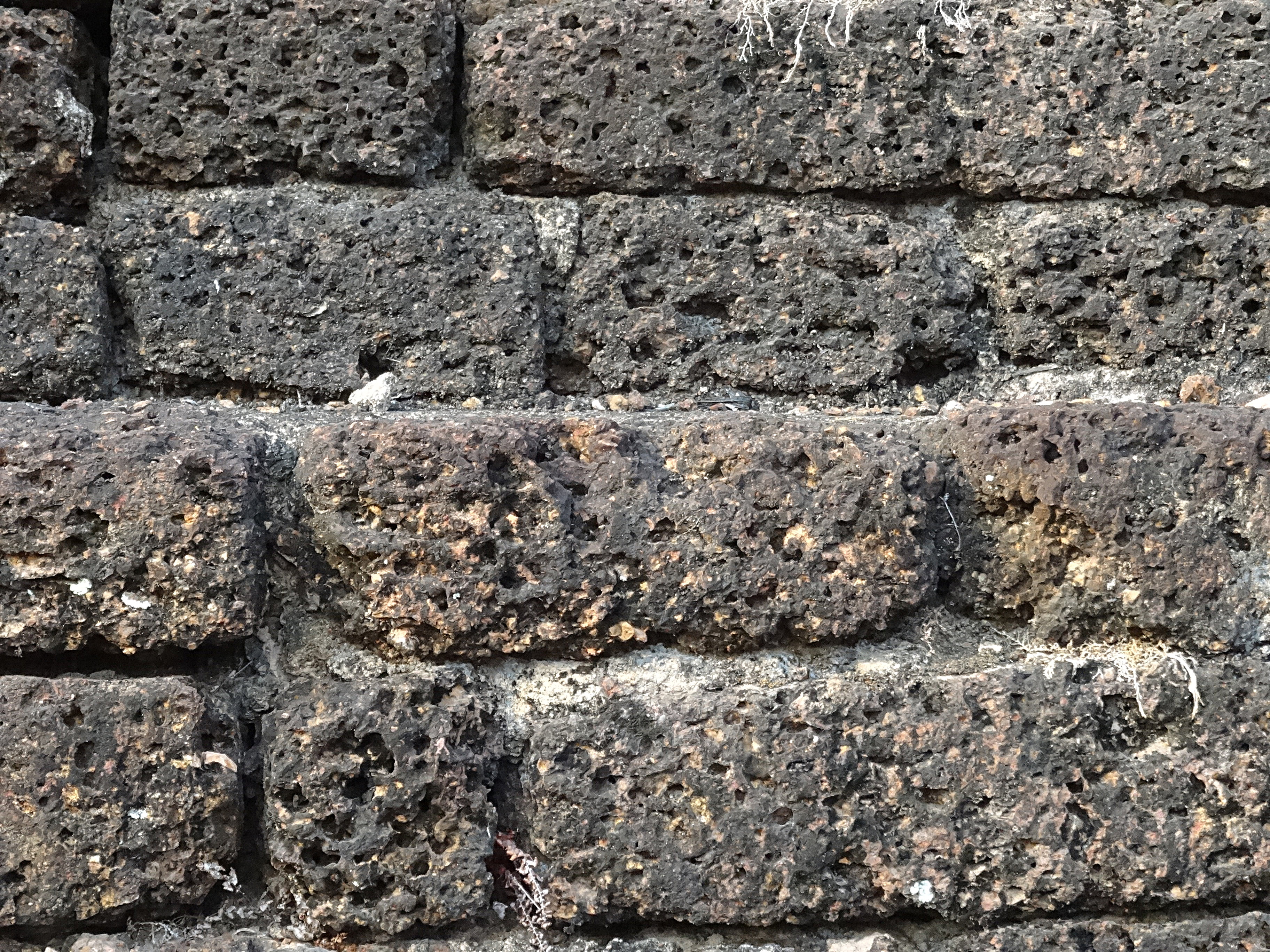
Mur en latérite.
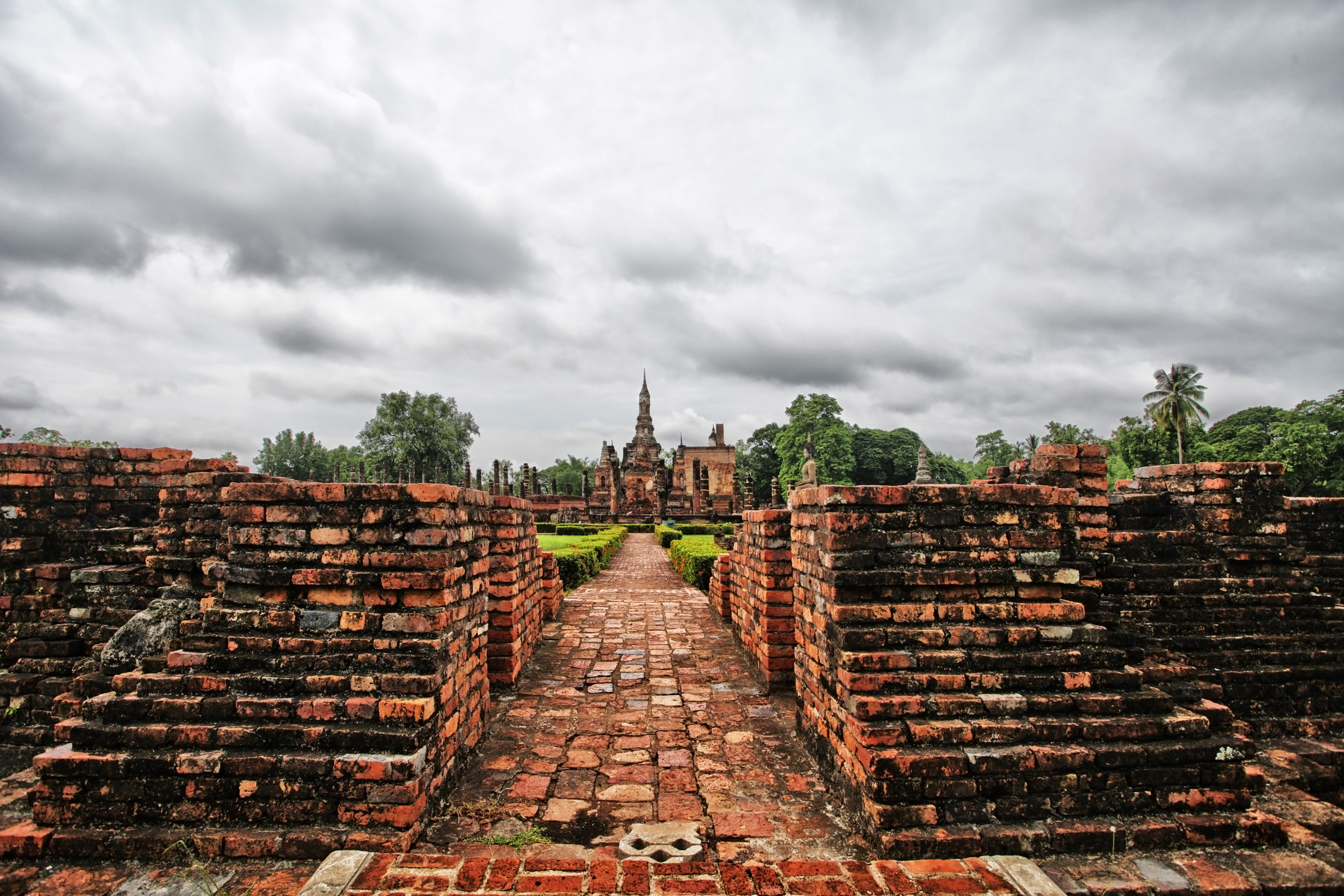
Sol et murs en briques du Wat Mahathat.
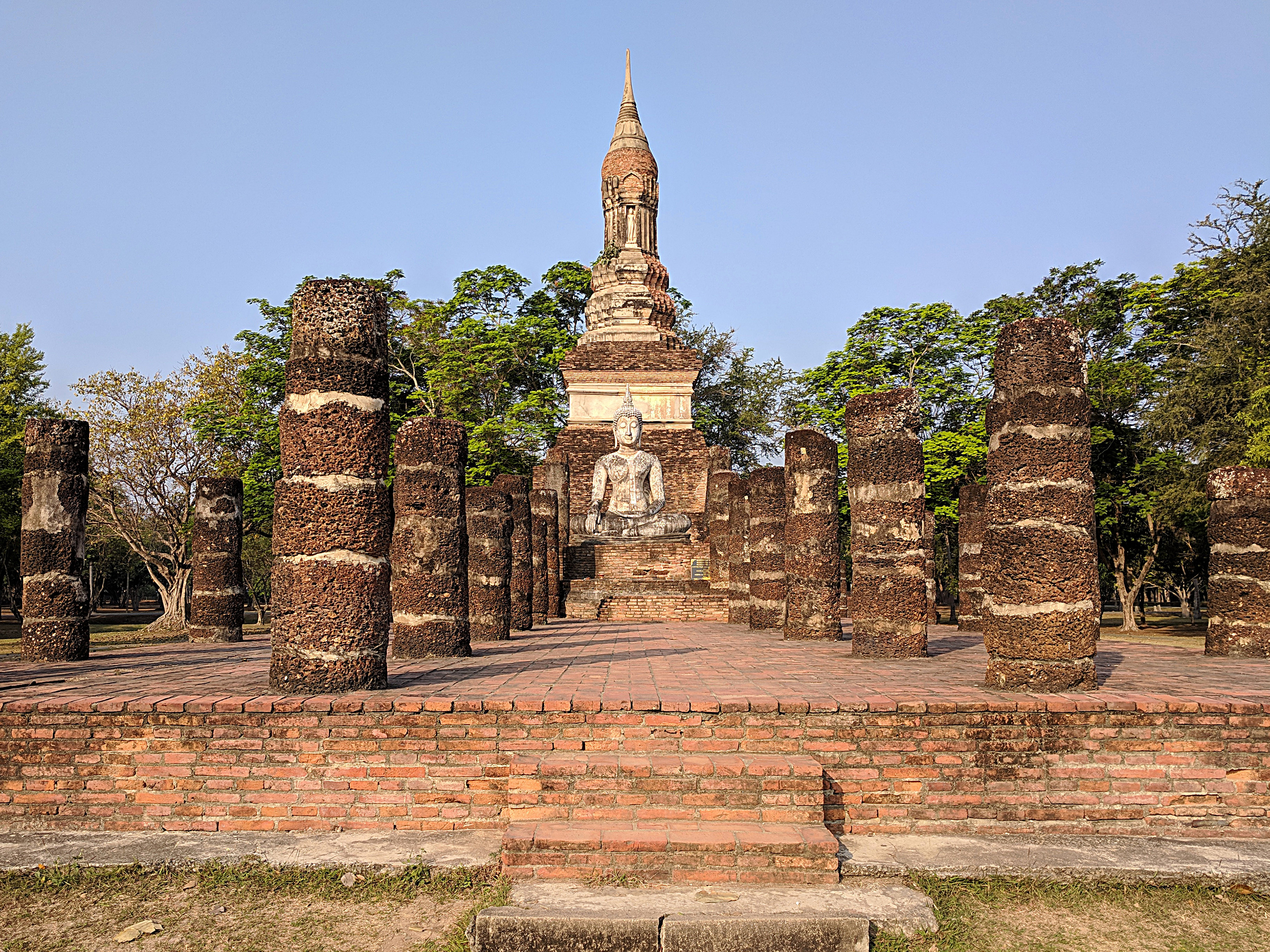
Grand wihan aux escaliers et sol en briques, aux colonnes en latérite avec en arrière-plan le chedi principal du temple sur un axe est-ouest.
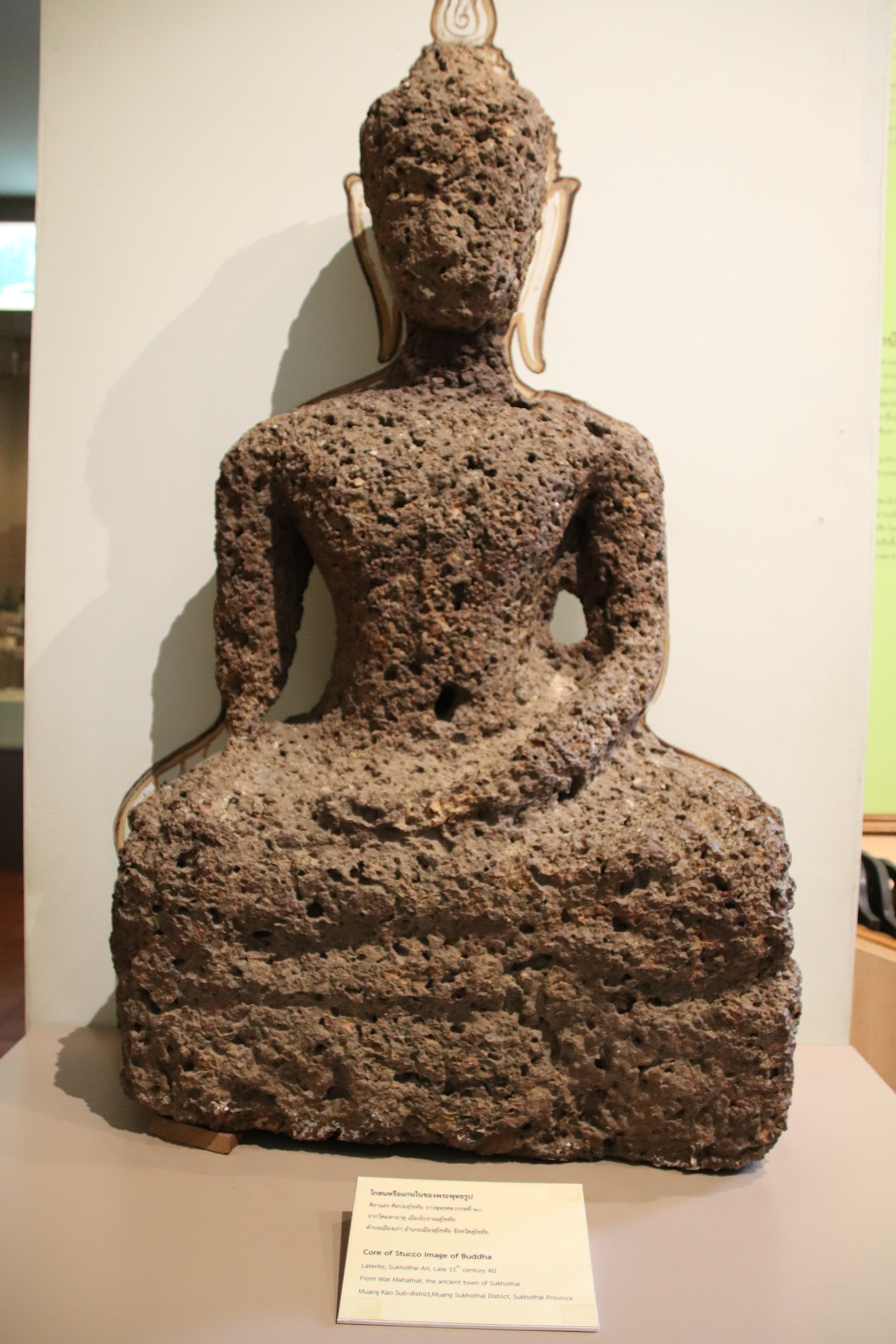
Statue de Bouddha en latérite. Le stuc qui la recouvrait a disparu. Musée national Ramkhamhaeng.
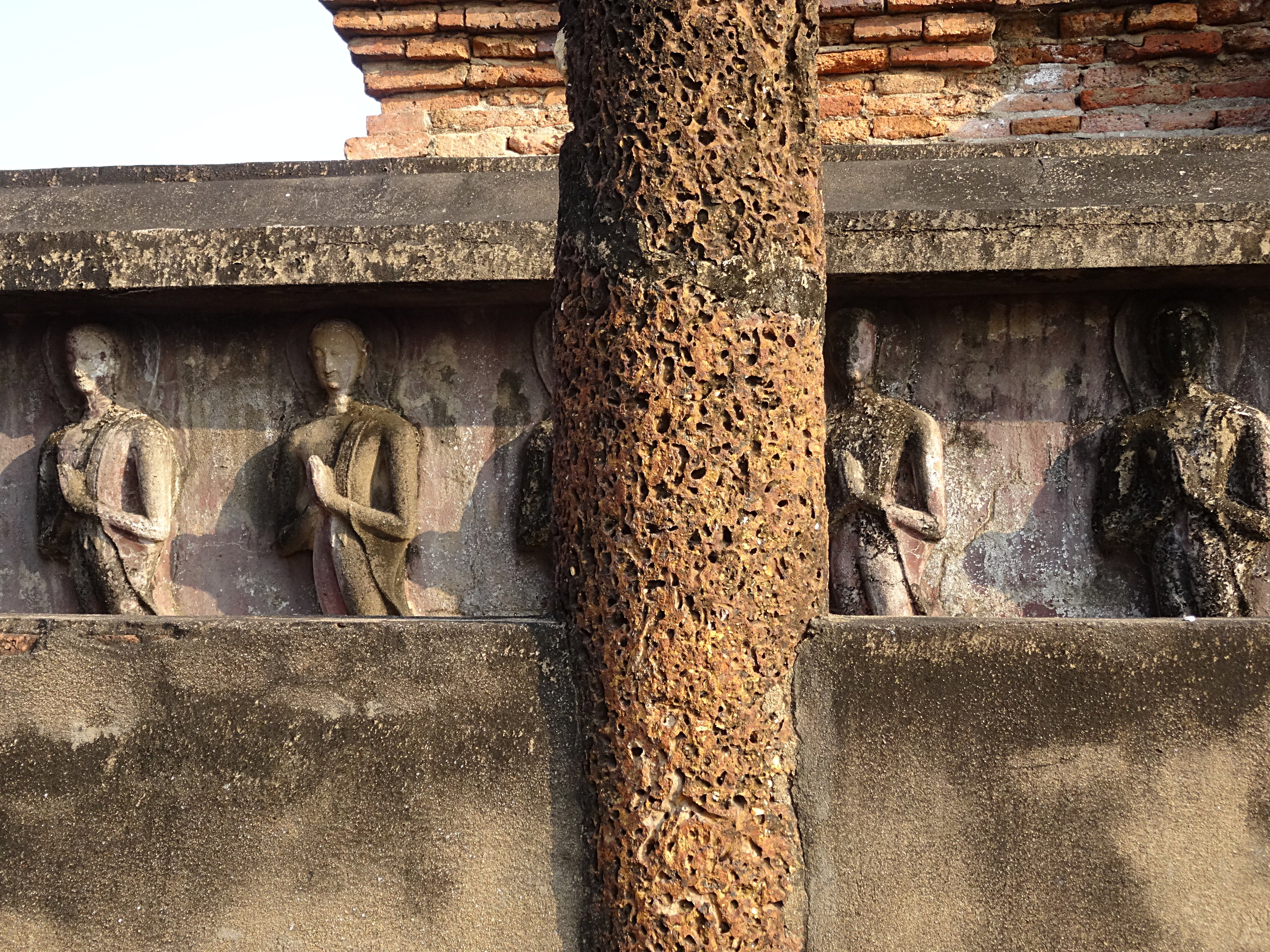
Colonne en pilier en latérite. Derrière, frise en briques avec des disciples de Bouddha.
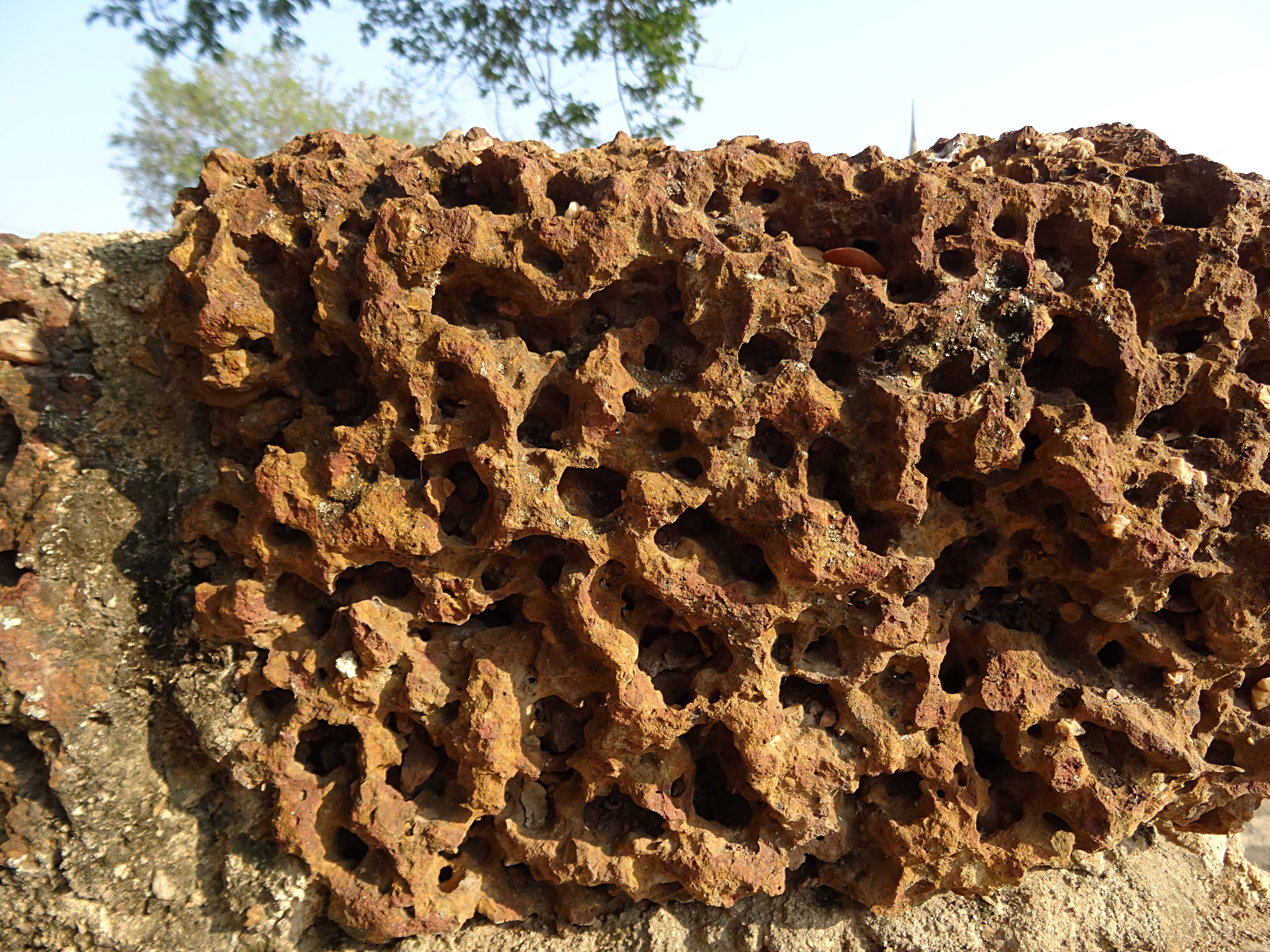
Bloc de latérite rongé par l'érosion.

La plupart des édifices qui ont été découverts, et pour partie relevés, se trouvent à l'intérieur des murs de la cité :
- Wat Mahathat (วัดมหาธาตุ ; temple de la grande relique), le plus célèbre et le plus remarquable temple bouddhiste de cette époque. Il a été fondé pendant le règne d'Indradit, le premier roi de Sukhothaï, entre 1238 et 1270 puis restauré en 1345 par le futur roi Li Thai. Il se loge dans un carré de 200 m sur 200 m protégé par un mur de brique et entouré de douves. Cet ensemble montre l'extrême variété de l'architecture de Sukhothaï. Il est dominé par le grand chedi central coiffé d'une flamme en forme de fleur de lotus en bouton. Ce grand chedi repose sur une vieille tour khmère ornée à sa base d'une frise en stuc représentant une procession de 168 disciples du Bouddha[13]. Il est flanqué de quatre tours-reliquaires et cantonné de quatre chedi secondaires, auquel s'adosse à l'est le principal wihan avec un Bouddha géant assis, le tout encadré par deux Bouddha géants nichés debout dans leur mondop. On y dénombre en plus près de 185 chedi en forme de cloche, caractéristique de l'art cinghalais, ou en forme de bouton de lotus, caractéristique de l'art de Sukhothaï ; et on y trouve une dizaine de wihan secondaires et un ubosot (bot) excentré dans le secteur nord et isolé entre deux bassins ;
- Wat Si Sawai (วัดศรีสวาย), un sanctuaire brahmanique khmer du XIIe siècle dédié au dieu hindou Shiva transformé ensuite en temple-monastère bouddhiste par les thaïs. Il a donc la particularité d'être construit sur un axe sud-nord (et non est-ouest habituel) et il a aussi la particularité de ne pas avoir de chedi (stupa). Ses trois prang en latérite caractéristiques ont été complétés avec des briques et stuqués au XVe siècle et ils ont gardé certaines de leurs décorations en stuc d'origine ;
- Wat Sa Si (วัดสระศรี ; temple de l'étang sacré), un temple-monastère bouddhiste construit sur un îlot au milieu d'un étang. Le chedi principal de type cinghalais en forme de cloche et le wihan principal sont bien sûr orientés sur l'axe est-ouest ; l'ubosot est lui aussi aligné sur l'axe du levant au ponant de l'édifice mais il est nettement séparé du cœur du wat car il est isolé sur un autre petit îlot[14];
- Wat Traphang Thong (วัดตระพังทอง ; temple de l'étang doré), un temple-monastère bouddhiste du XIIIe siècle construit sur un îlot au milieu d'un étang avec son chedi de type cinghalais en forme de cloche. Son mondop abrite une empreinte de Bouddha taillée dans un bloc de schiste gris foncé qui aurait été découverte en 1359 par le roi Li Thai. Son usobot (bot) a été construit en 1940 et des bonzes y résident encore de nos jours ;
- Wat Traphang Ngoen (วัดตระพังเงิน ; temple de l'étang argenté), un temple-monastère bouddhiste du XIIIe siècle construit sur un îlot au milieu d'un étang avec son chedi de type de Sukothaï en forme de bouton de lotus dont les niches aux quatre points cardinaux abritent des Bouddhas debout...

Wat Mahathat, le temple de la grande relique
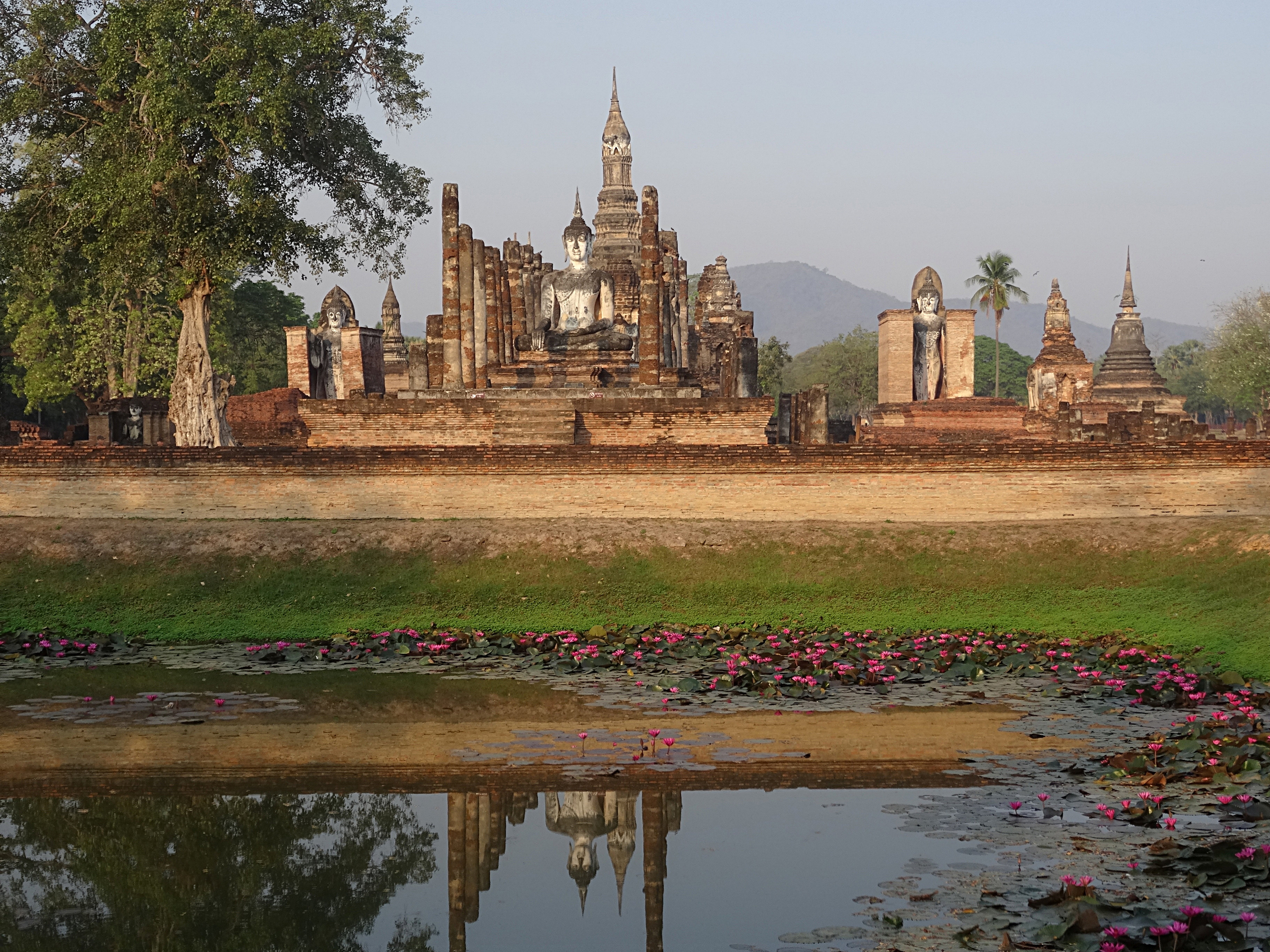
Le cœur du Wat Mahathat, constitué du grand wihan (avec une statue de Bouddha) et du chedi principal alignés sur un axe est-ouest encadré par deux mondop.
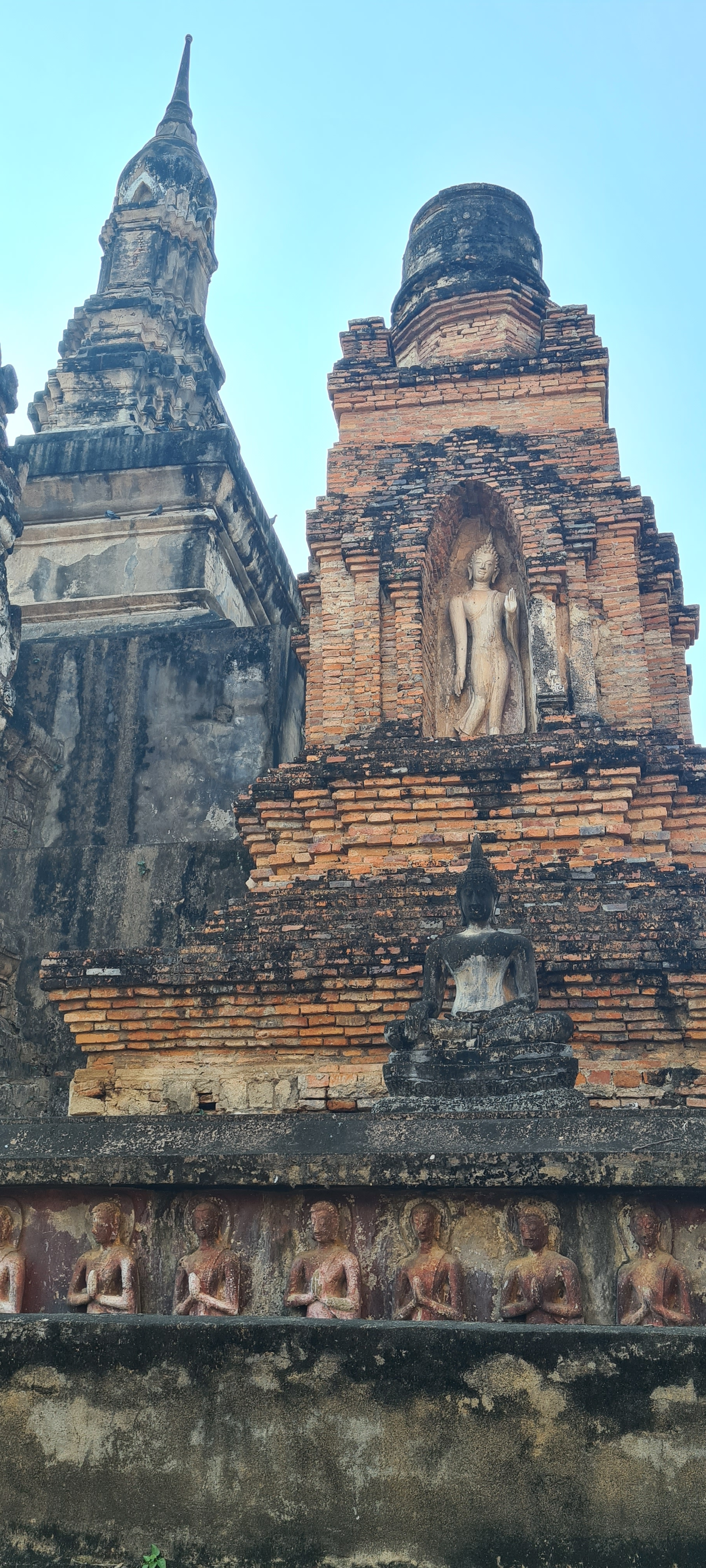
Chedi principal et frise en stuc de la procession des disciples de Bouddha
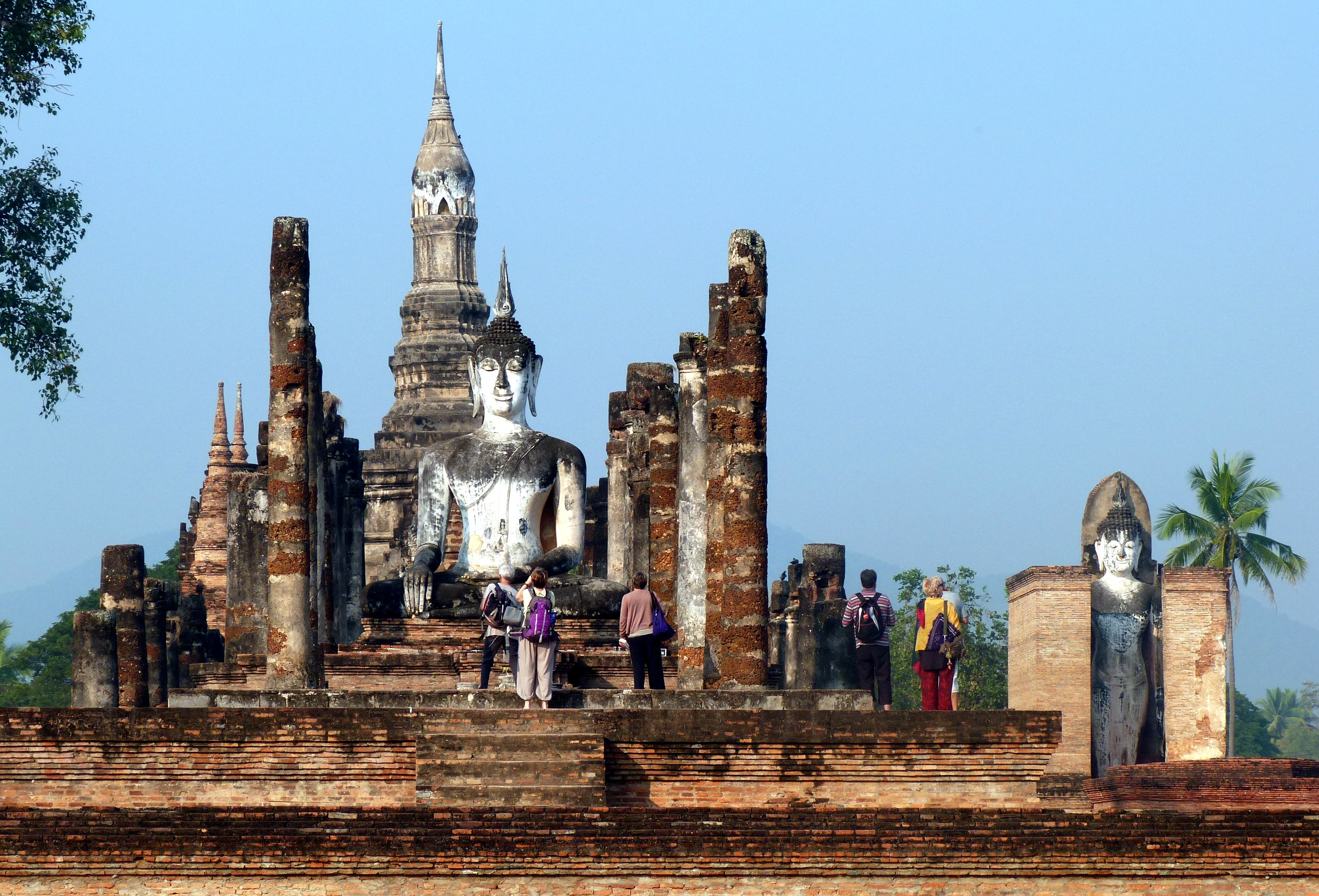
Wihan principal avec son Bouddha géant, et Chedi principal en forme de bouton de lotus en arrière-plan.
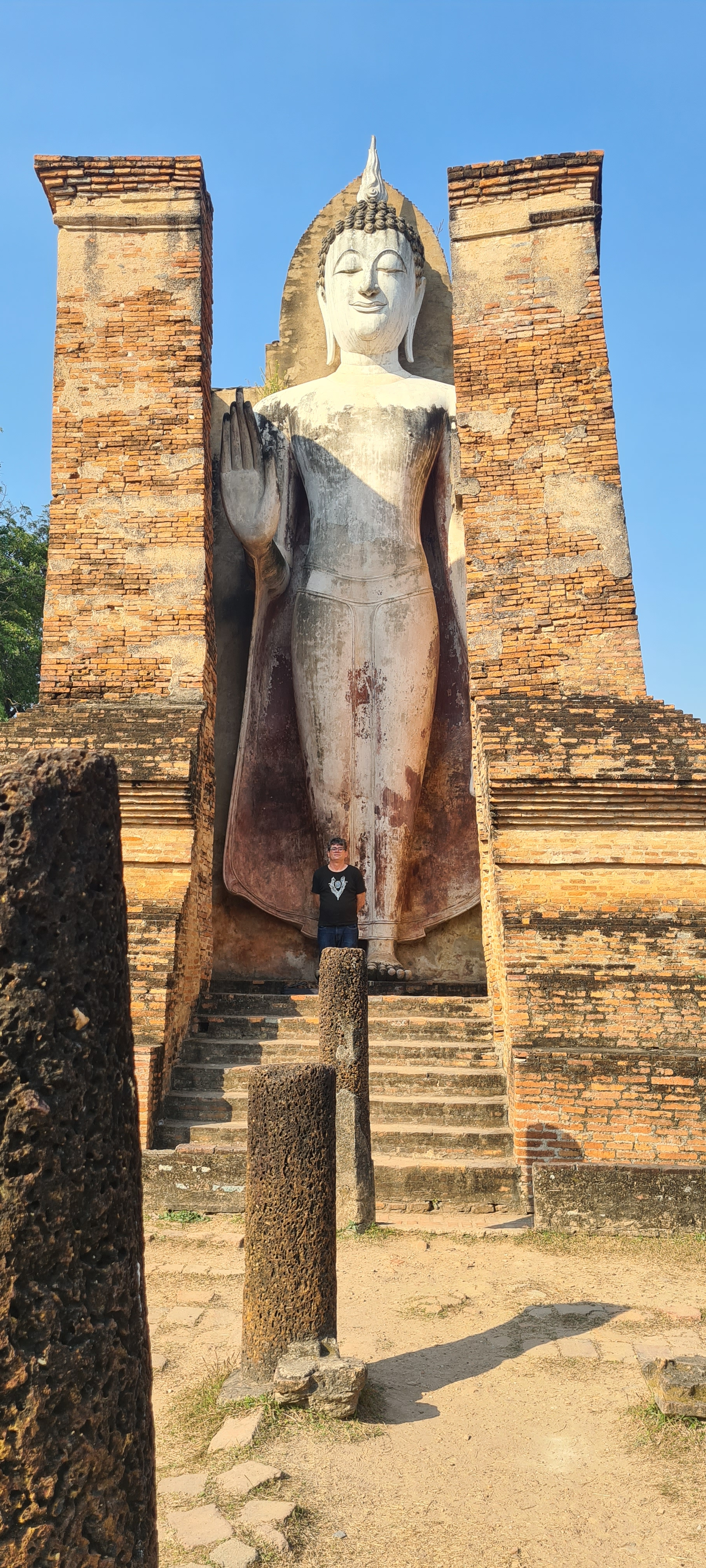
Bouddha géant debout dans son mondop.
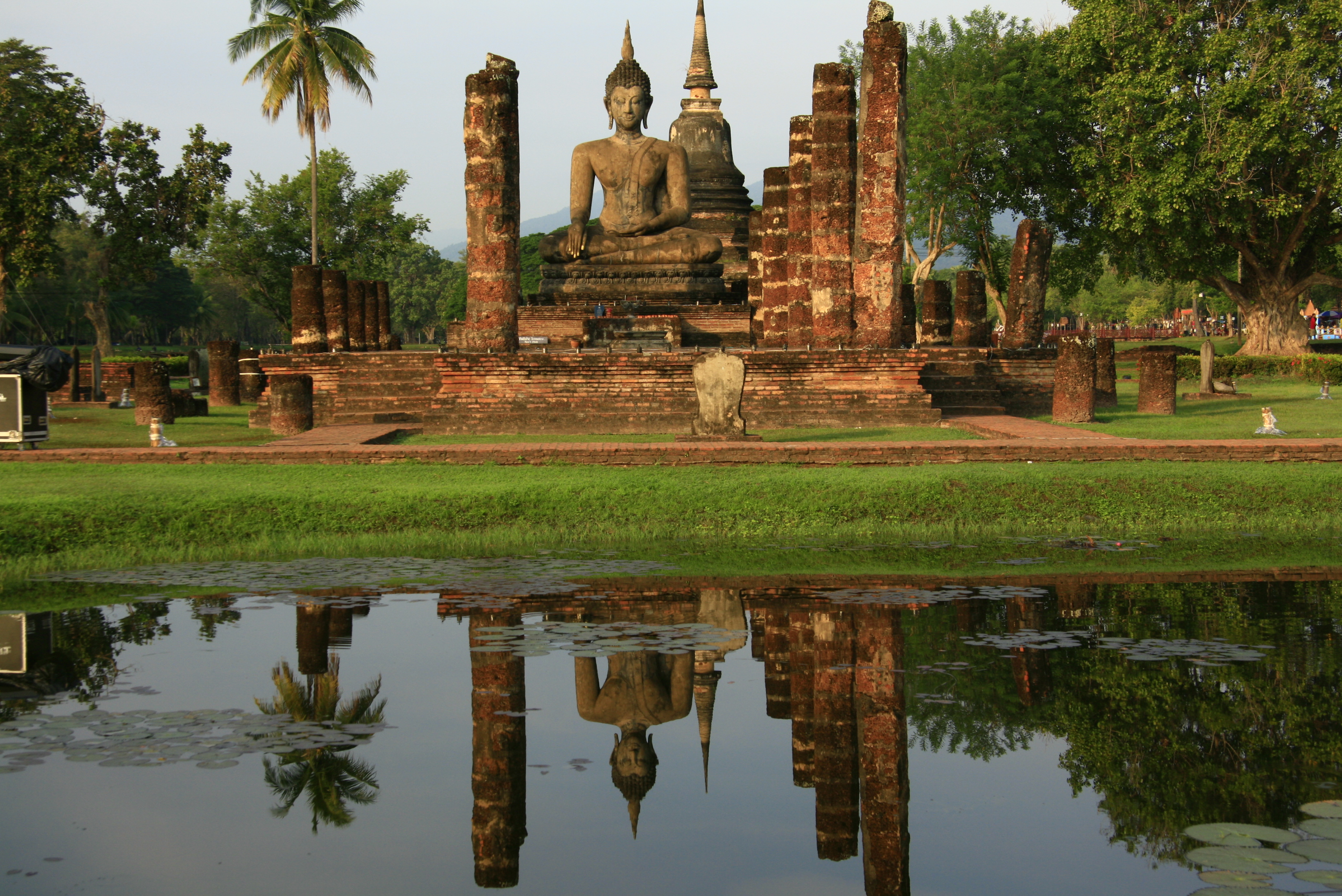
Bouddha géant assis de l'Ubosot/Bot (caractérisé par ses bornes rituelles Bai sema) et son reflet dans l'eau du bassin

Wat Sri Sawai
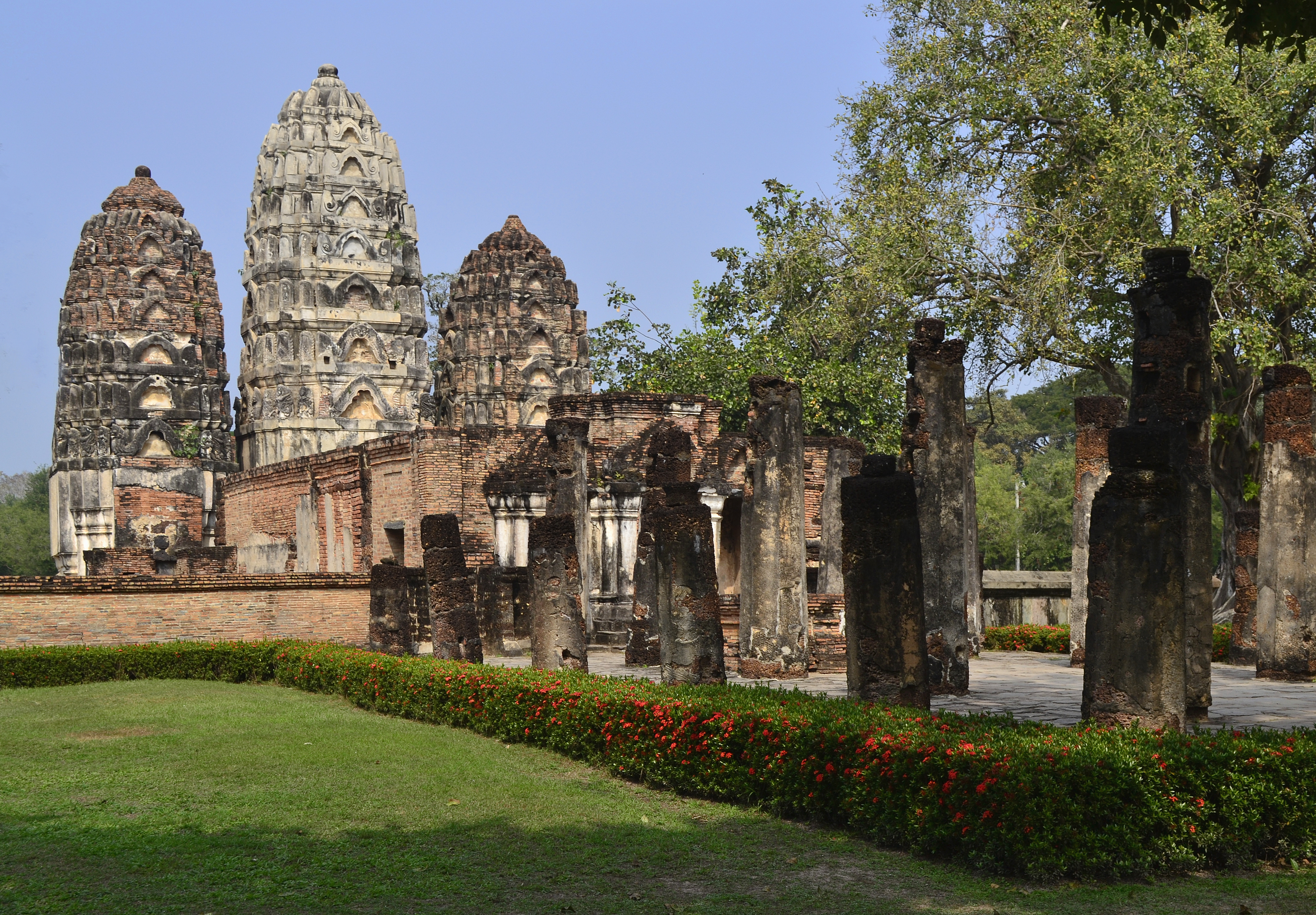
Wihans et les trois prangs alignés sur un axe est-ouest.
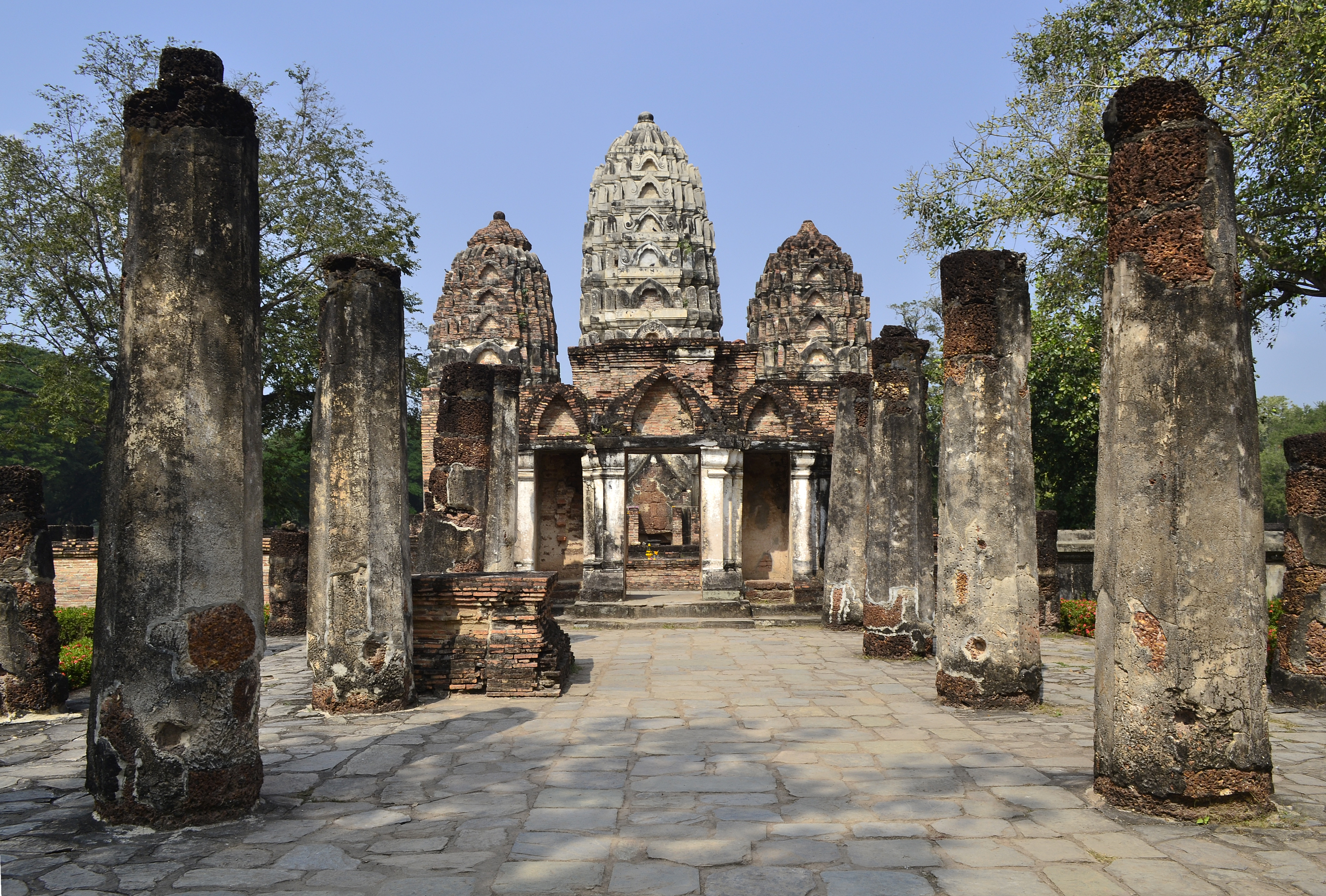
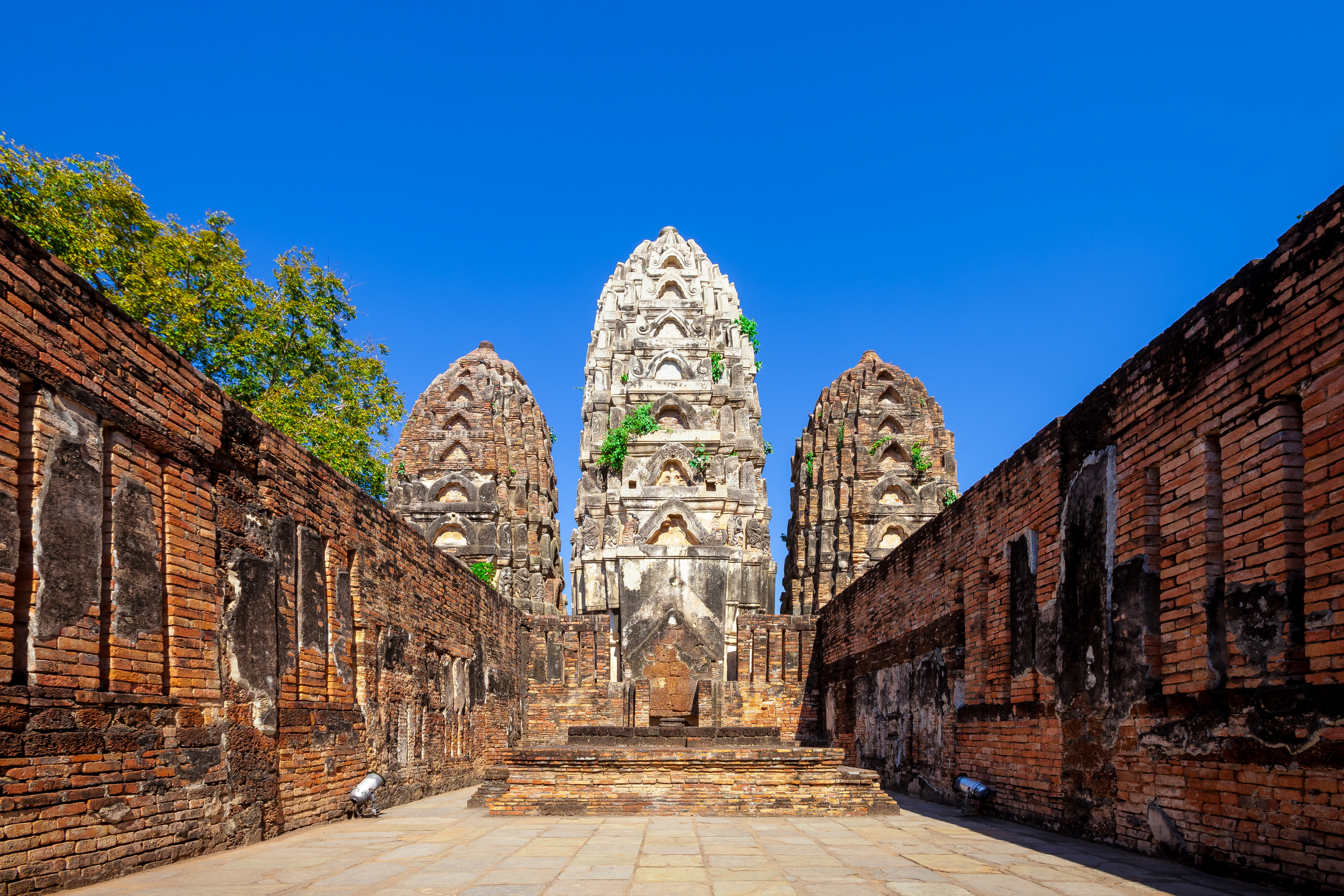
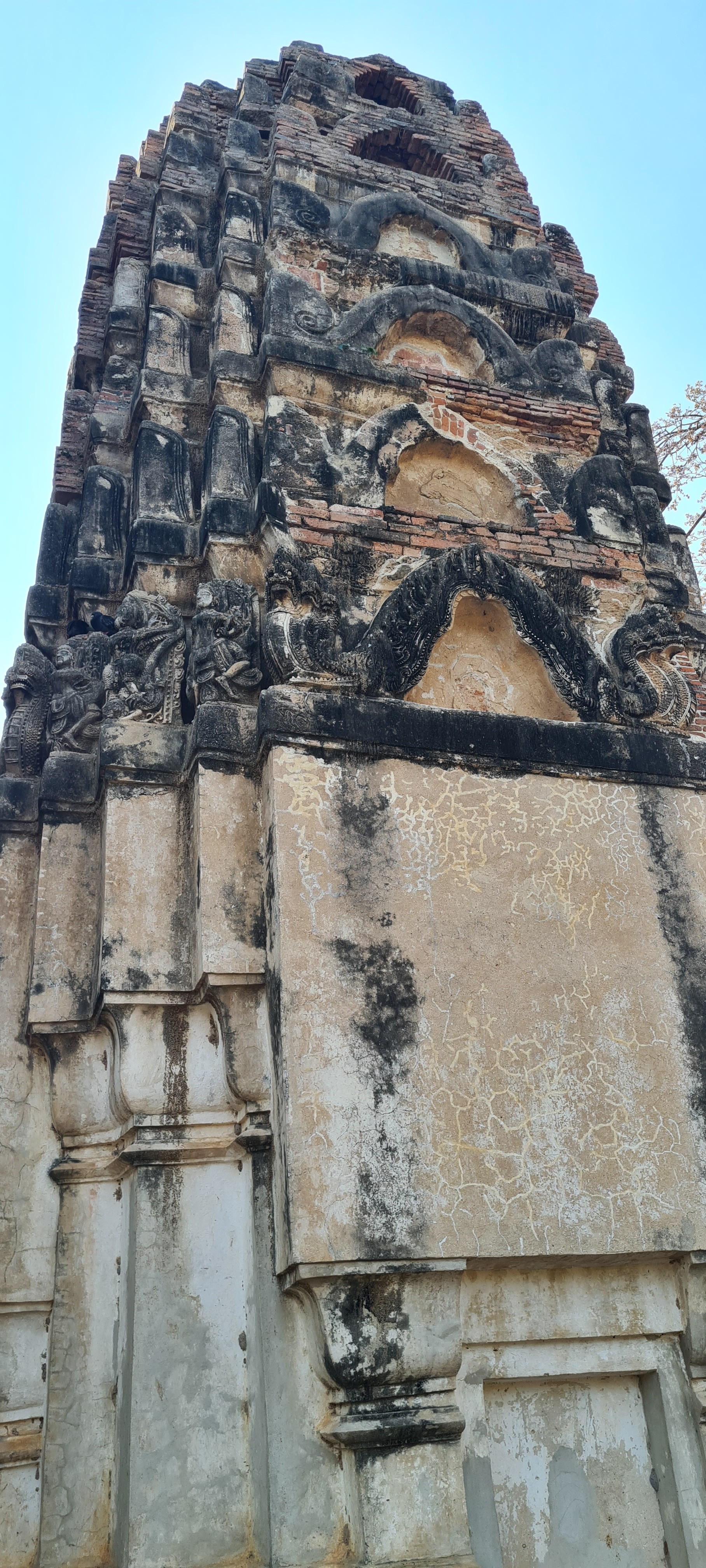
Prang recouvert de stuc d'origine.
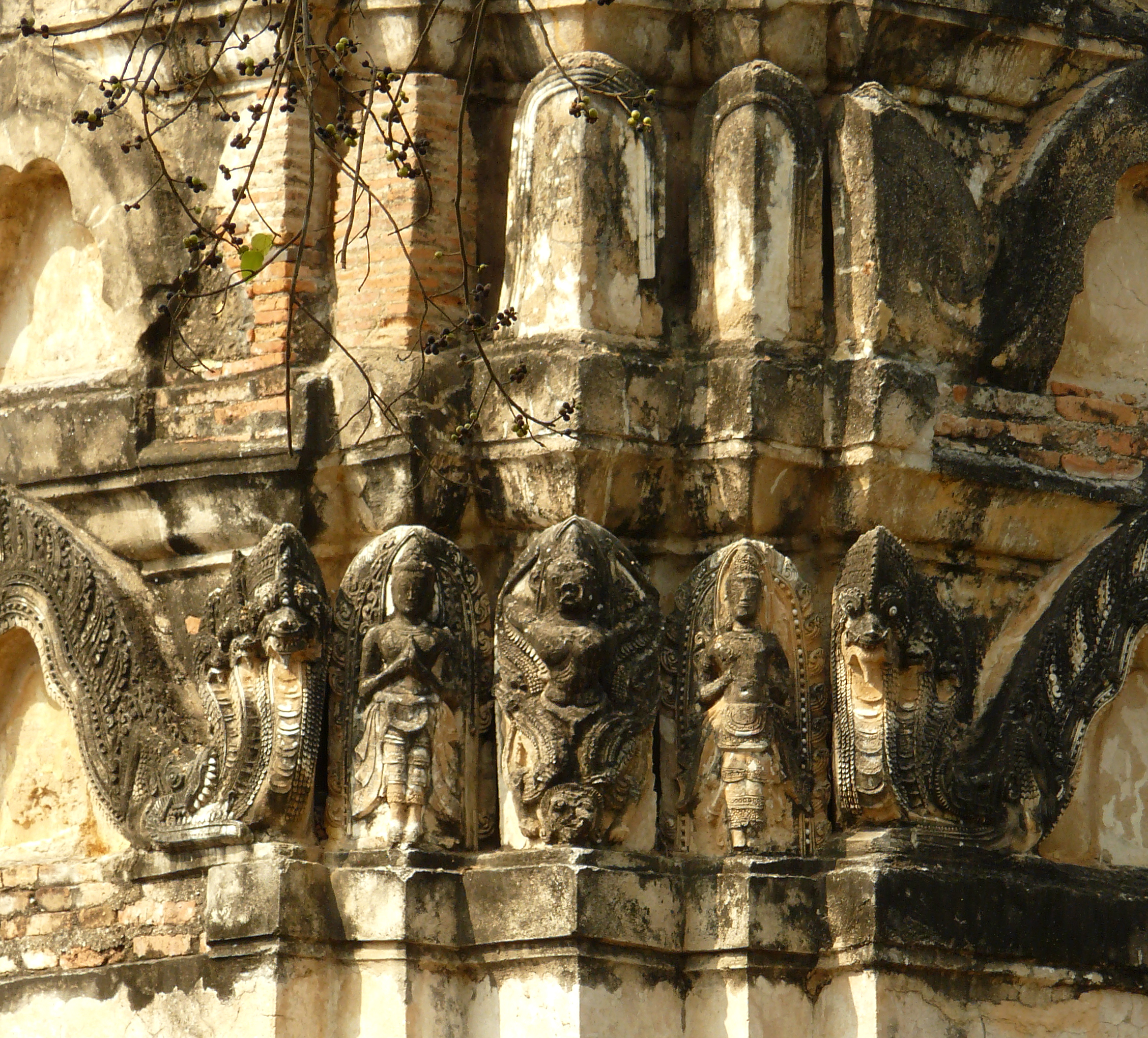
Détail du prang: Makara avec Nāga, Deva et Garuda.
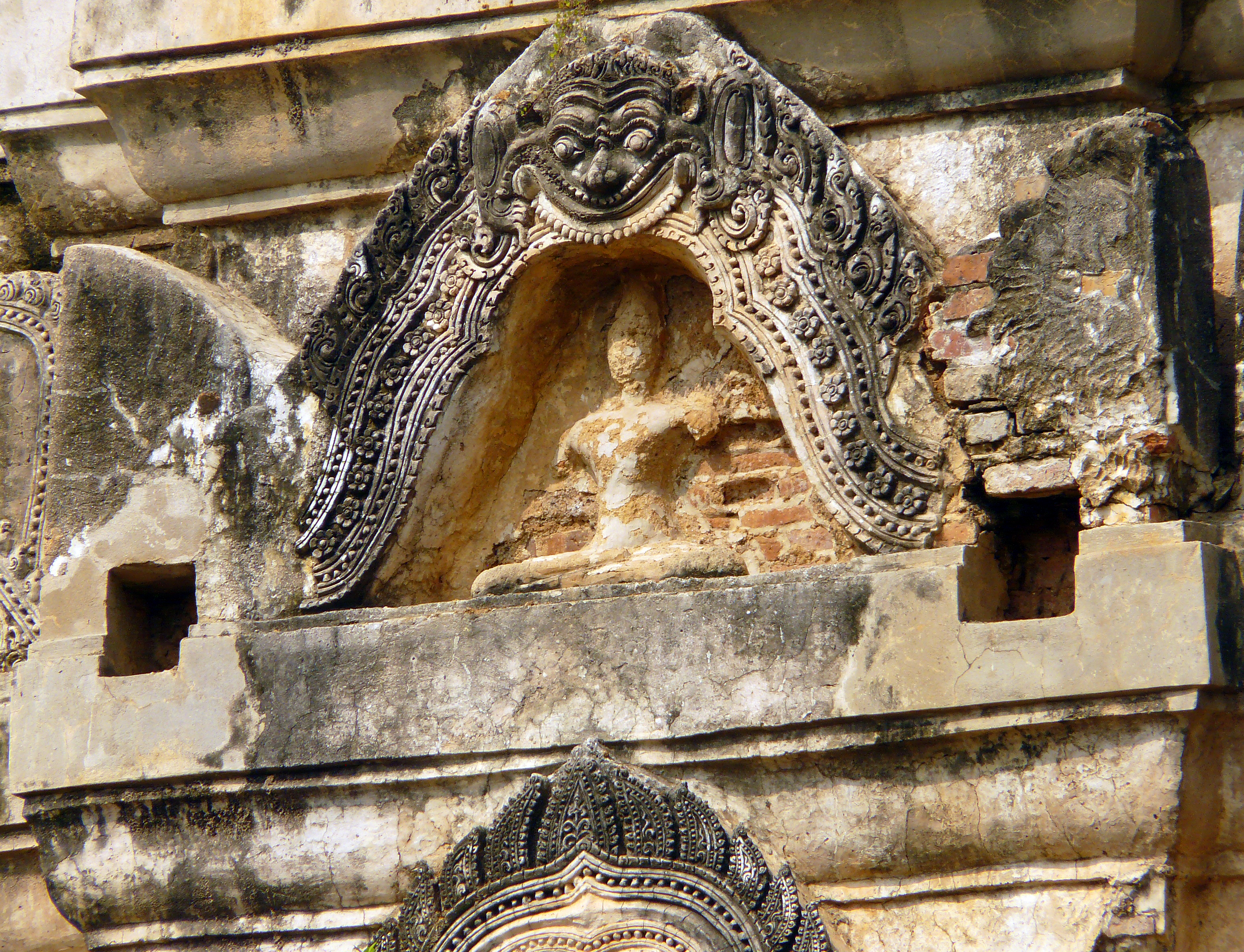
Détail du prang: Kala (Rahu) au-dessus d'un bas-relief de Bouddha.
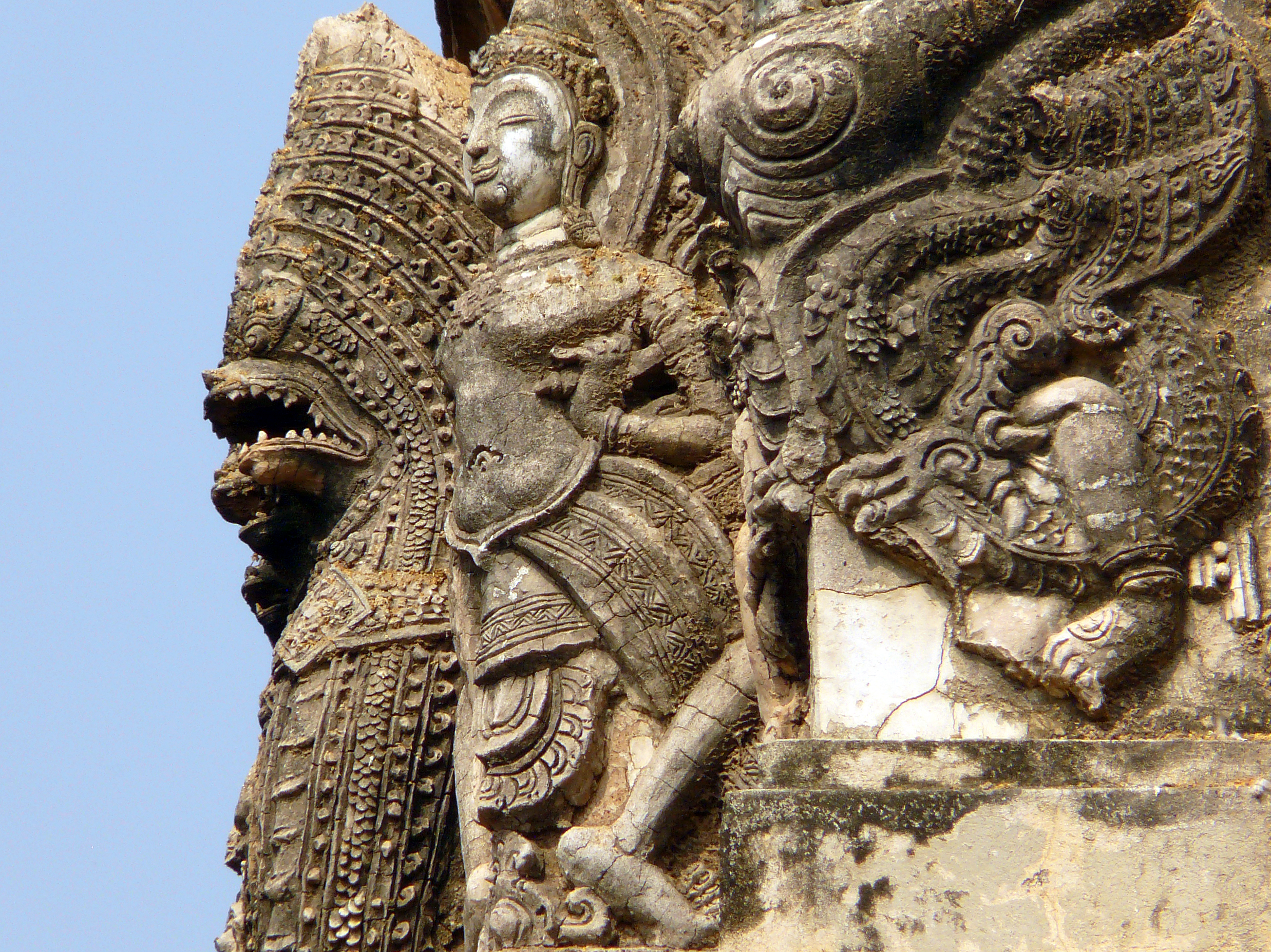
Détail du prang: Naga et Deva.

Wat Sa Si (temple de l'étang sacré), Wat Traphang Thong (temple de l'étang doré) et Wat Trapang Ngoen (temple de l'étang argenté)
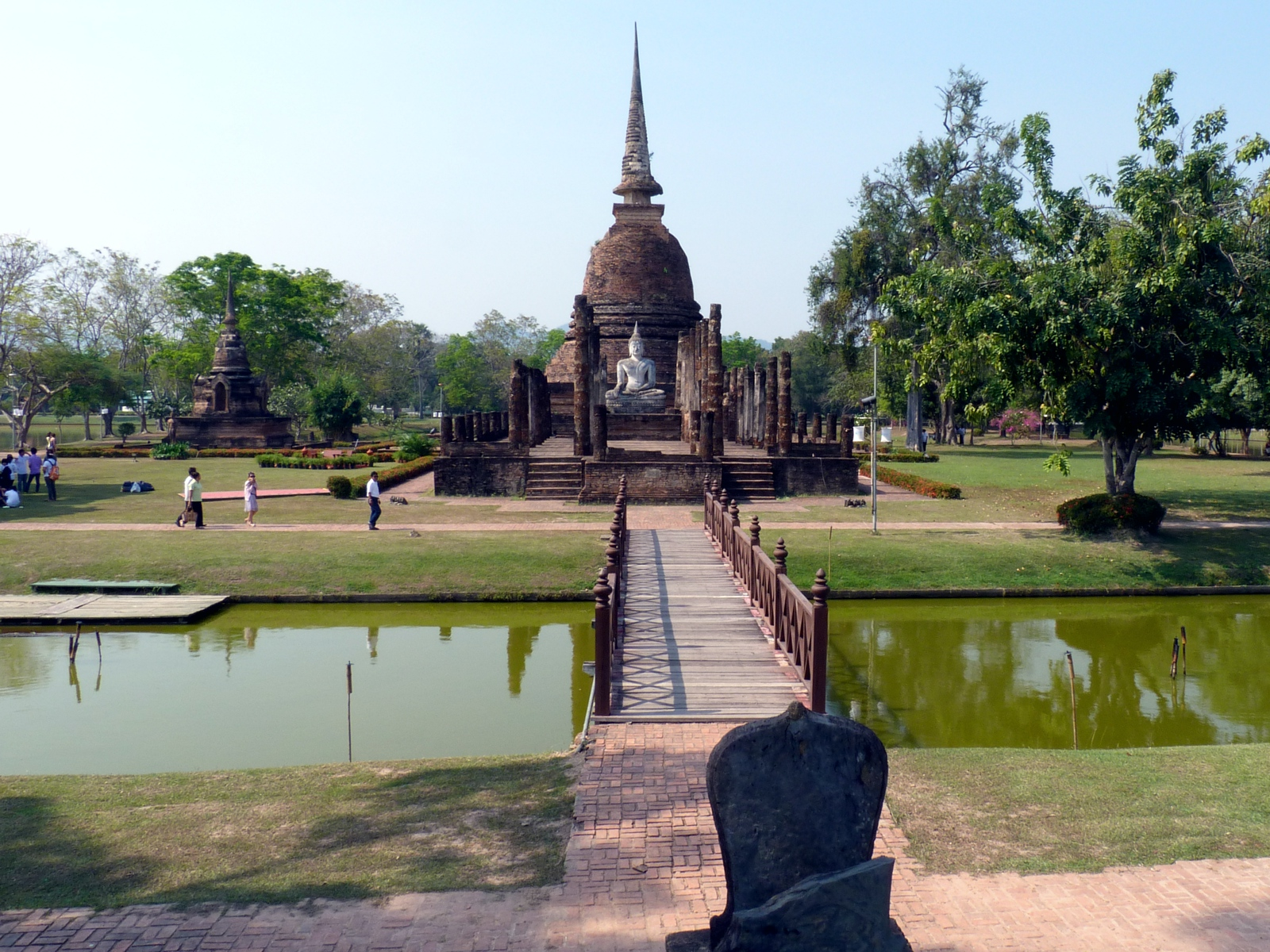
Wihan principal et Chedi principal de Wat Sa Si vu de l'est depuis l'îlot isolé de l'ubosoth.
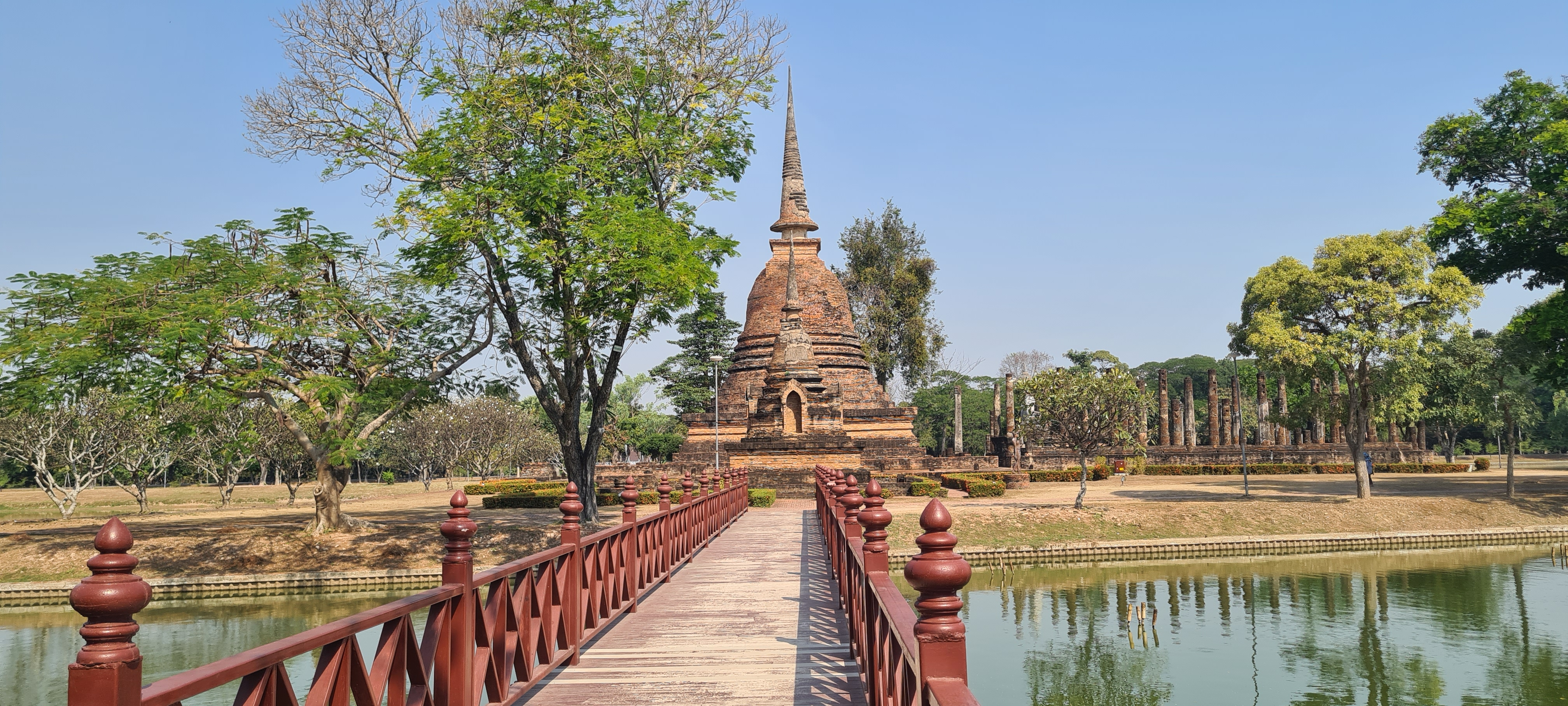
Wat Sa Si vu du sud.
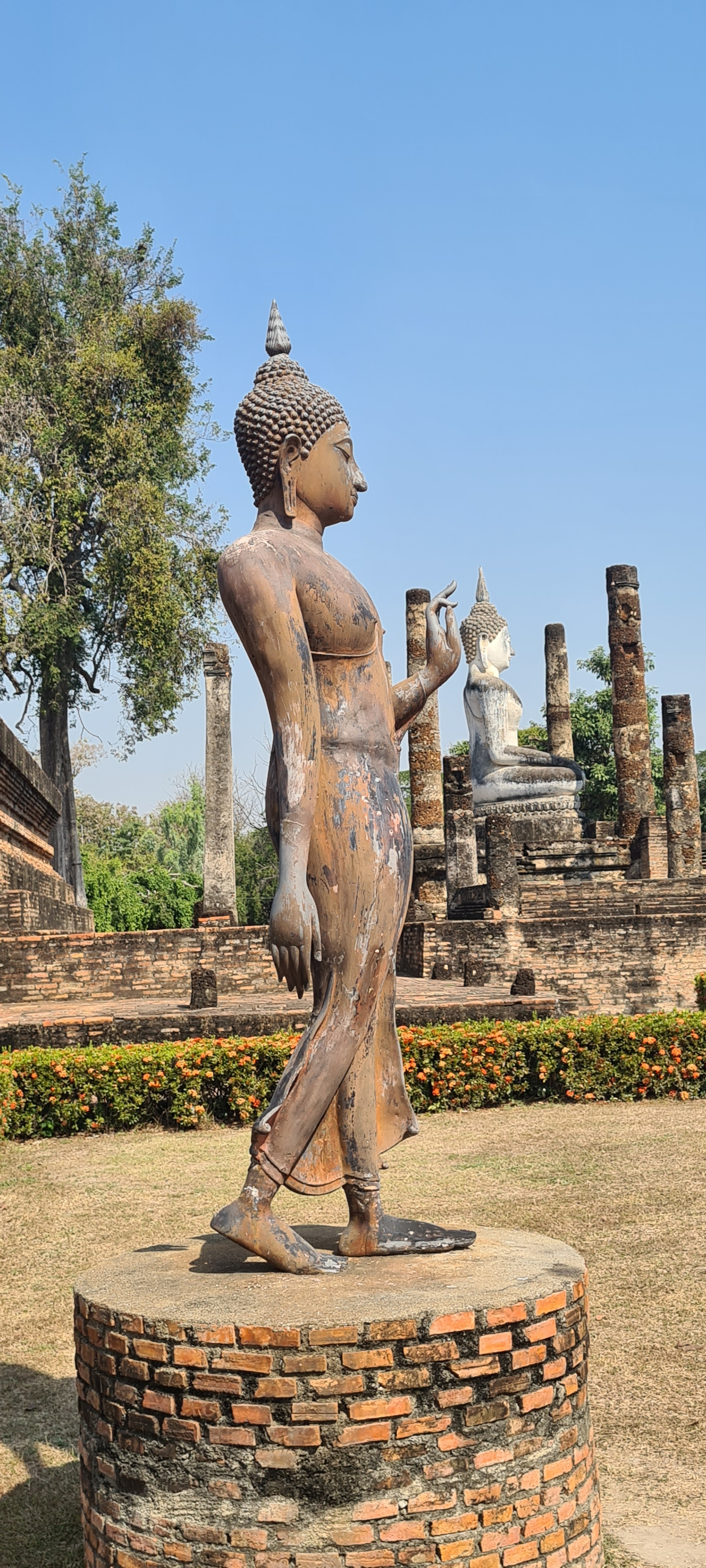
Bouddha marchant de Wat Sa Si.
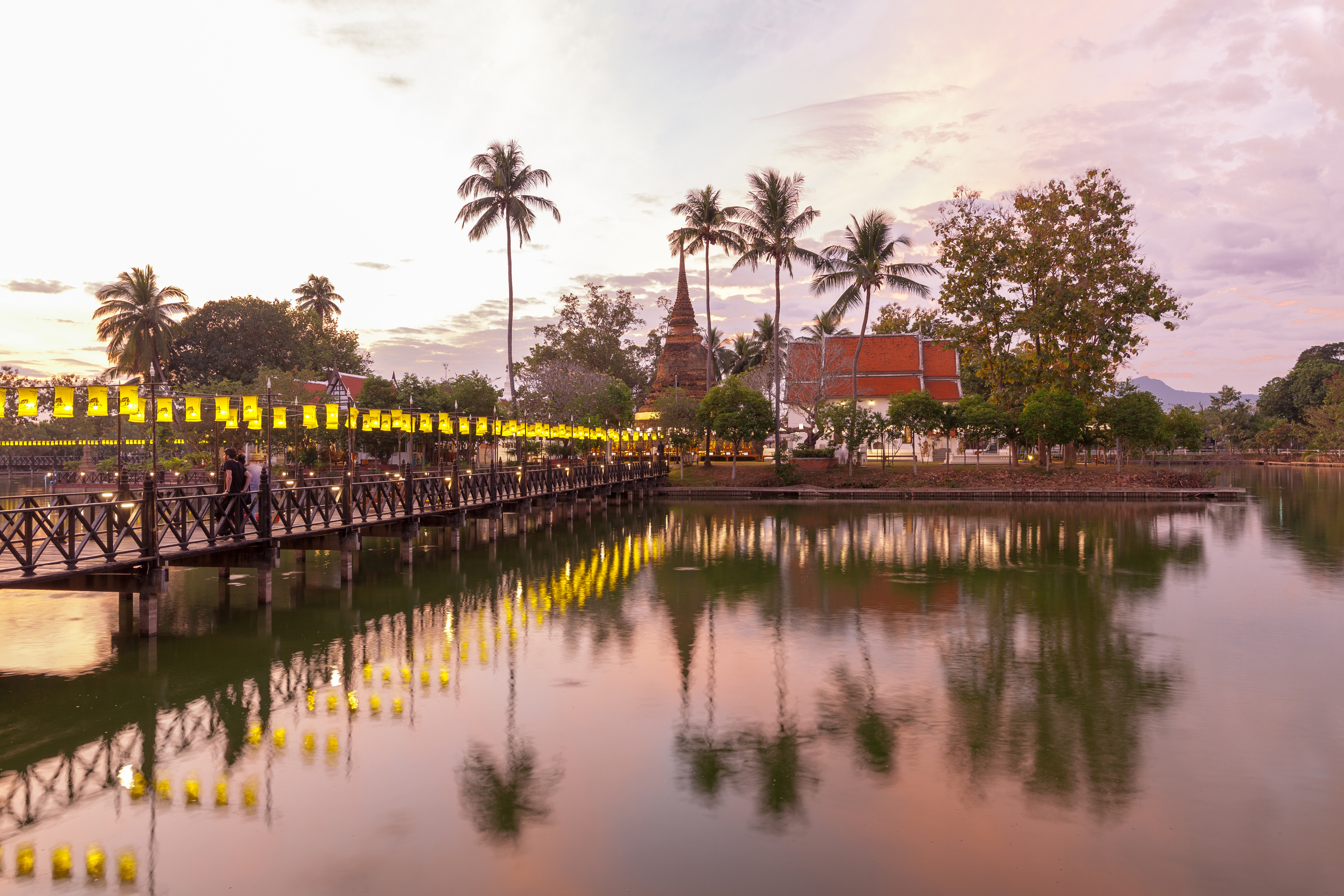
Wat Traphan Thong, son chedi principal en forme de cloche et son ubosot (bot).
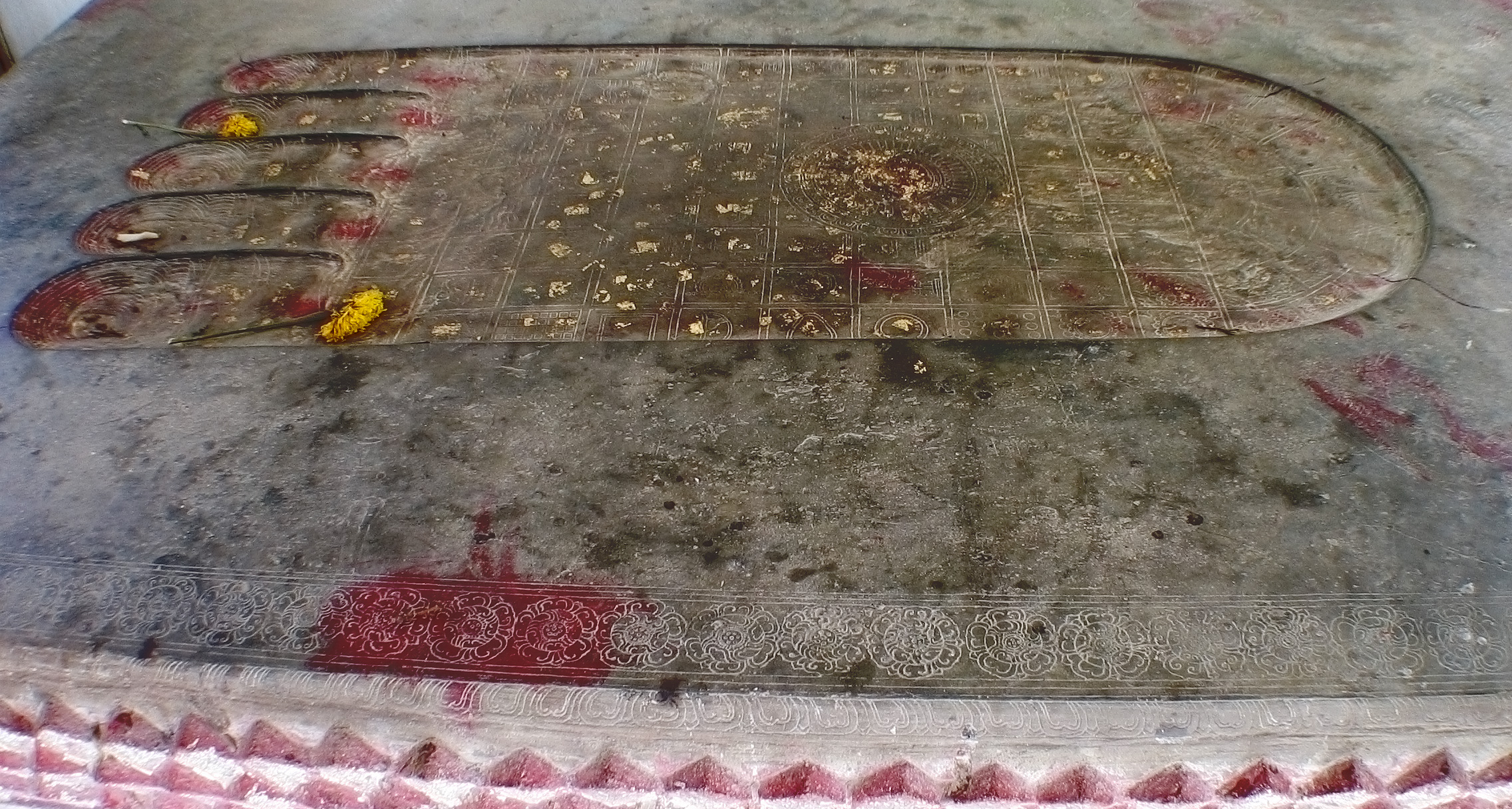
Empreinte du pied de Bouddha de Wat Traphan Thong.
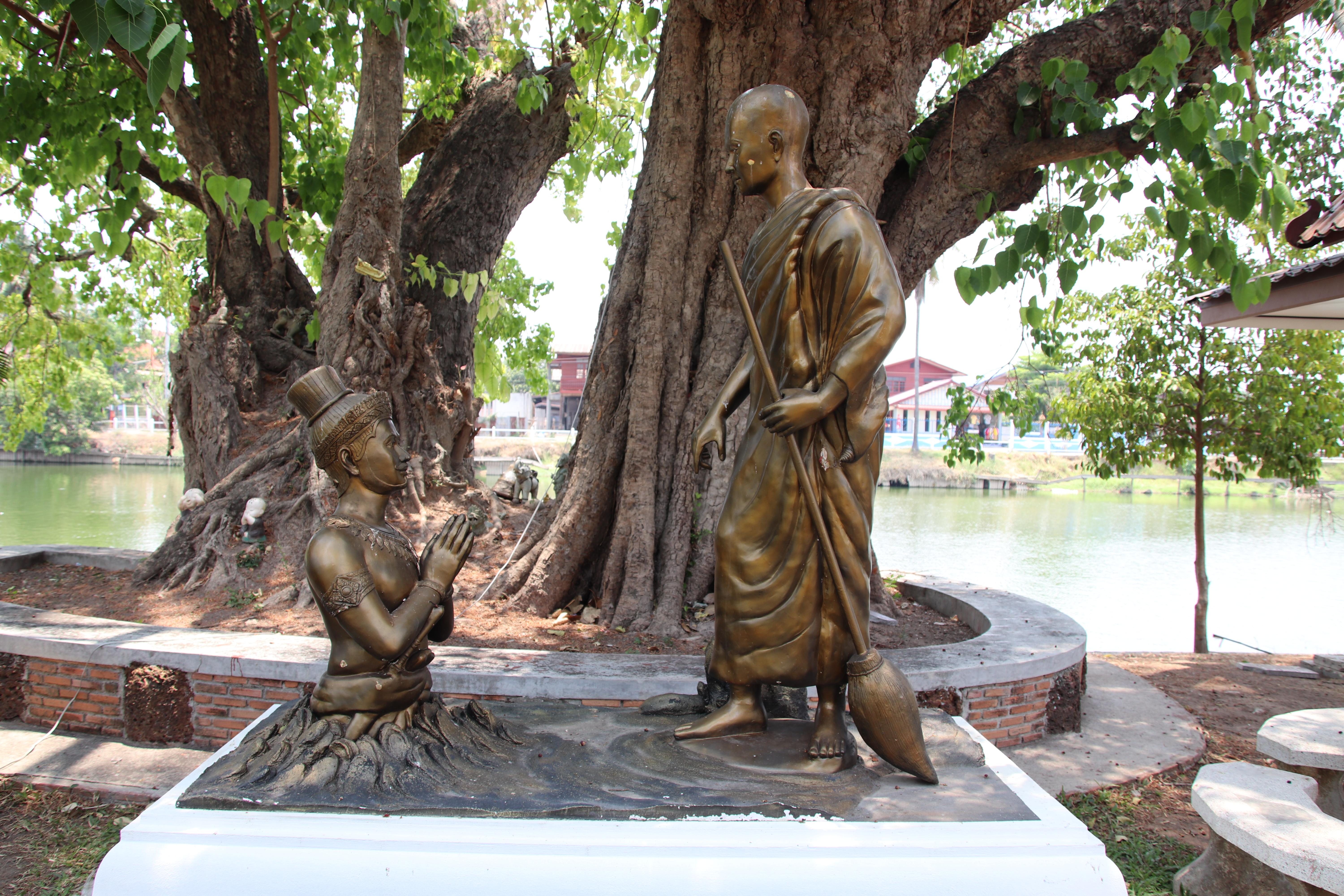
Phra Ruang changeant en pierre le méchant sorcier khmer qui voyageait sous terre, épisode de la vie légendaire de Phra Ruang.
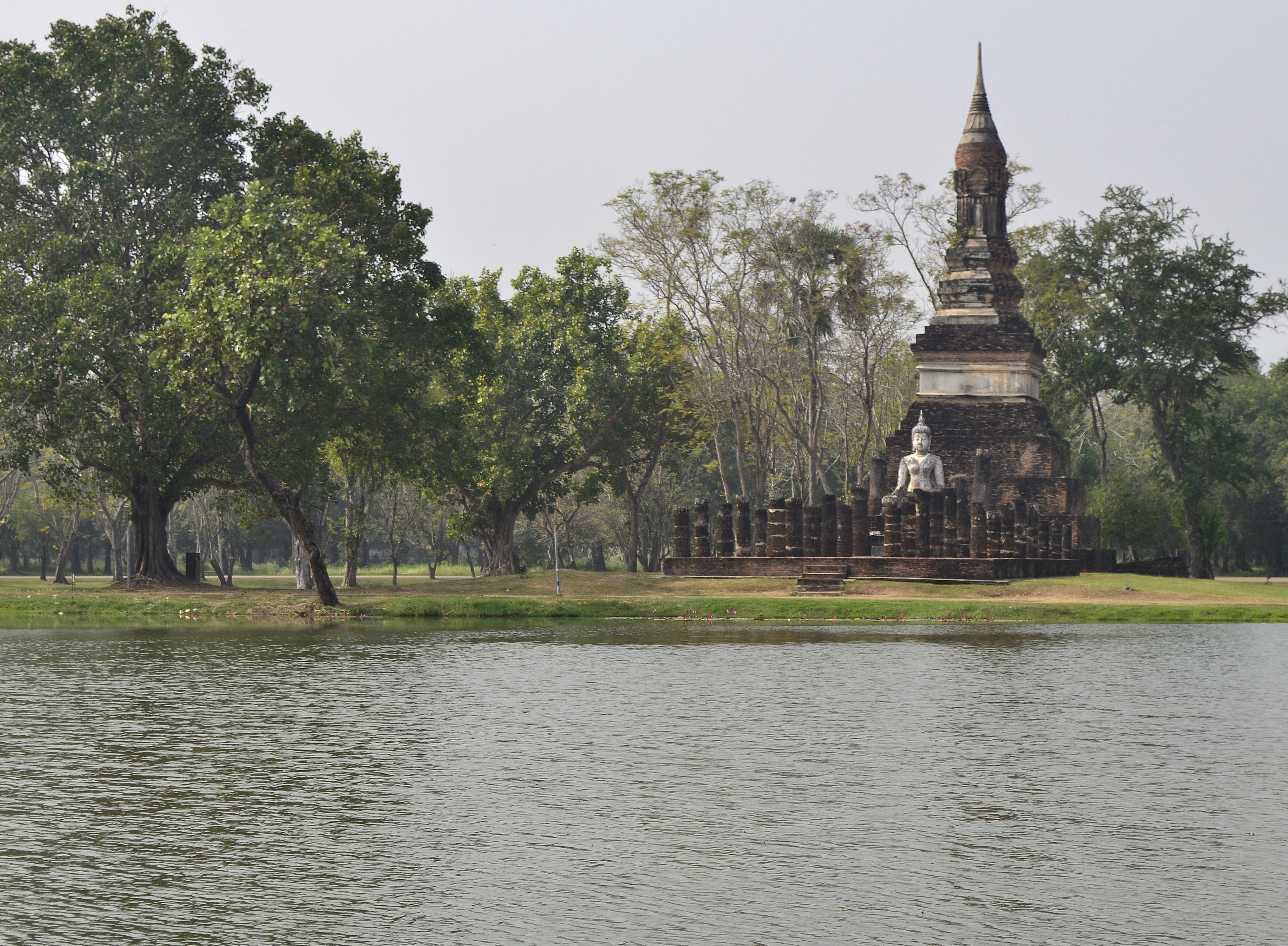
Wihan principal et Chedi principal en forme de bouton de lotus de Wat Traphan Ngoen.

Quelques édifices hors les murs ont aussi été pour partie relevés. 
- Wat Si Chum (วัดศรีชุม) : c'est l'un des plus impressionnants sanctuaires bouddhistes de la région avec son grand mondop (tour reliquaire de 32 m de côté et 15 m de hauteur) qui abrite un Bouddha assis en stuc de 14,7 m de haut et de 11,3 m d'un genou à l'autre. Ce temple a été construit à la fin du XIVe siècle[15] par le roi Mahadharmaraja II. Son mondop a été restauré par les Beaux-Arts en 1956. Un escalier secret aménagé dans l'épaisseur du mur sud du mondop permet d'atteindre le sommet de l'édifice, dans un espace situé derrière la tête du Bouddha. Selon la légende, le roi parlait à ses fidèles et haranguait ses troupes caché au sommet du mondop, sa voix semblant par un phénomène d'écho provenir directement de la bouche du Bouddha assis ; la voûte de la cage d'escalier était revêtue de plus de 50 plaques de schiste gravées illustrant des épisodes du Jataka (on peut voir certaines de ces plaques actuellement au musée national de Ramkhamhaeng à Sukothaï) ;
- Wat Phra Phai Luang (วัดพระพายหลวง) : ce sanctuaire brahmanique a été érigé à la fin du XIIe siècle par le roi khmer Jayavarman II et il se trouvait au centre de la ville de Sukhothai avant la prise de pouvoir des Thaïs. Il ne subsistait qu'un seul des trois prang khmer originels (celui du nord qui a conservé une partie de ses stucs d'origine) lorsque les Thaïs transformèrent ce sanctuaire en un temple-monastère bouddhiste. La plupart des Bouddhas en stuc du XIIIe qui décoraient cet édifice ont été volés ;
- Wat Chang Lom (ดช้างล้อม) : ce temple doit son nom aux 32 statues de demi-corps d'éléphants qui entourent la base de la terrasse sur laquelle repose le chedi principal de type cinghalais en forme de cloche (à noter que l'on trouve un autre Wat Chang Lom à Sri Satchanalaï) ;
- et bien d'autres encore...

... et de nombreux autres bâtiments, disséminés dans les rizières environnantes, attendent d'être dégagés de l'enveloppe de terre qui les recouvre.

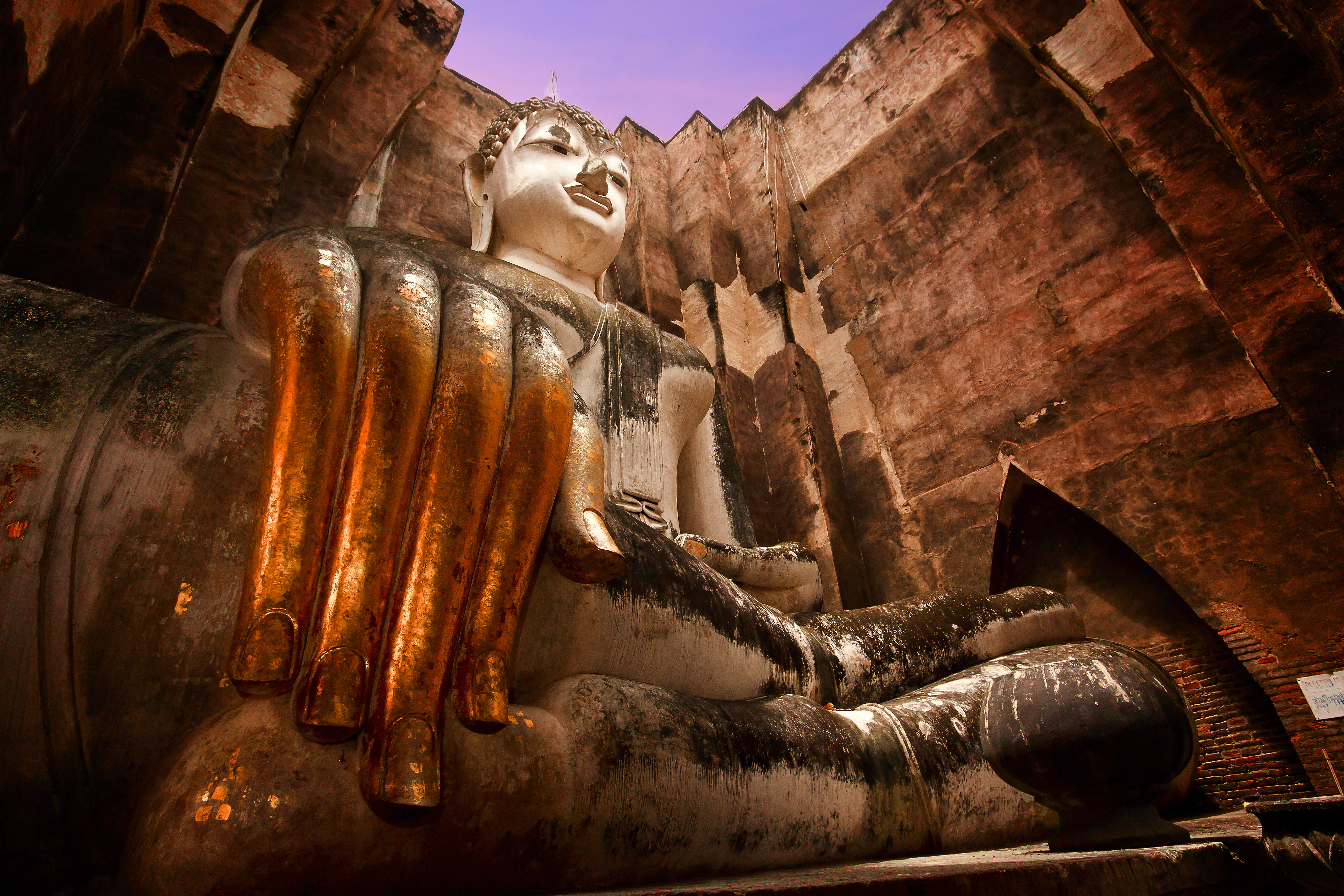
Statue de Wat Si Chum dans le parc historique. Septembre 2012.

Sukhothaï extra-muros
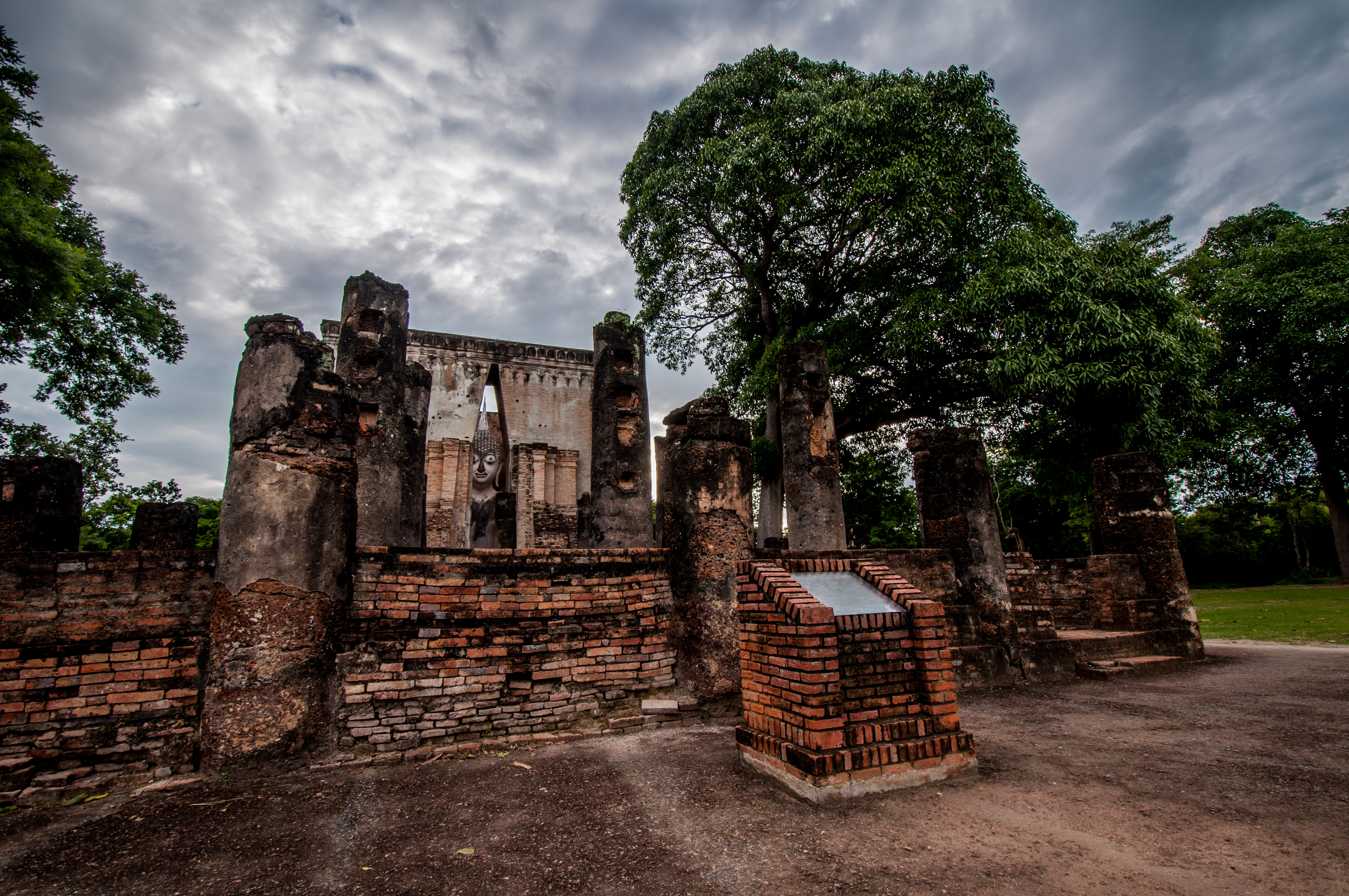
Wat Si Chum.
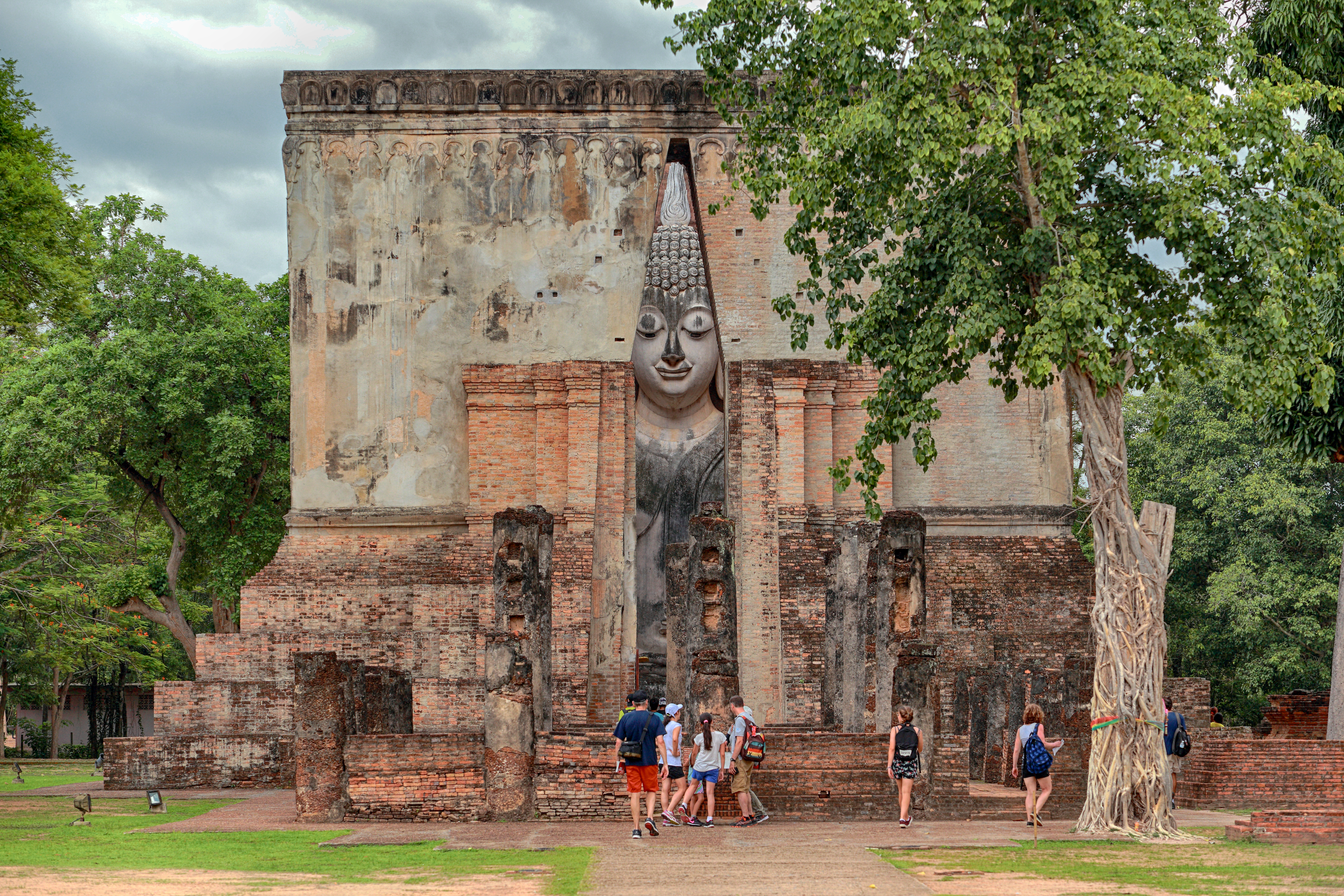
Grand mondop de Wat Si Chum.
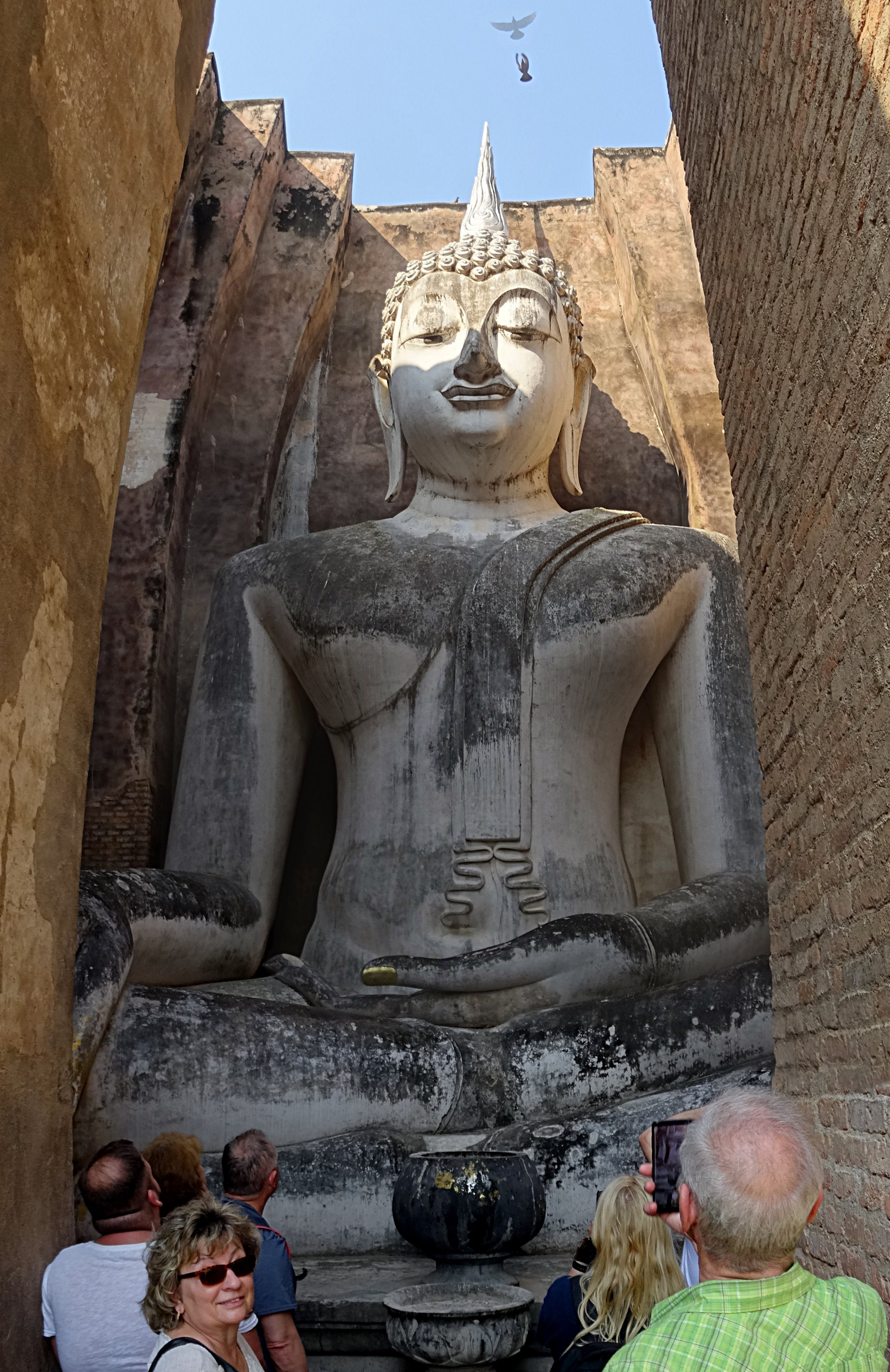
Bouddha assis. Mondop de Wat Si Chum.
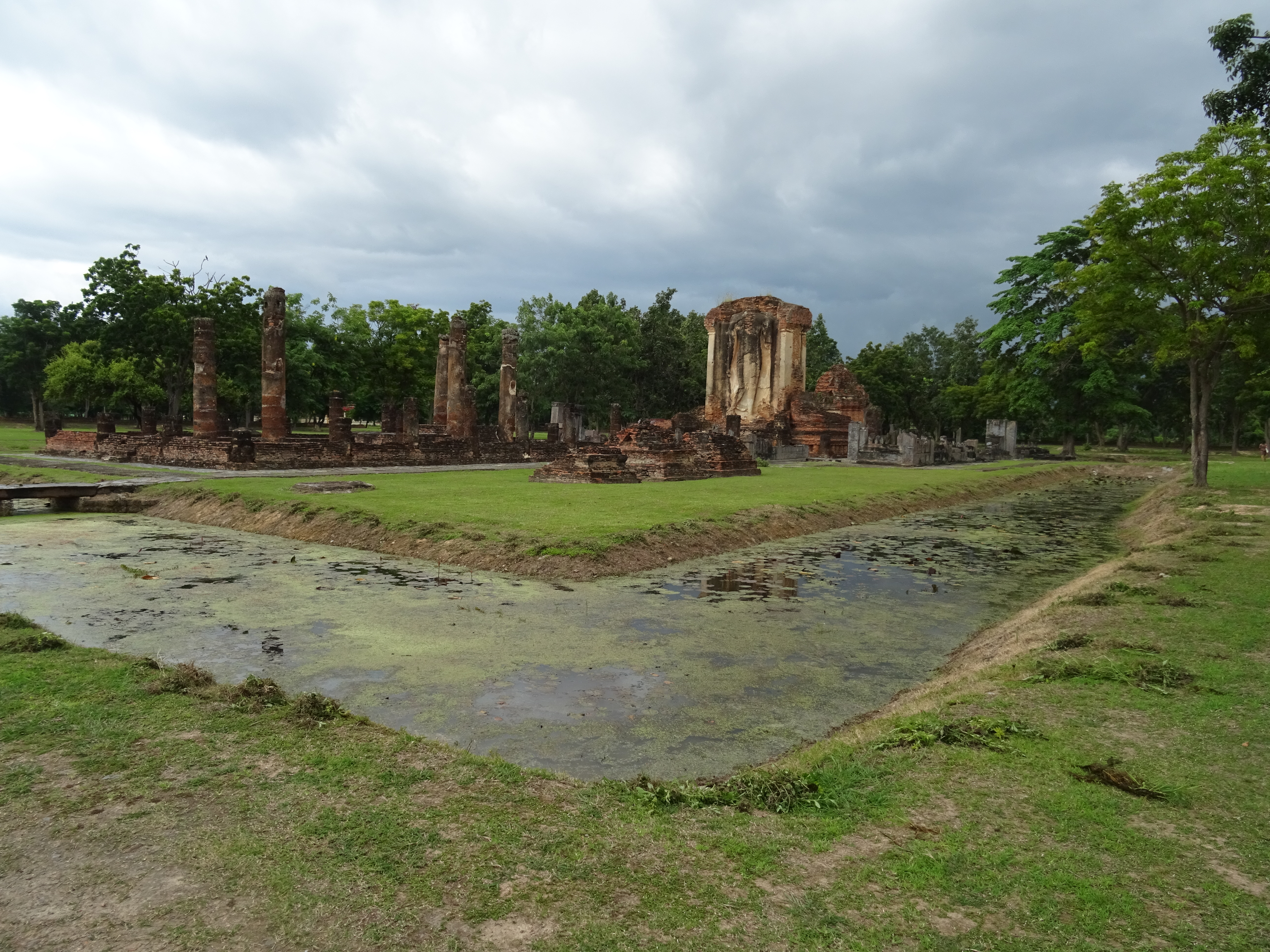
Wat Chetuphon (วัด เชตุพล) et ses douves.
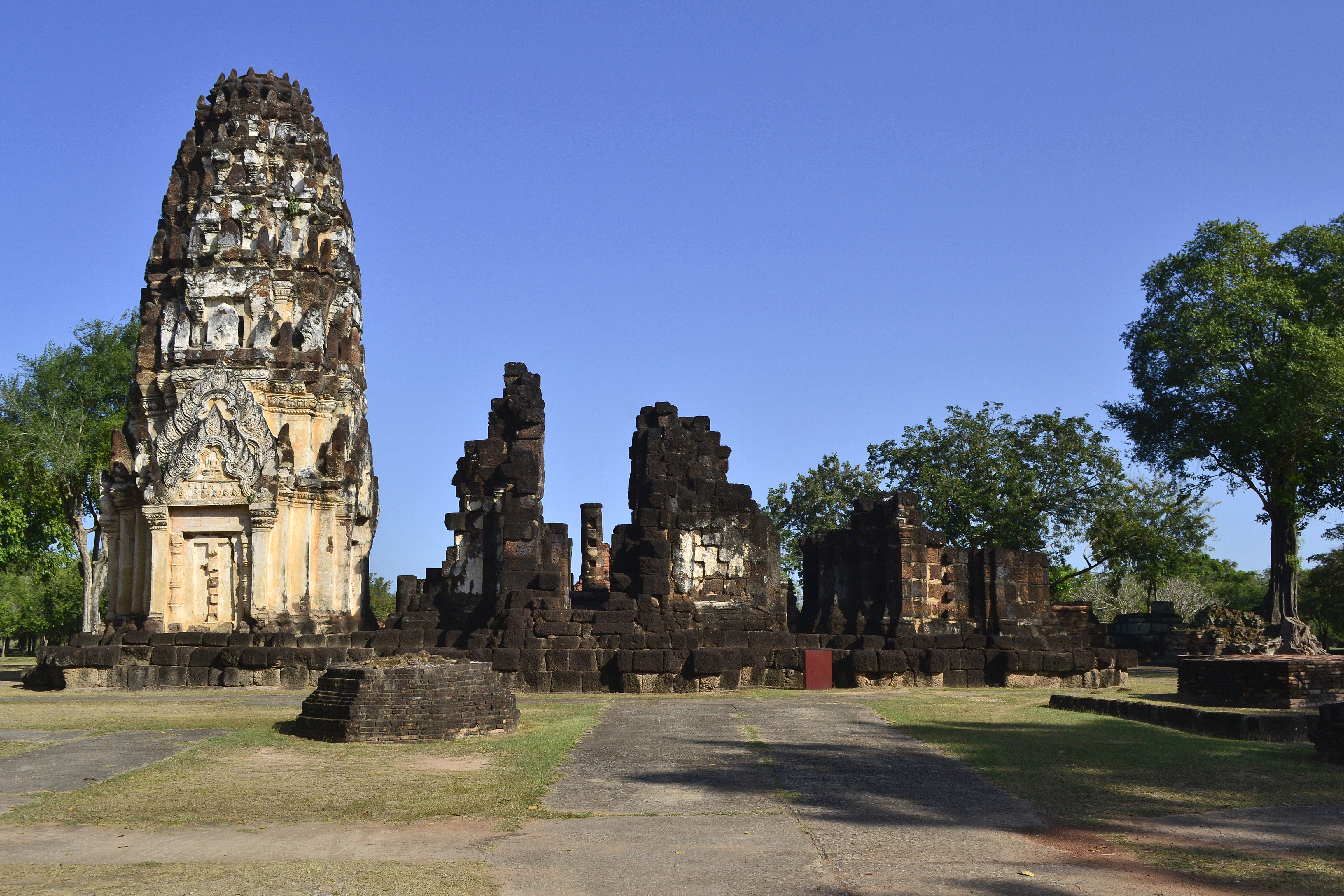
Prang (tour-sanctuaire ou tour-reliquaire) khmer dans le Wat Phra Phai Luang.
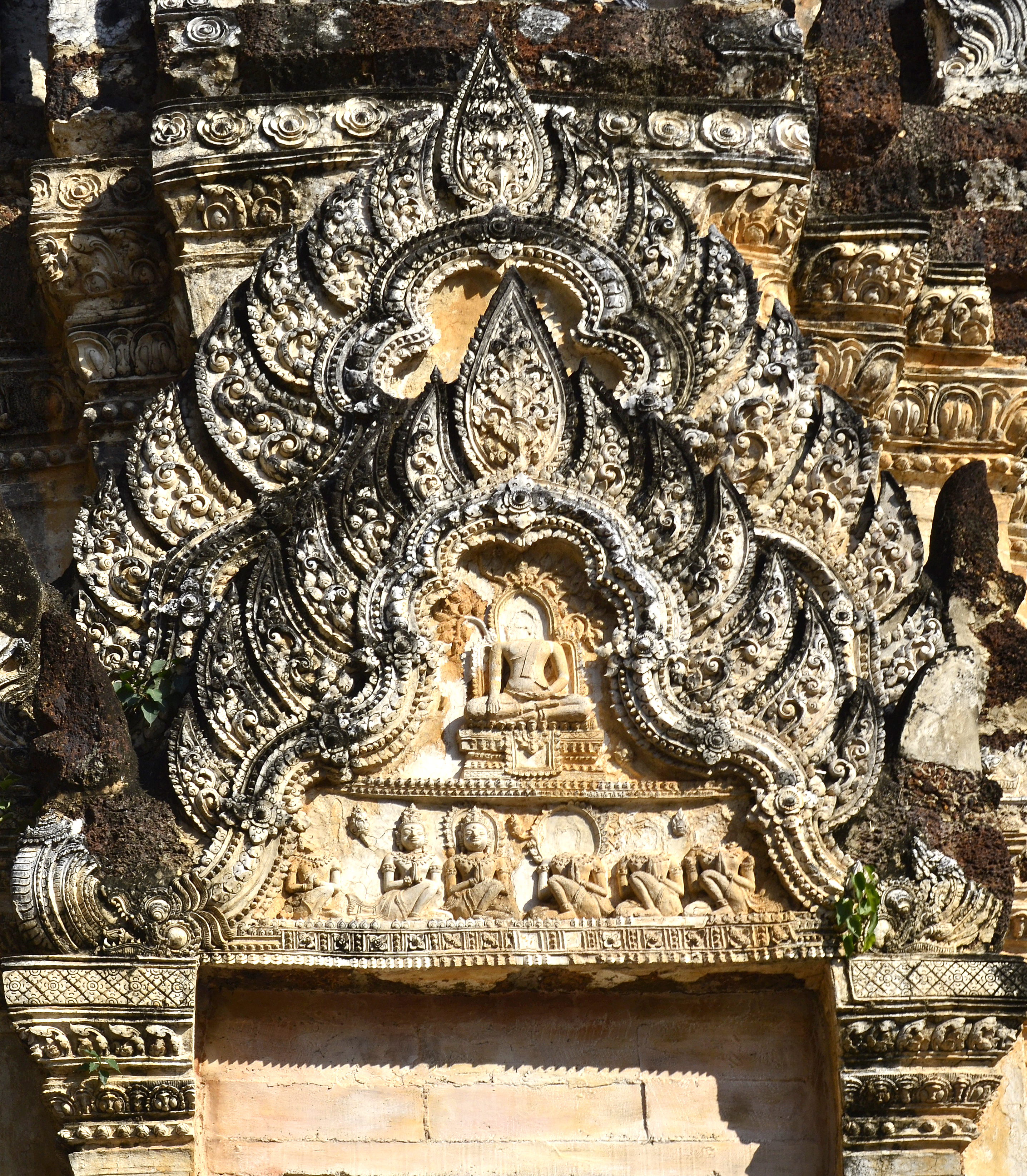
Décors en stuc du prang du Wat Phra Phai Luang.
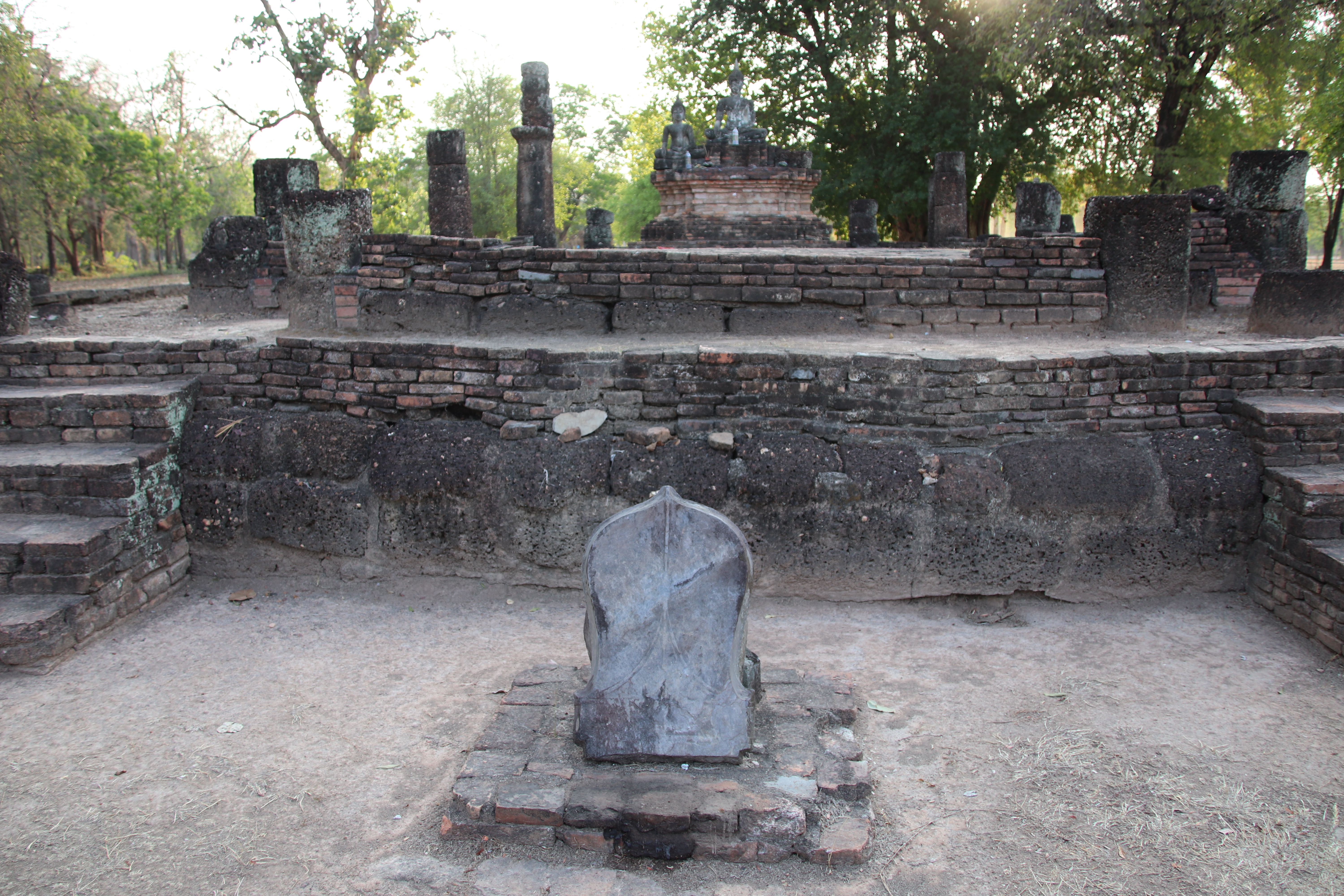
Ubosot de Wat Phra Phai Luang. Cour: borne rituelle Bai sema. Derrière, statues de Bouddha et leur piédestal (restitutions modernes[16]).
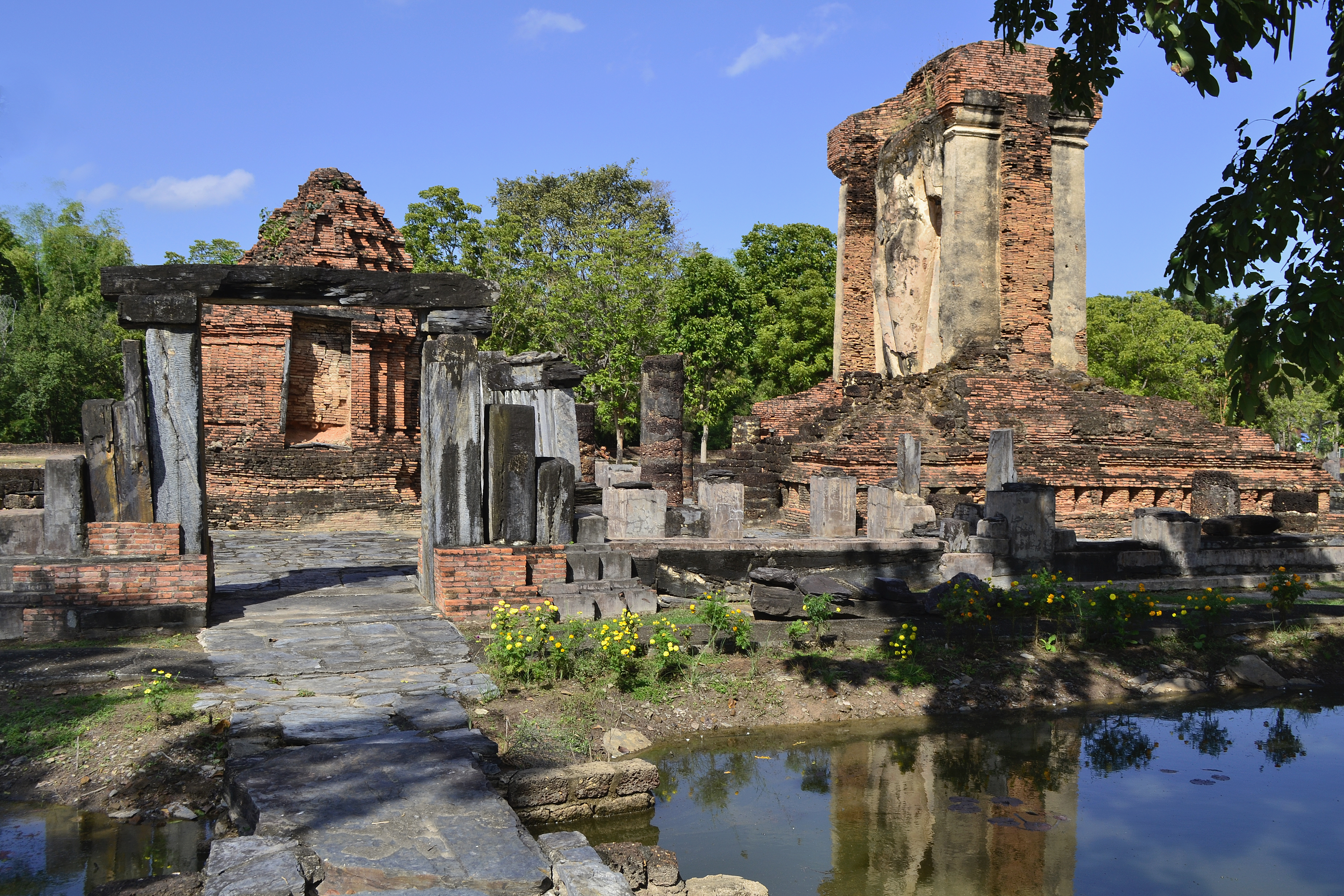
Wat Chetuphon.
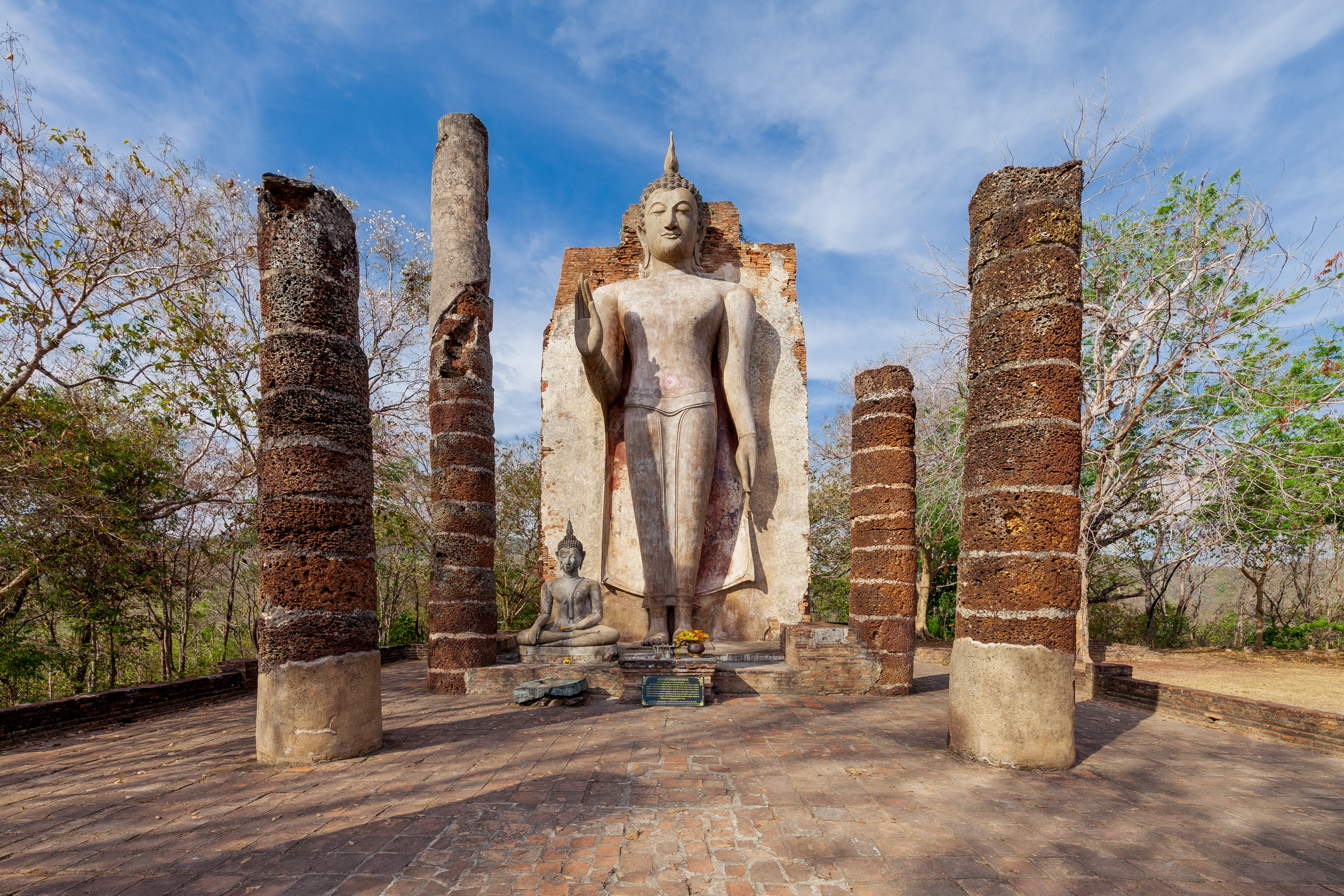
Wat Saphan Hin (วัด สะพานหิน).
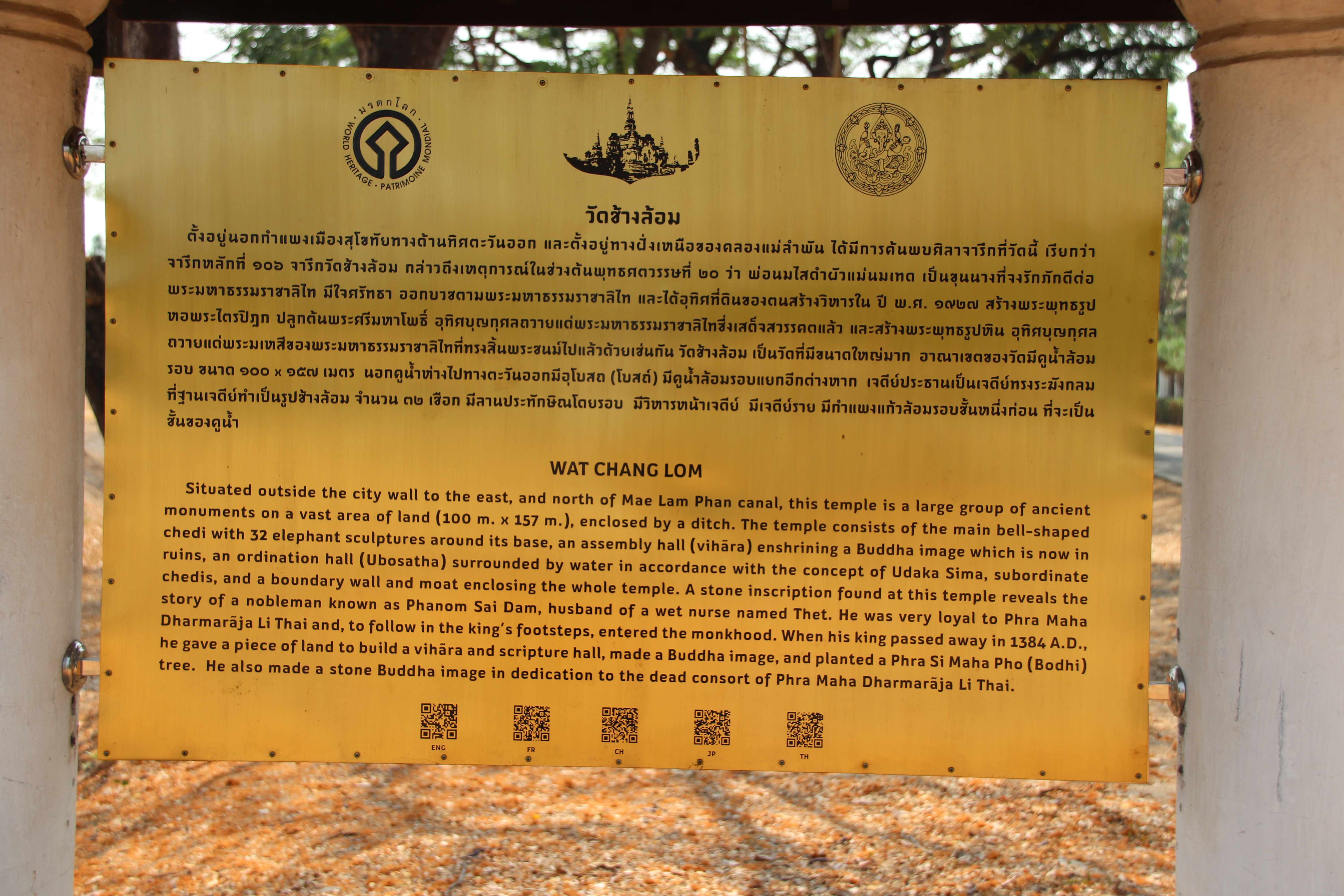
Panneau d'information en thaï et anglais sur le temple de Wat Chang Lom.
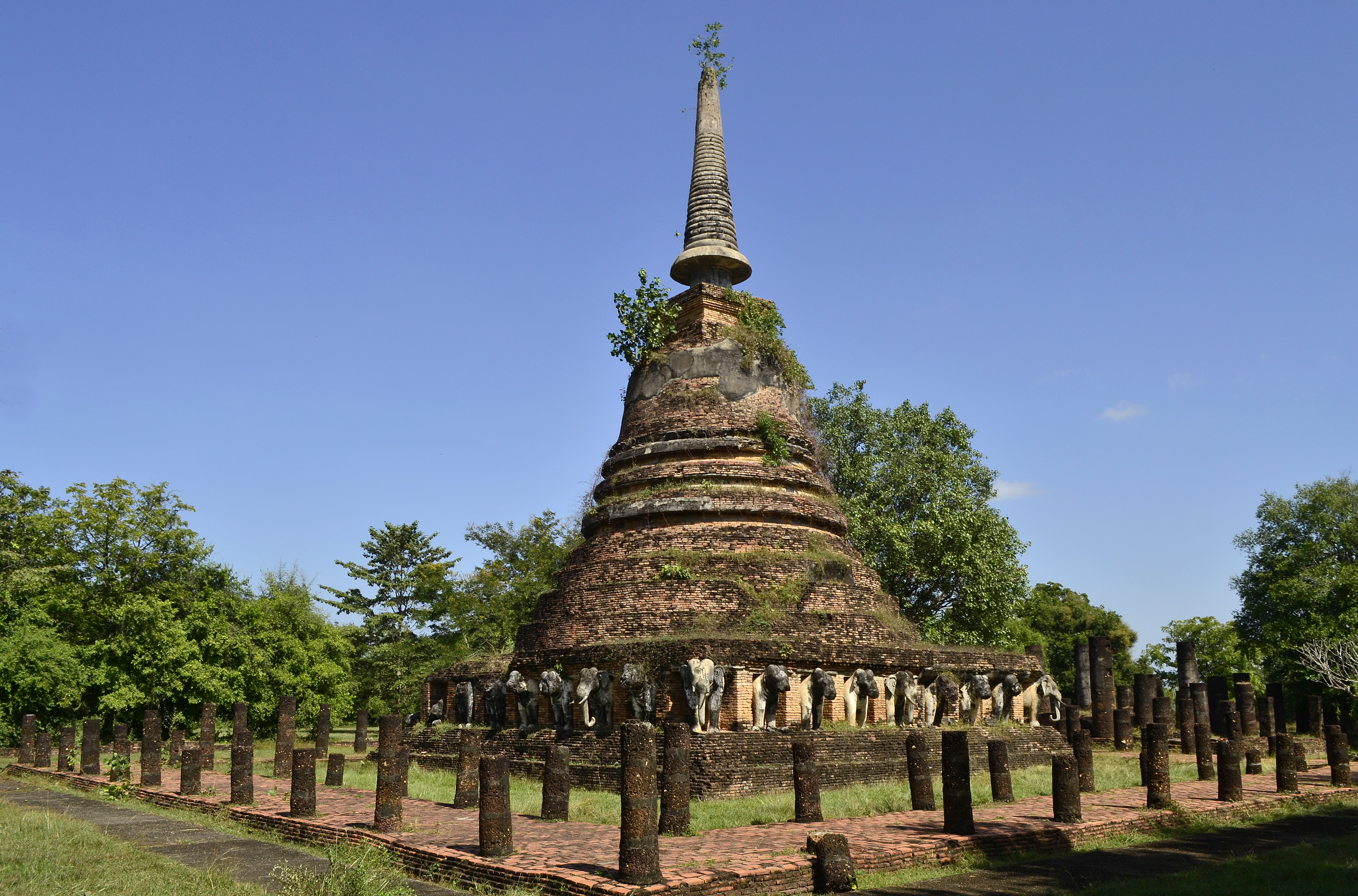
Chedi principal de Wat Chang Lom entouré des vestiges de sa galerie couverte.
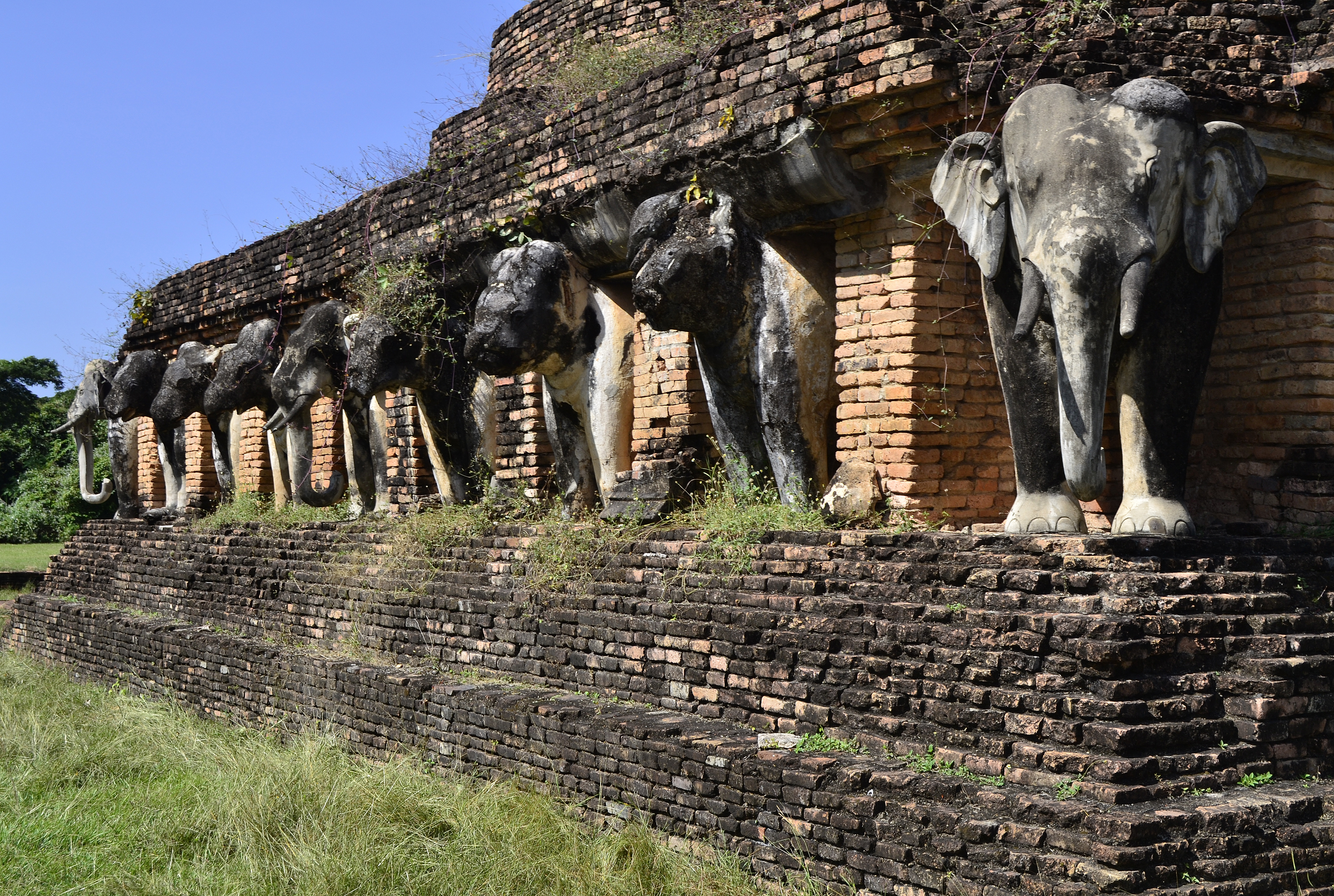
Statues d'éléphants de la terrasse, qui soutiennent le chedi principal de Wat Chang Lom.

## Sri Satchanalai

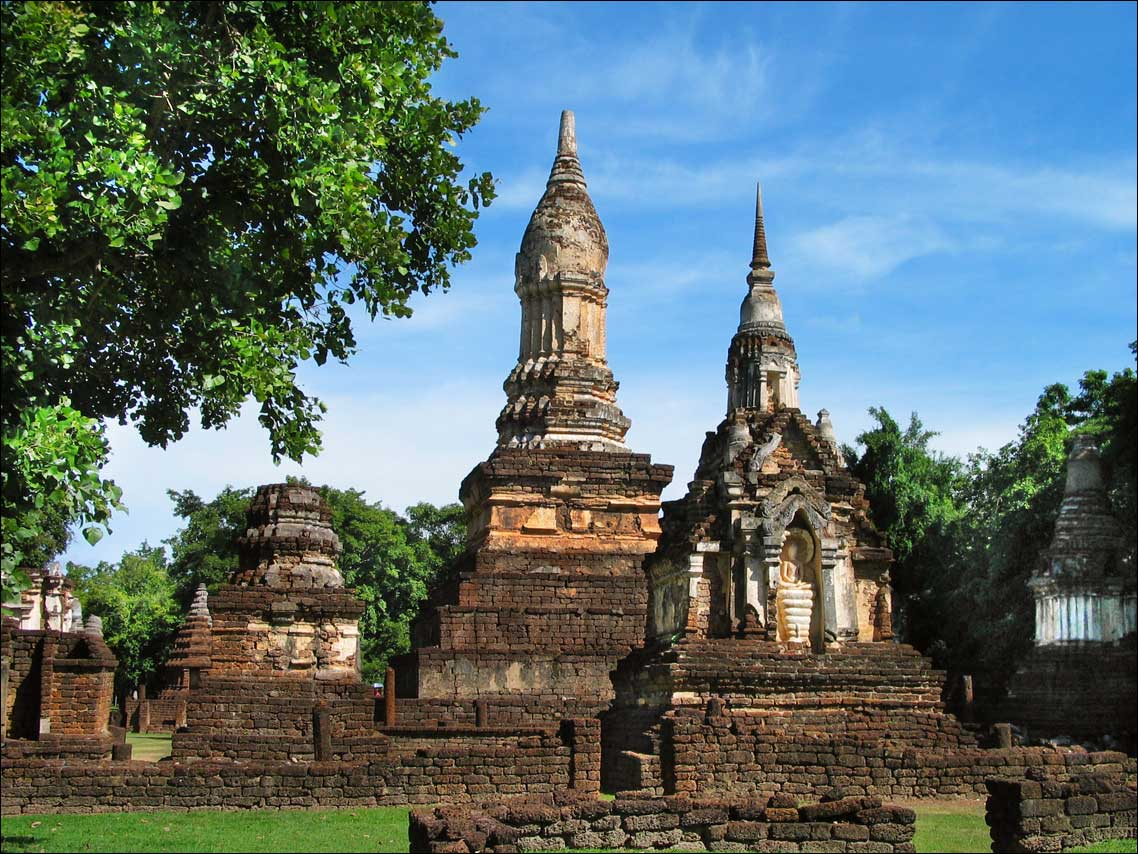
Ruines du Wat Chedi Chet Taeo avec son stupa principal, une tour dotée d'une couverture en bouton de lotus.

Le parc historique de Sri Satchanalai a une superficie de 45 km2. Il abrite plus de vingt ruines de monuments remarquable dont celle du Wat Chedi Chet Taeo et celles du temple des éléphants Wat Chang Lom,...
Bâtie sur les rives de la Yom, à une soixantaine de kilomètres au nord de Sukhothaï, Sri Satchanalai  (thaï : ศรีสัชนาลัย) était la principale ville satellite du royaume. 
Les rois de Sukhothaï y envoyaient gouverner les princes de sang appelés à leur succéder un jour, fort de cette expérience d'administration. Cette cité était un centre de potiers et les fouilles ont permis de dégager les fours souterrains. Dans les faubourgs de la ville, on produisait la célèbre céramique dite Sangkhalok, du nom que portait la région au début de la période des rois d'Ayutthaya. Abandonnés à la fin du XVIIIe siècle, bon nombre de ses monuments ont été dégagés et restaurés dans le cadre des programmes dirigés par Khun Nikom.

Sri Satchanalai
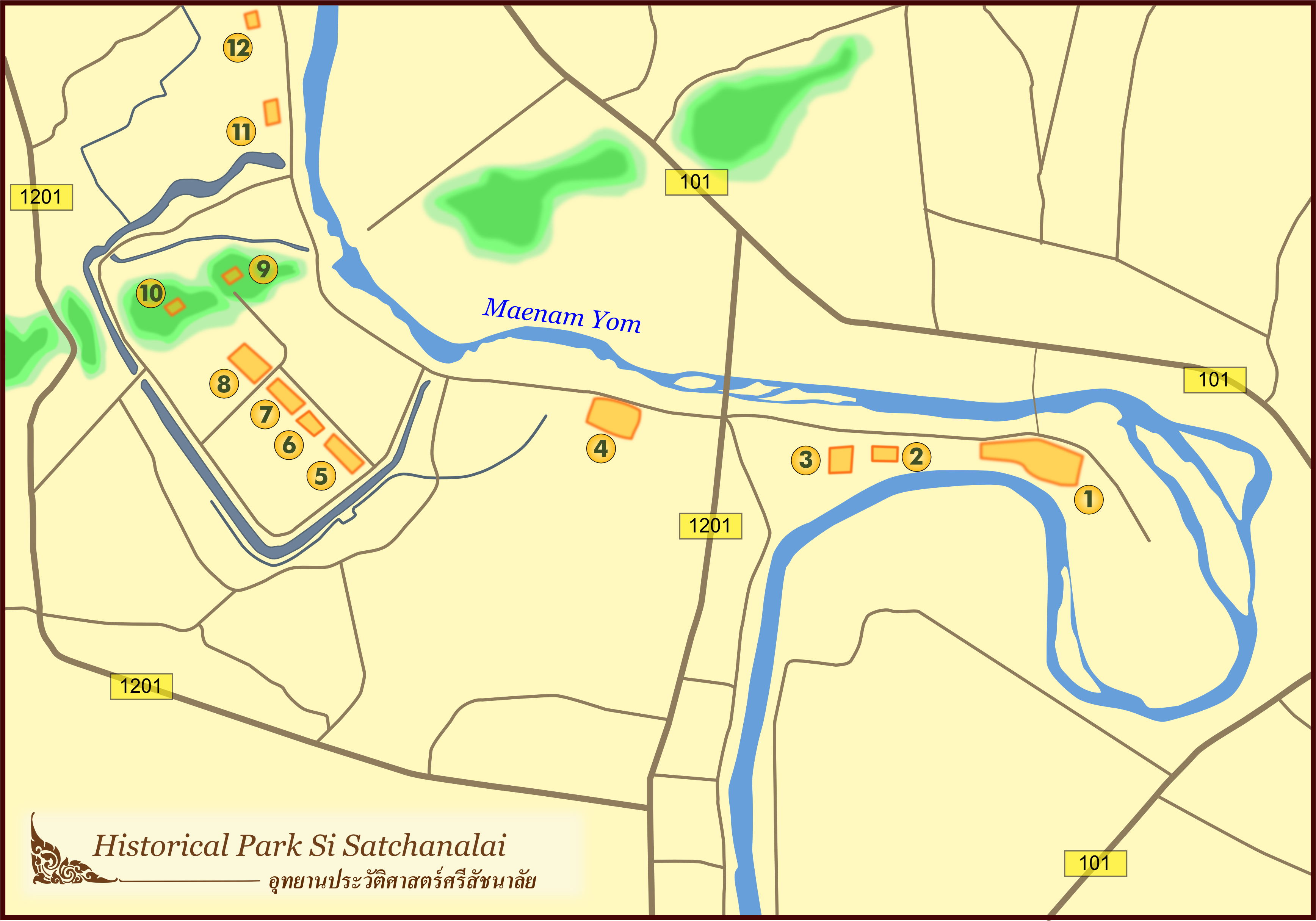
Plan du site de Sri Satchanalai.
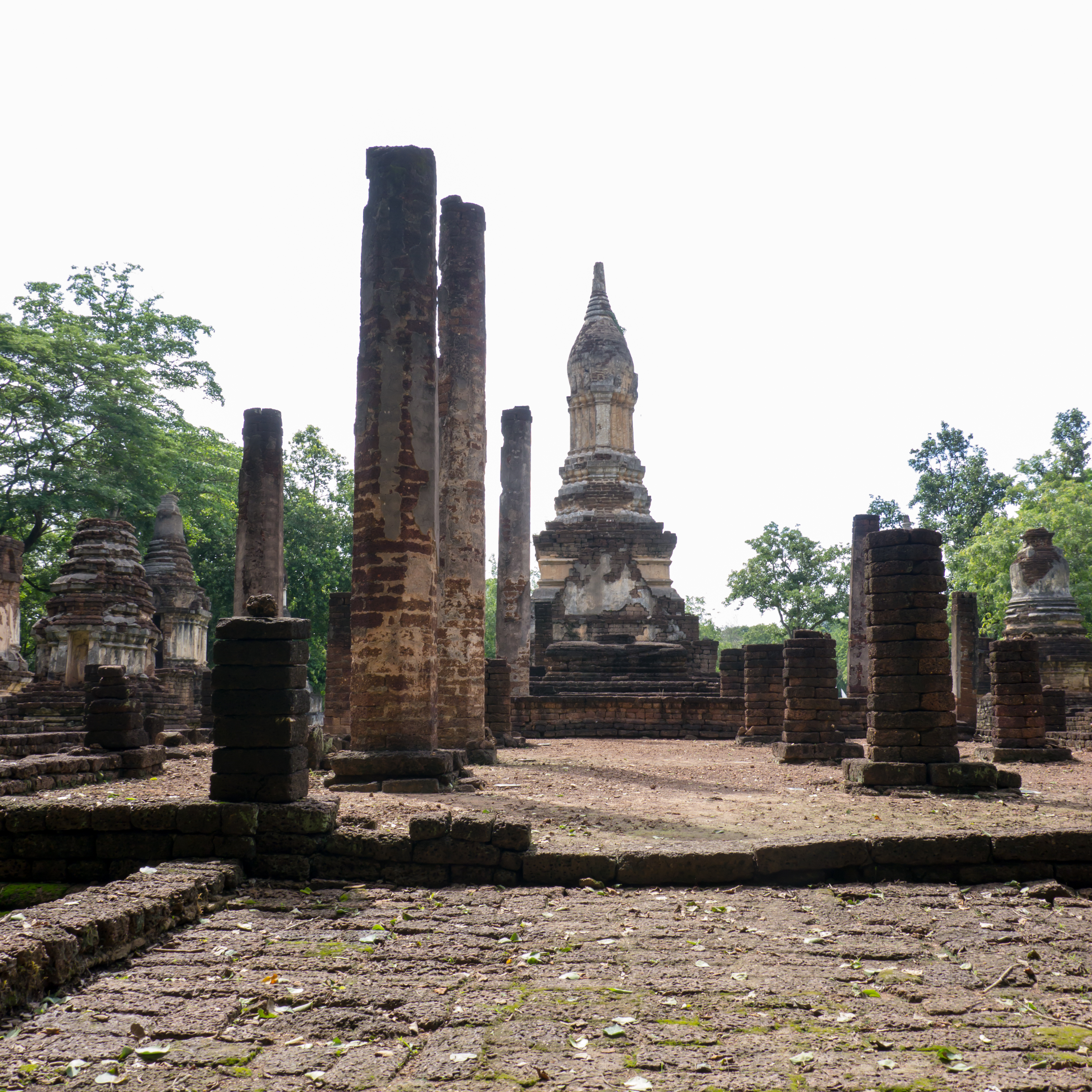
Wihan principal et cheddi (stupa) principal de Wat Chedi Chet Taeo.
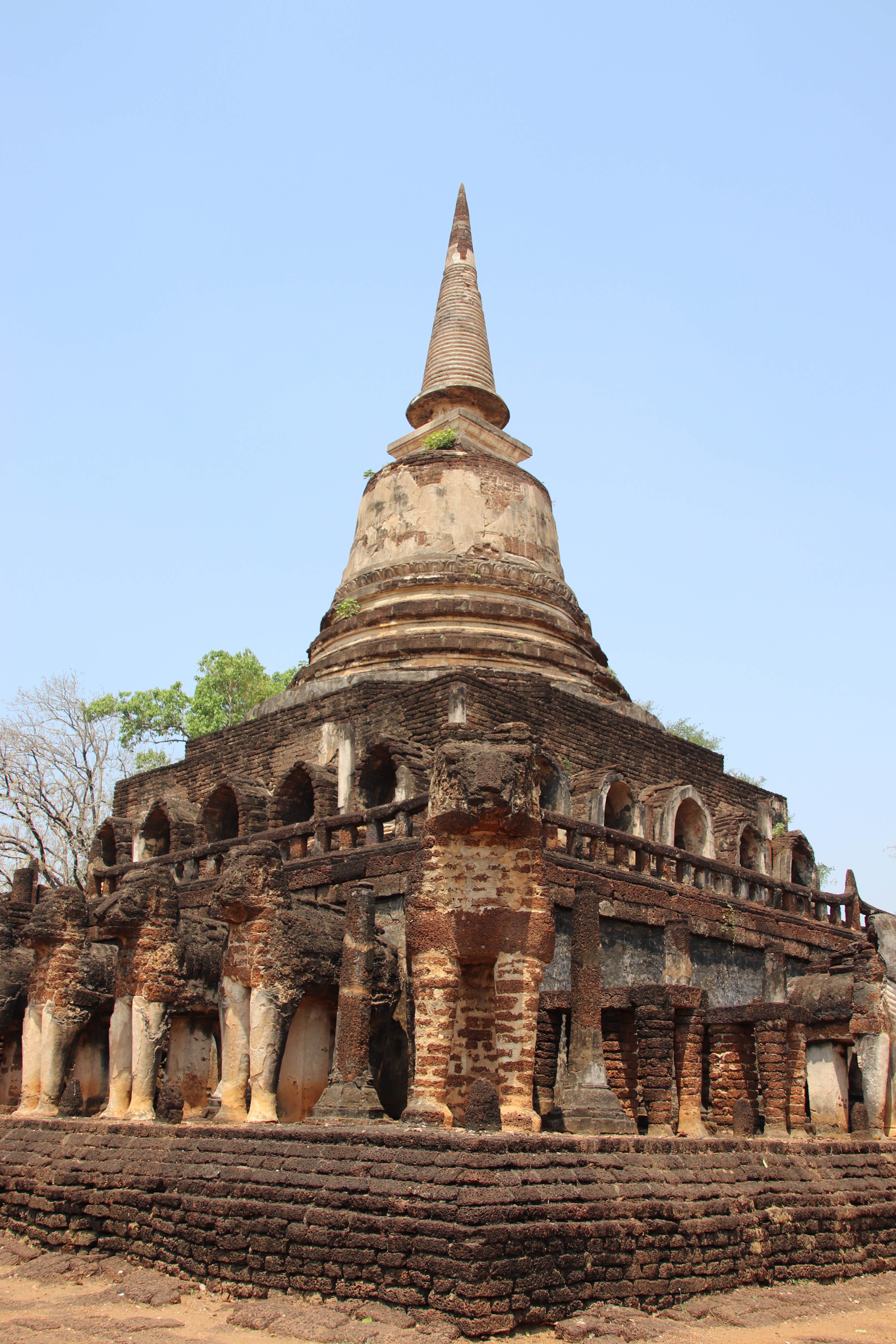
Temple des éléphants Wat Chang Lom, stupa principal campaniforme (type dit cinghalais).
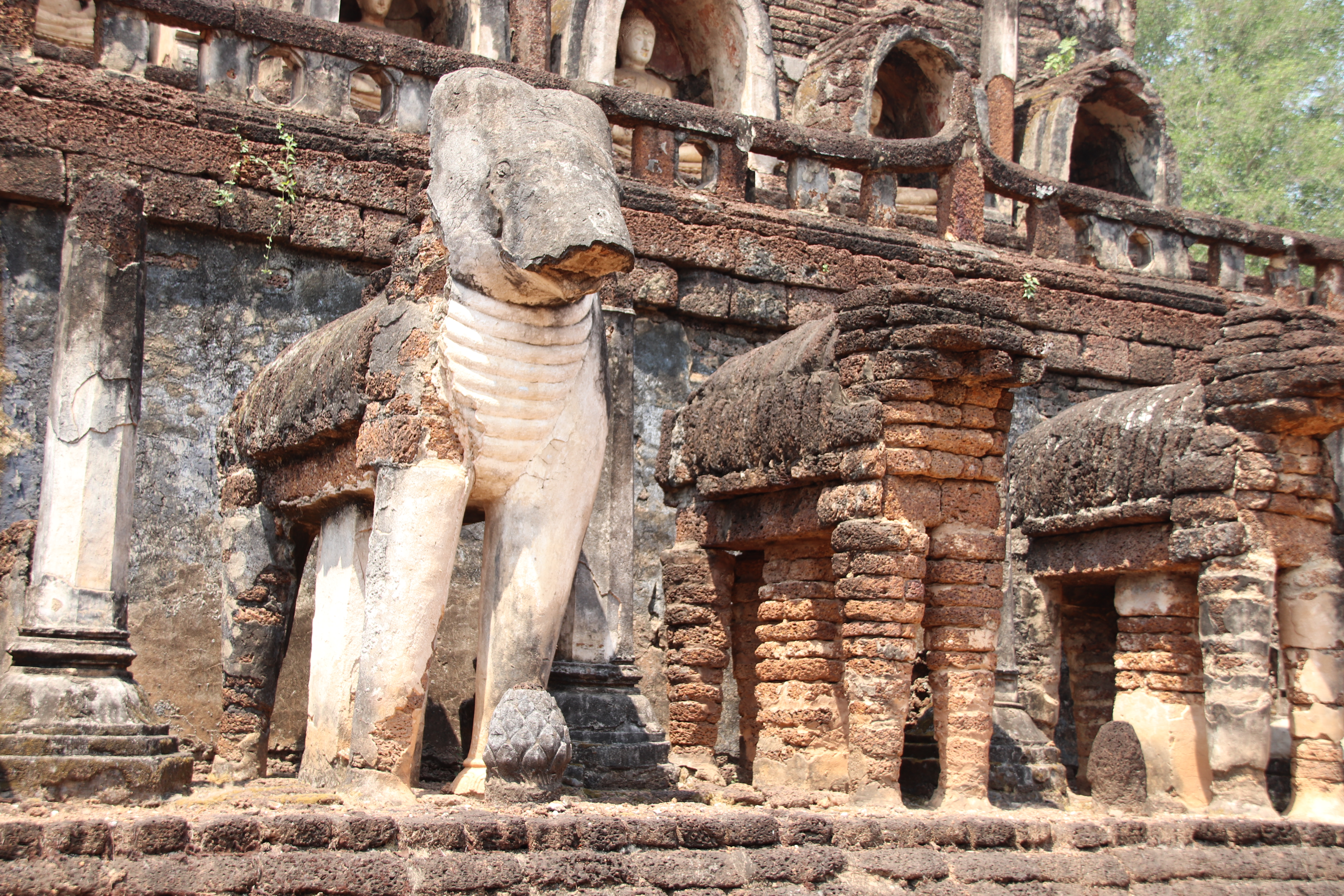
Wat Chang Lom, terrasse inférieur du stupa principal orné d'éléphants protomés en latérite recouverte de stuc.
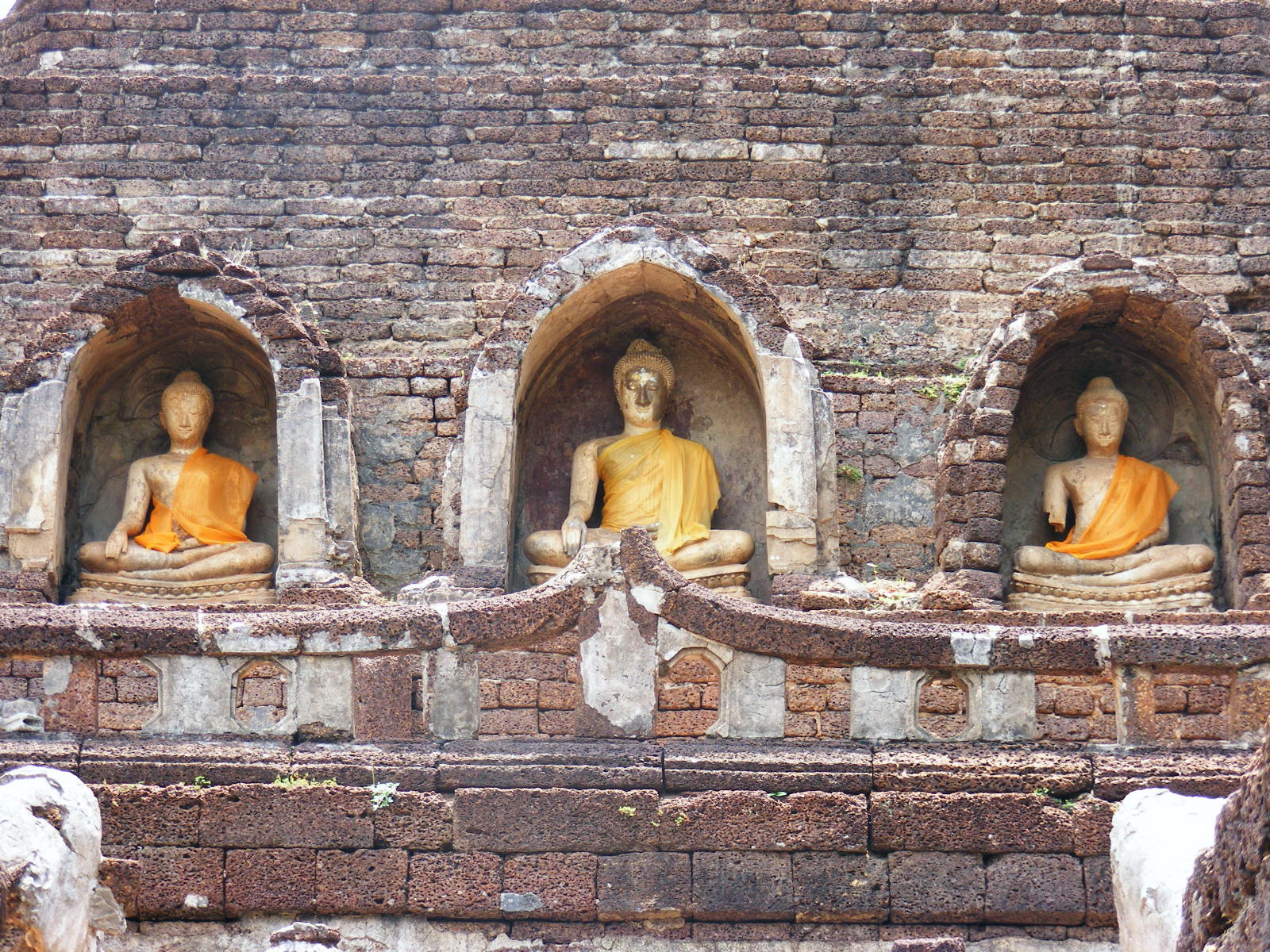
Wat Chang Lom, terrasse supérieure du stupa principal garnie de niches abritant des images assises du Bouddha.
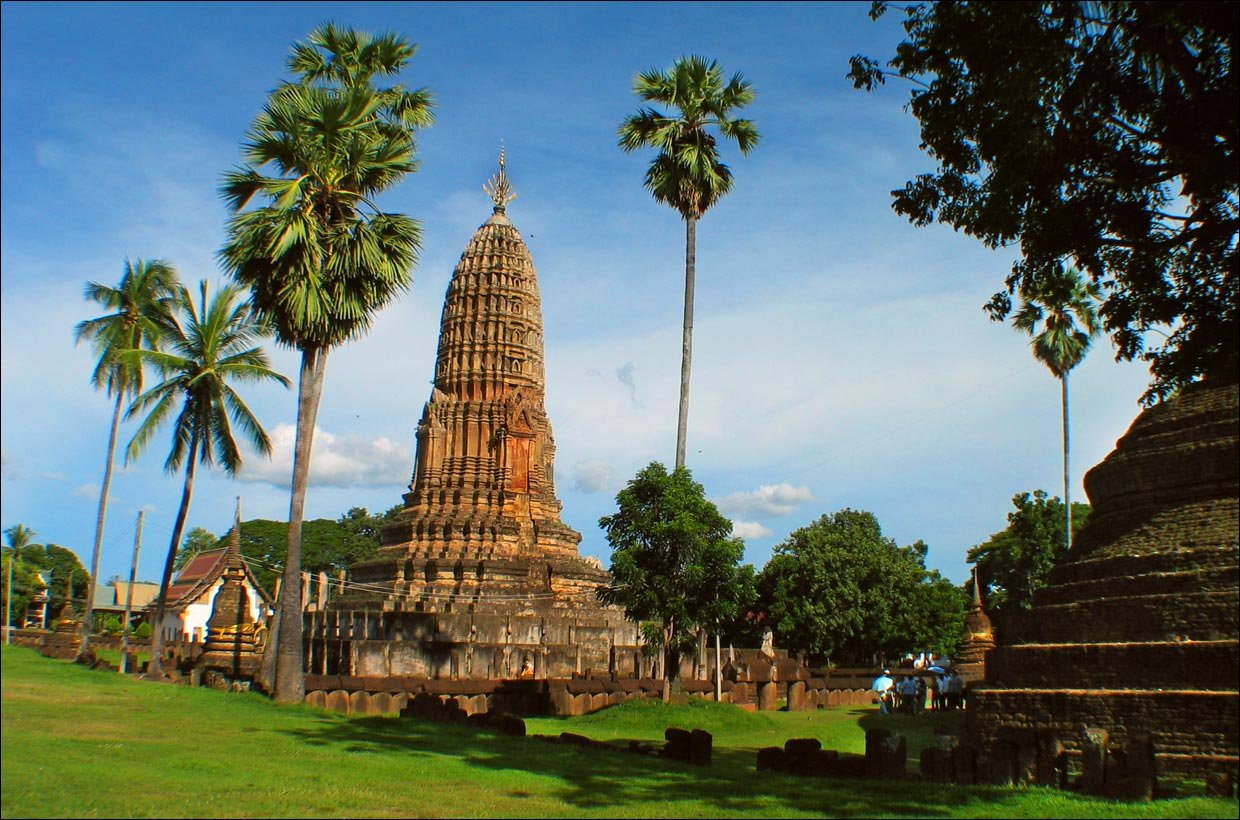
Wat Phra Si Rattana Mahathat.
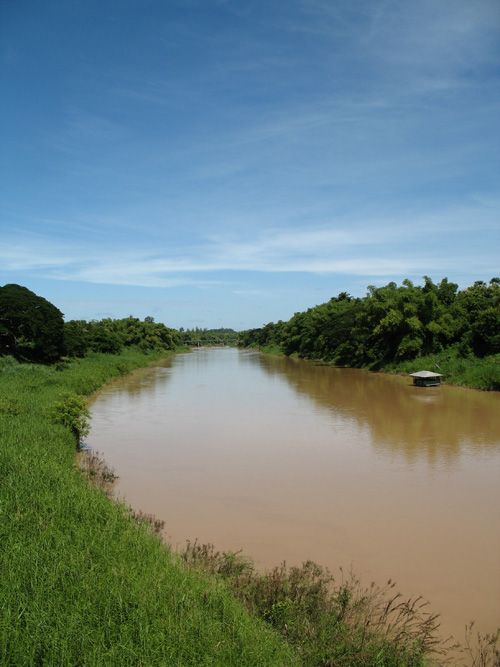
Rivière Yom.

## Kamphaeng Phet
Le parc historique de Kamphaeng Phet a une superficie de près de 4 km2.
L'ancienne cité de Kamphaeng Phet (thaï : กำแพงเพชร, API : [kampʰɛːŋ pʰét],  litt . « muraille de diamant ») située à quelque 80 km au sud de Sukhothaï conserve de nombreux vestiges de son passé militaire : forteresses, portes, murailles, tours de guet; mais aussi que des dizaines de temples datant du XIIIe au XVe siècle : Wat Phra Kaeo, Wat Phra That, Wat Phra Si Iriyabot, Wat Phra Chang Rop, etc.

Kamphaeng Phet
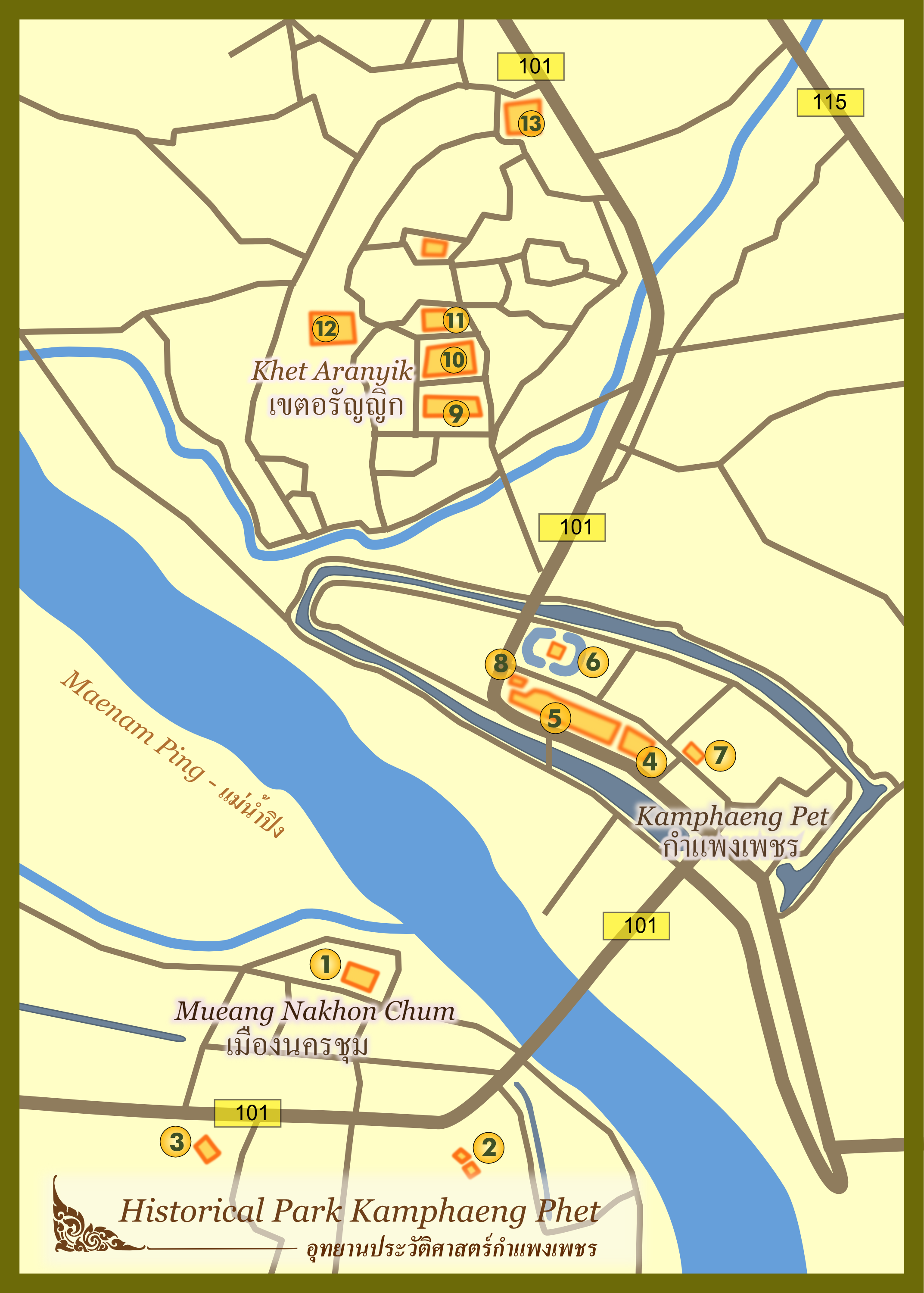
Plan du site de Kamphaeng Phet.
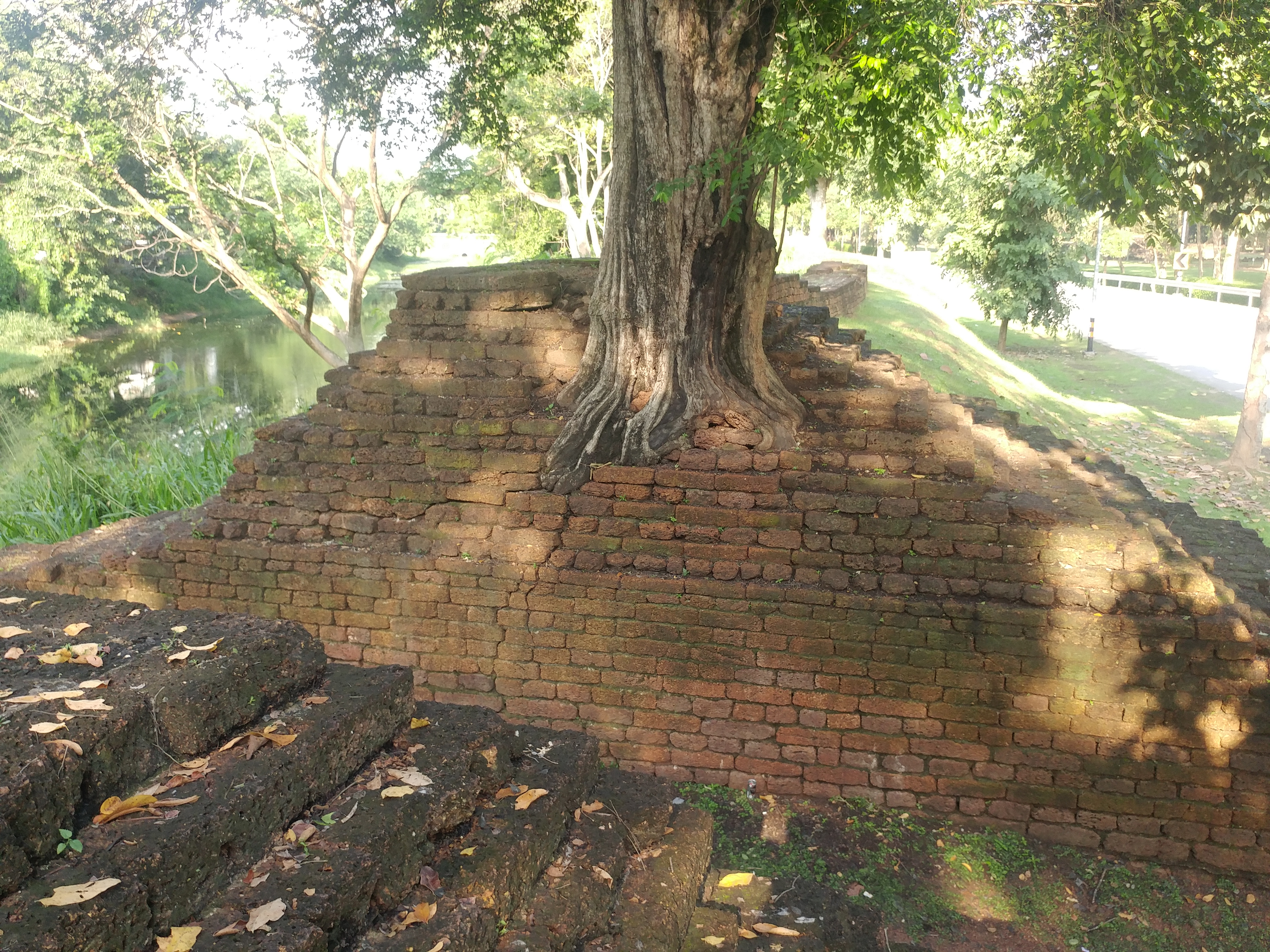
Mur de l'ancienne cité de Kamphaeng Phet.
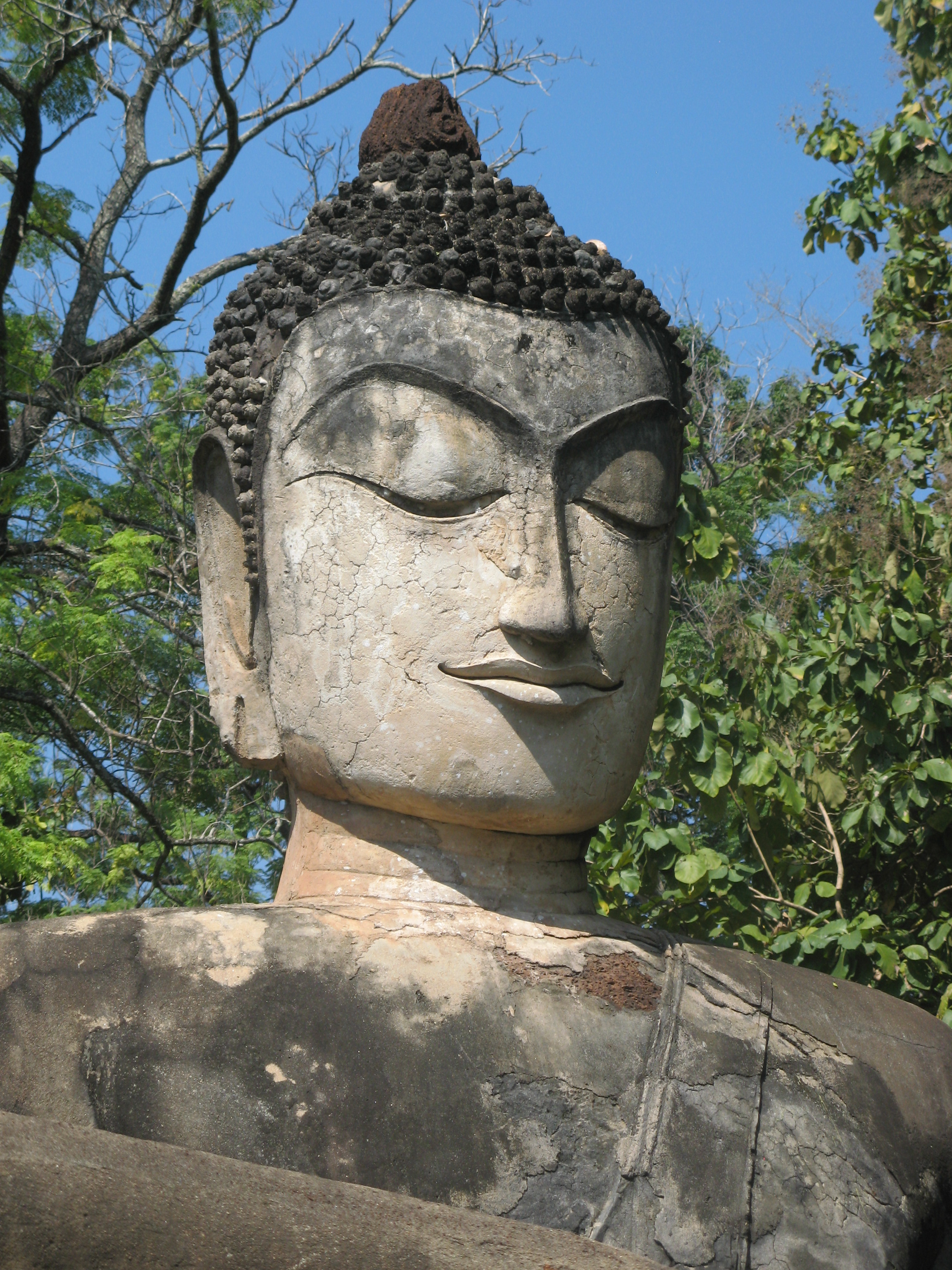
Wat Phra Kaeo, tête de Bouddha.
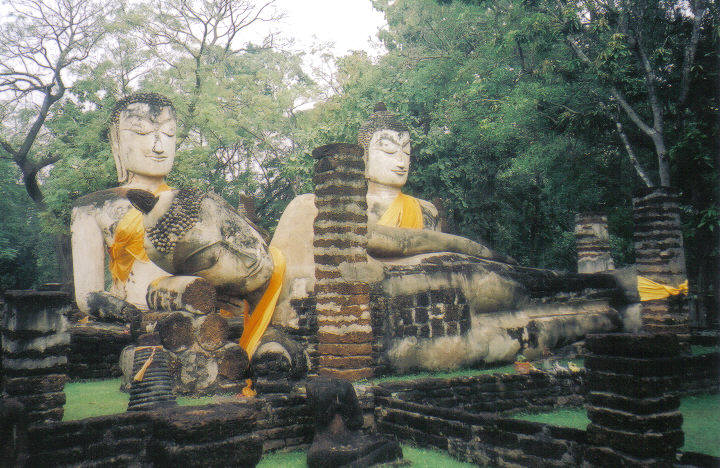
Wat Phra Kaeo, deux Bouddha assis derrière le Bouddha en parinirvana.
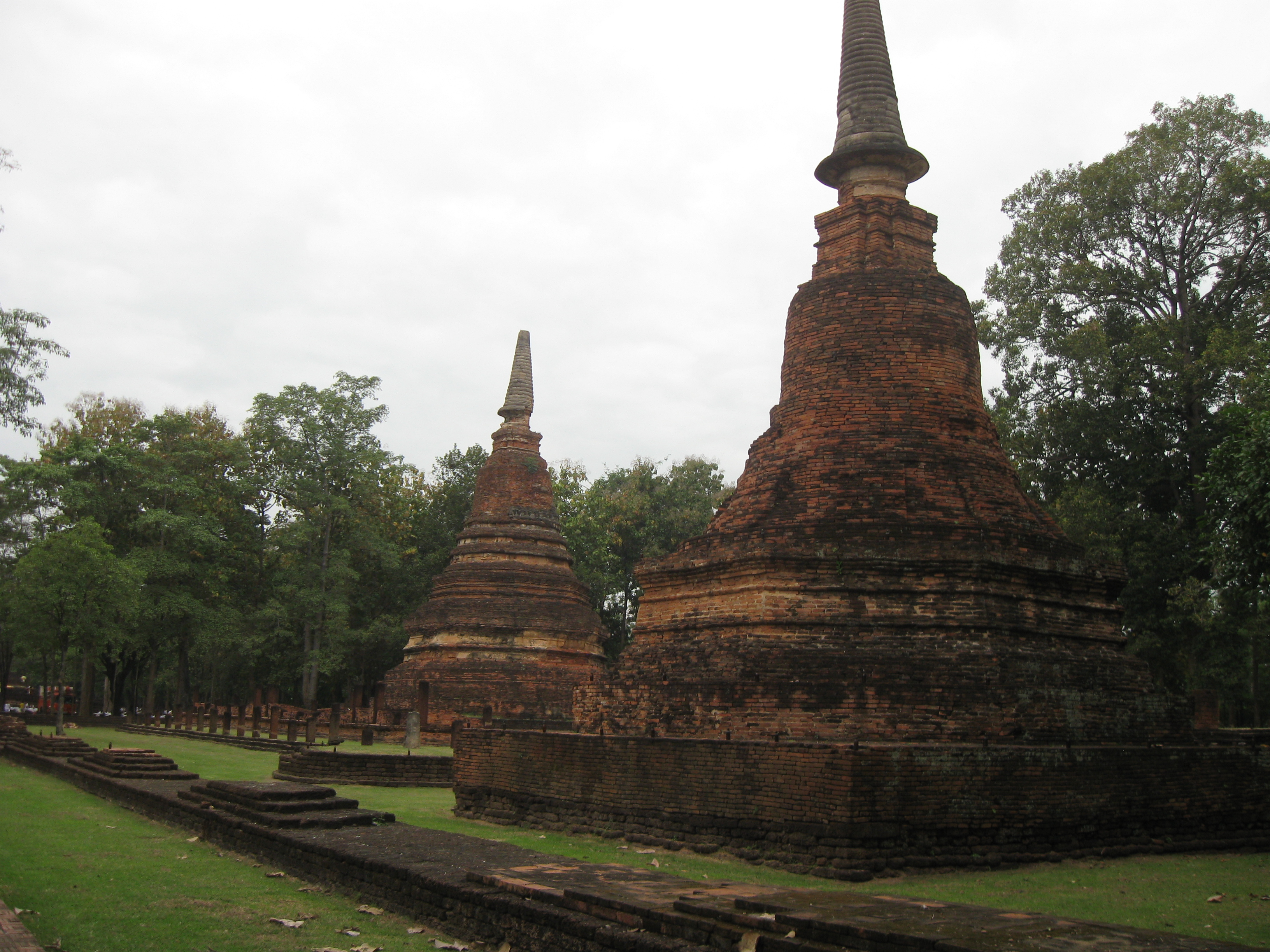
Wat Phra That, deux chedis (stupas) en forme de cloche.
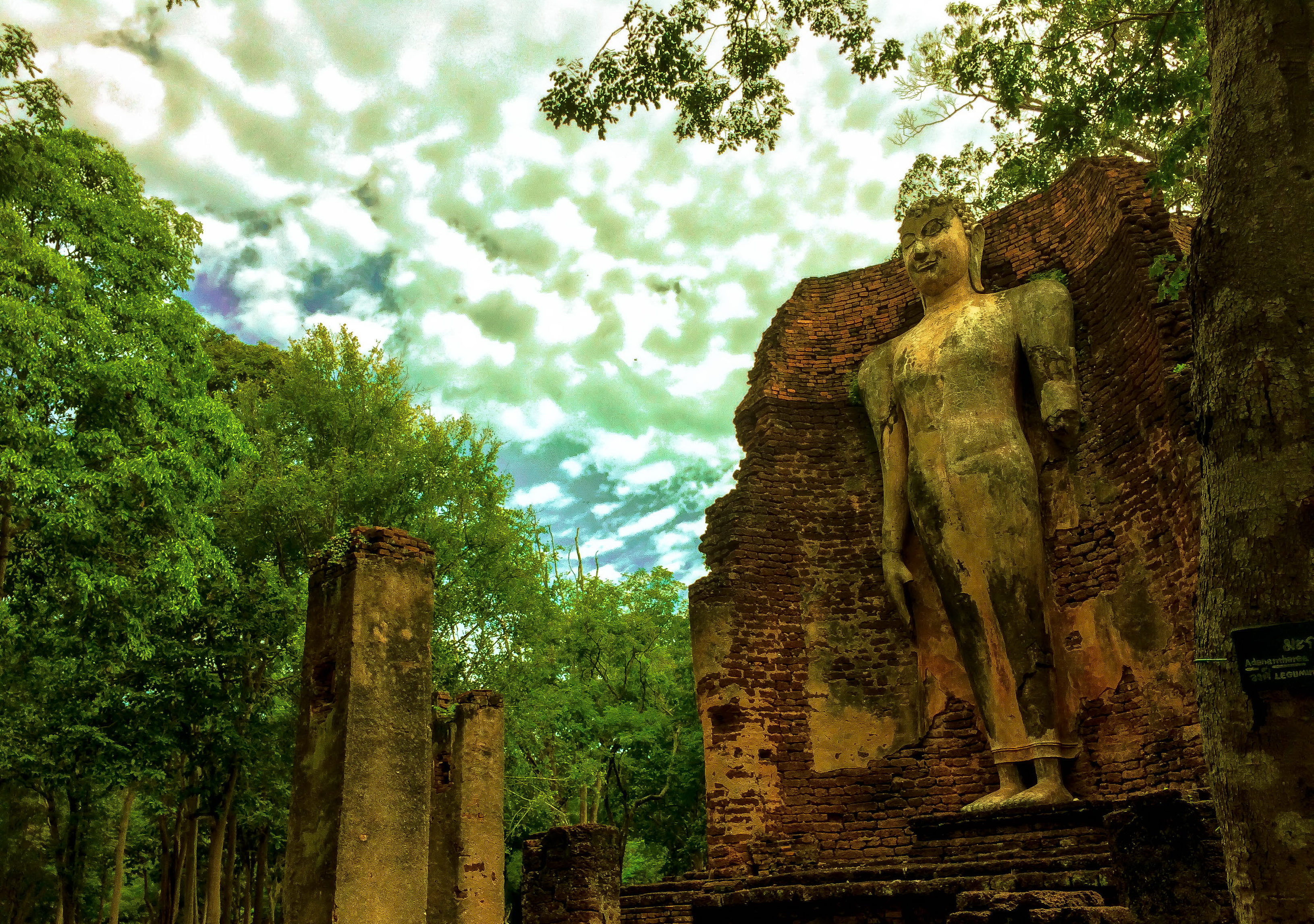
Wat Phra Si Iriyabot. Bouddha en pied.
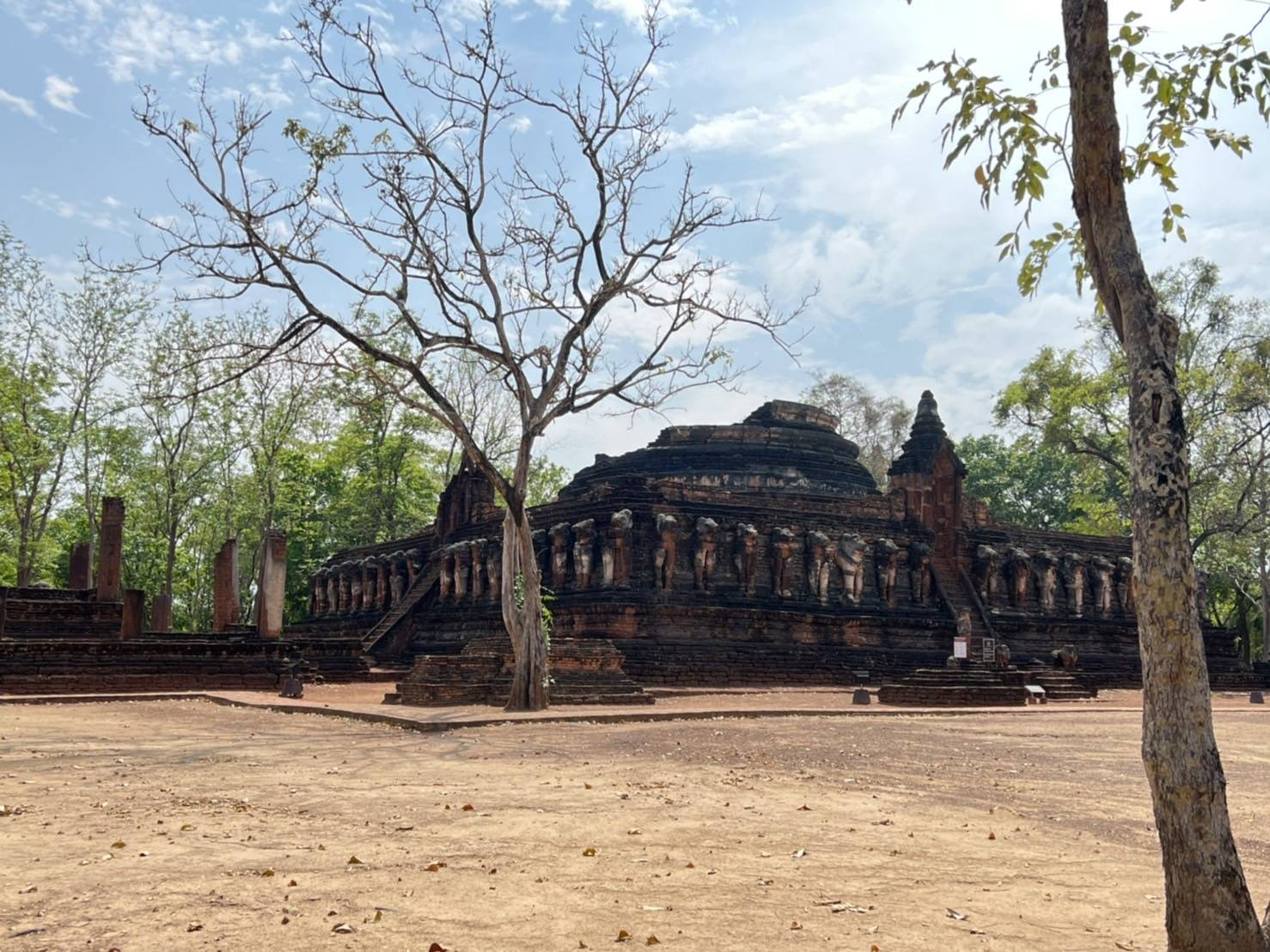
Wat Chang Rop. Base du chedi (stupa) avec ses 68 statues d'éléphant.

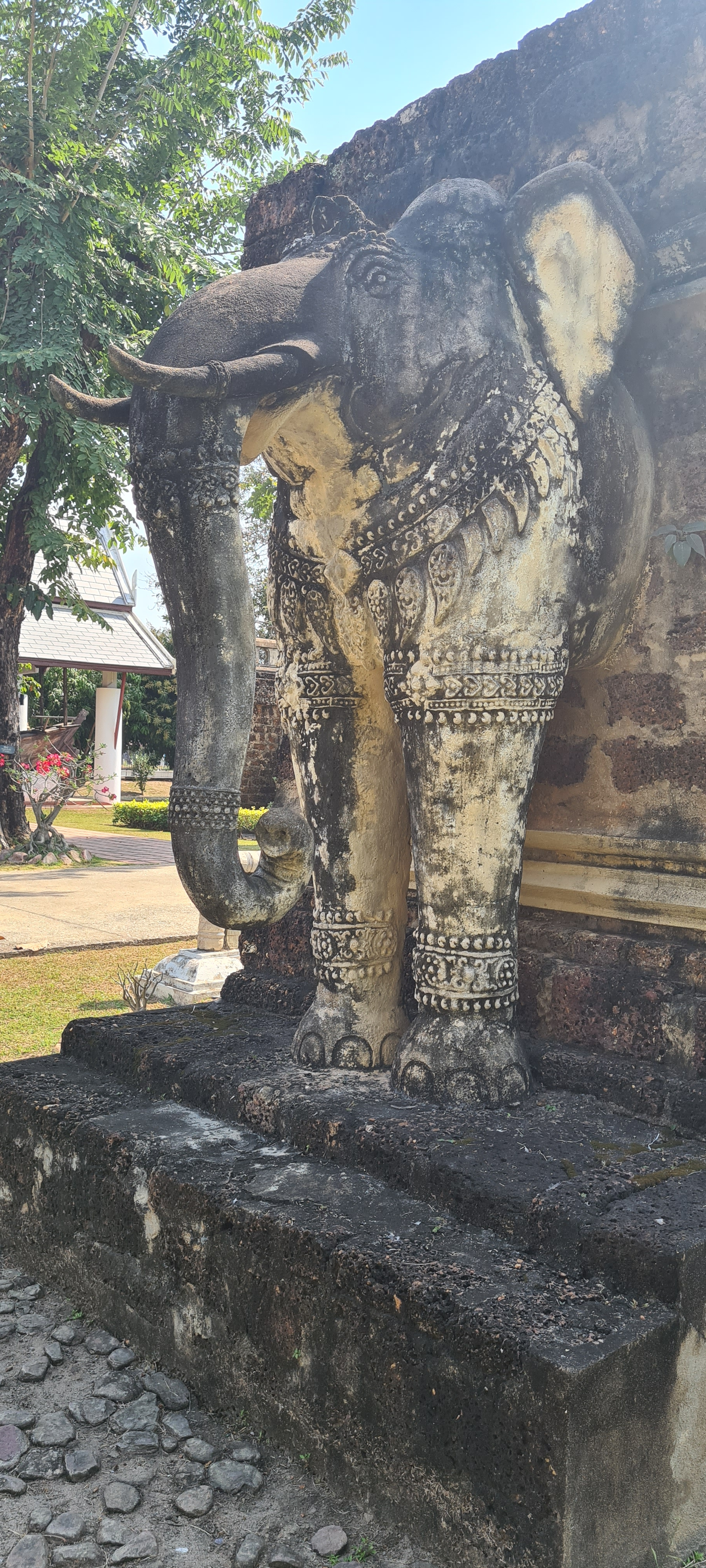
Statue d'éléphant (copie) supportant la base du chedi de Wat Chang Rop.

## Faune et flore de Sukothaï

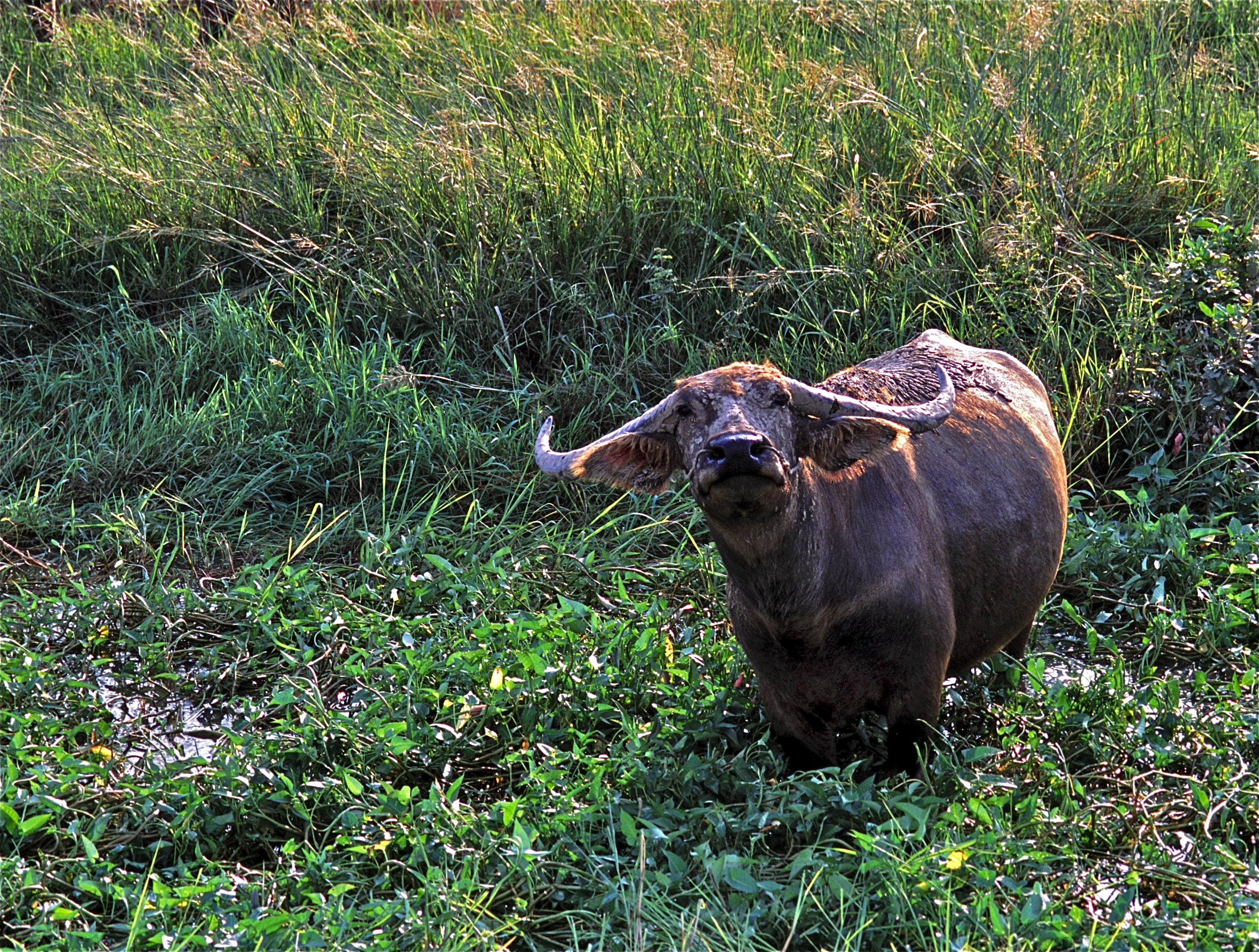
Buffle domestique.
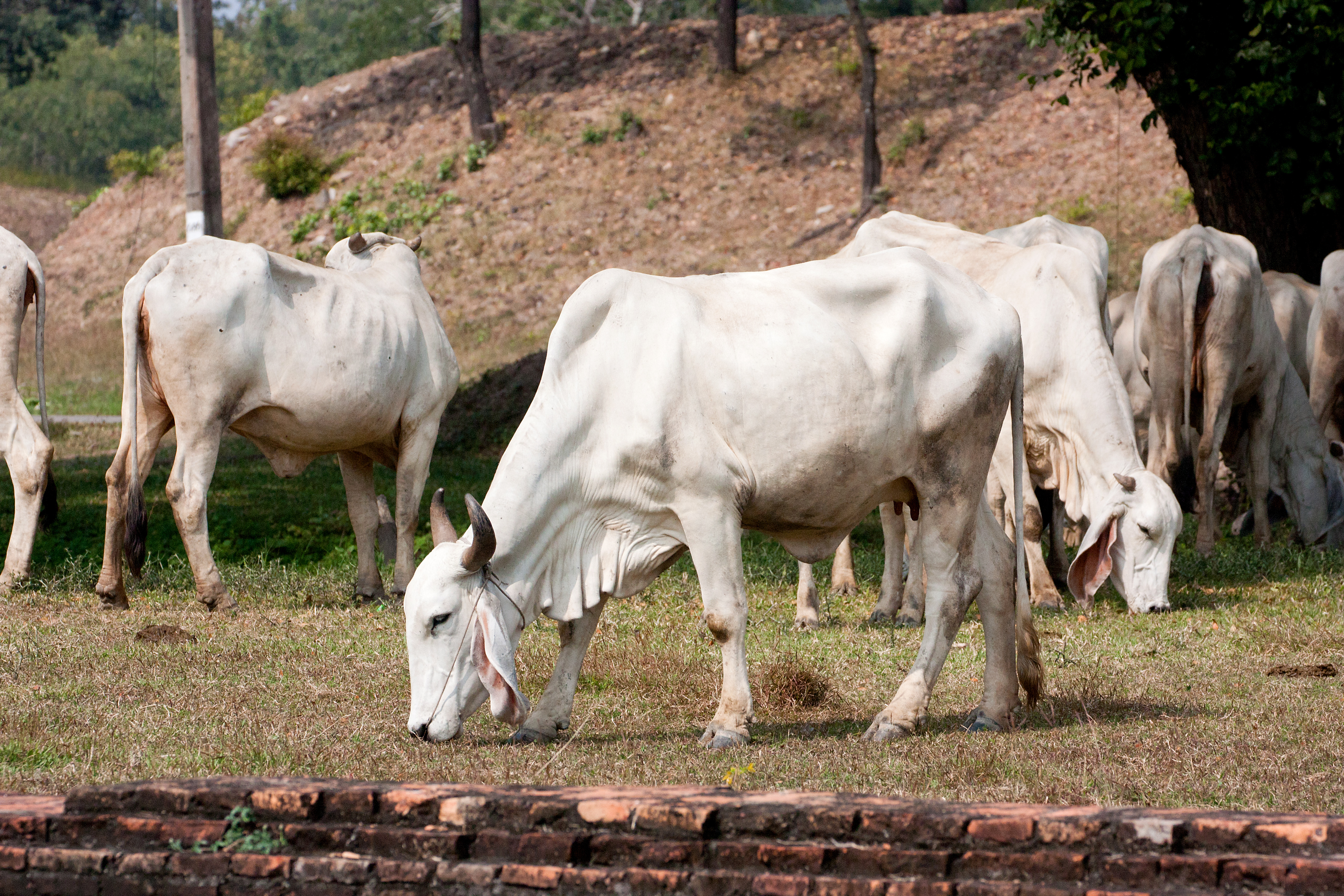
Vaches.
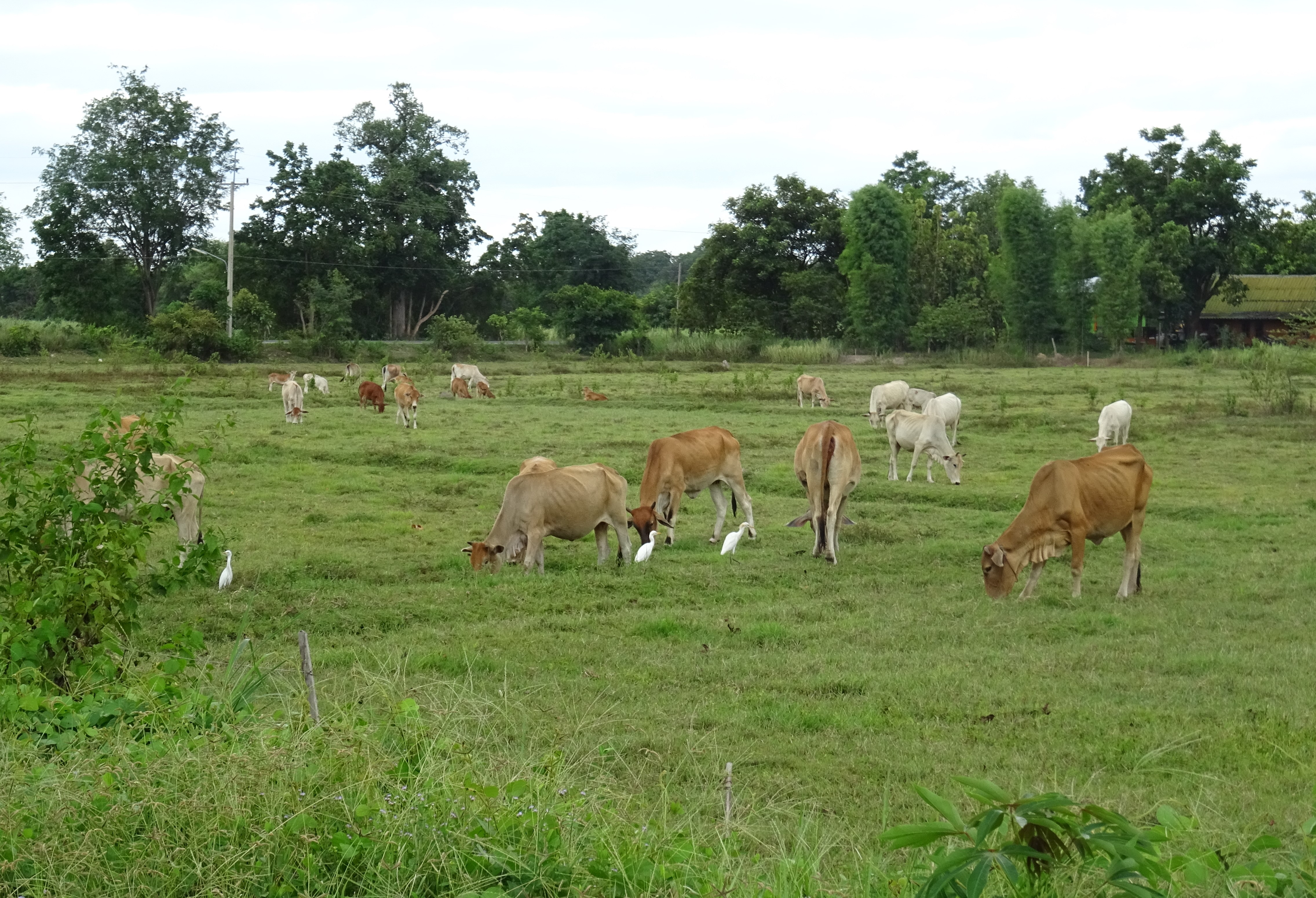
Vaches et oiseaux.
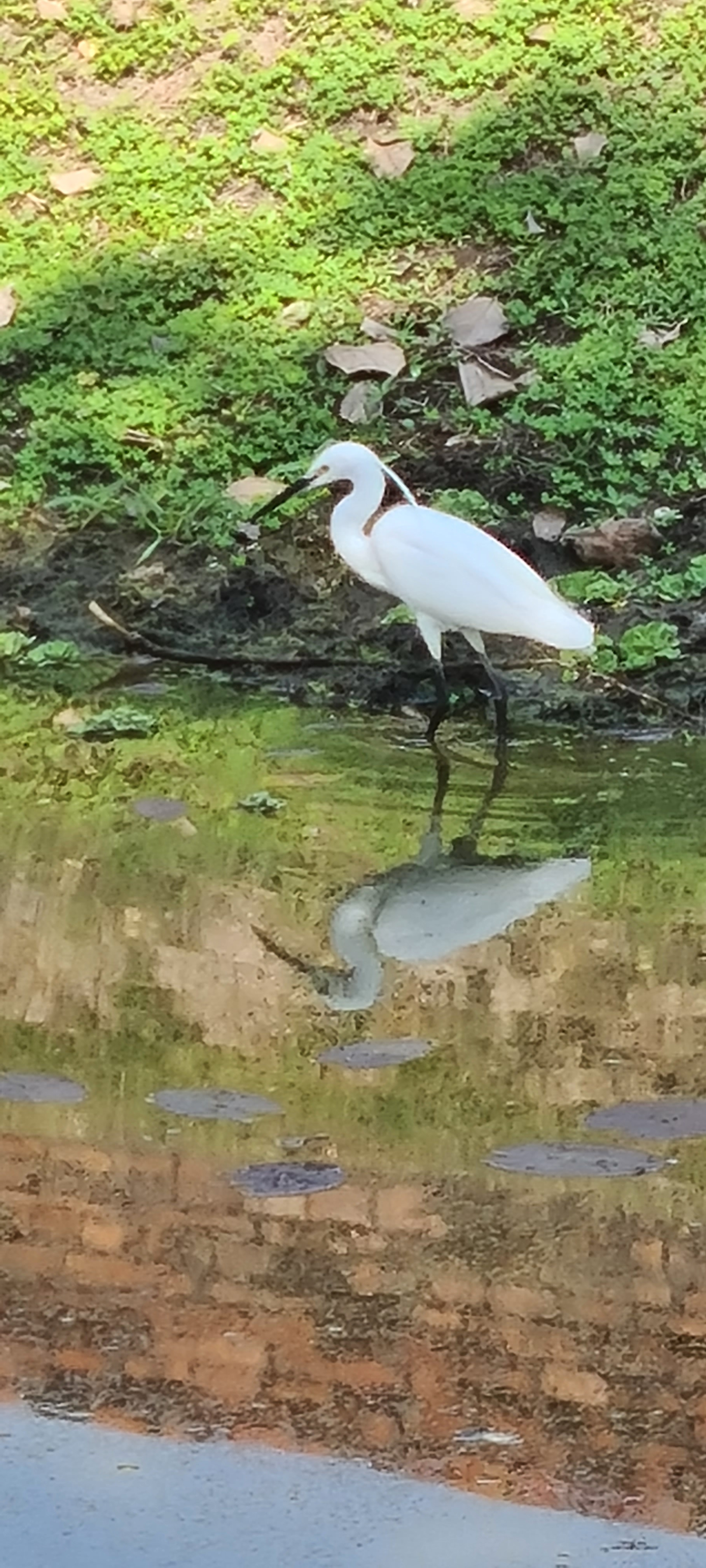
Oiseau échassier.
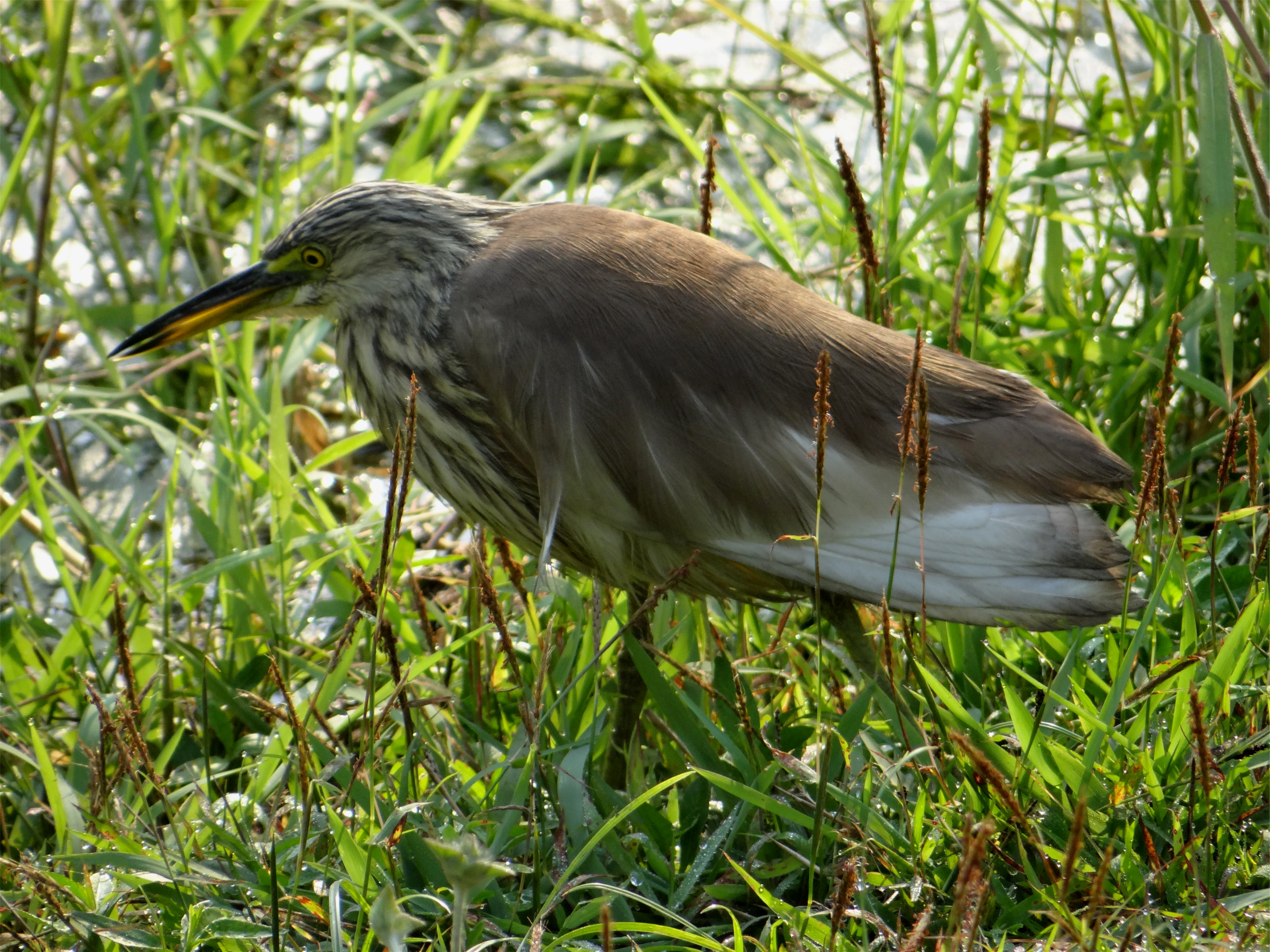
Crabier
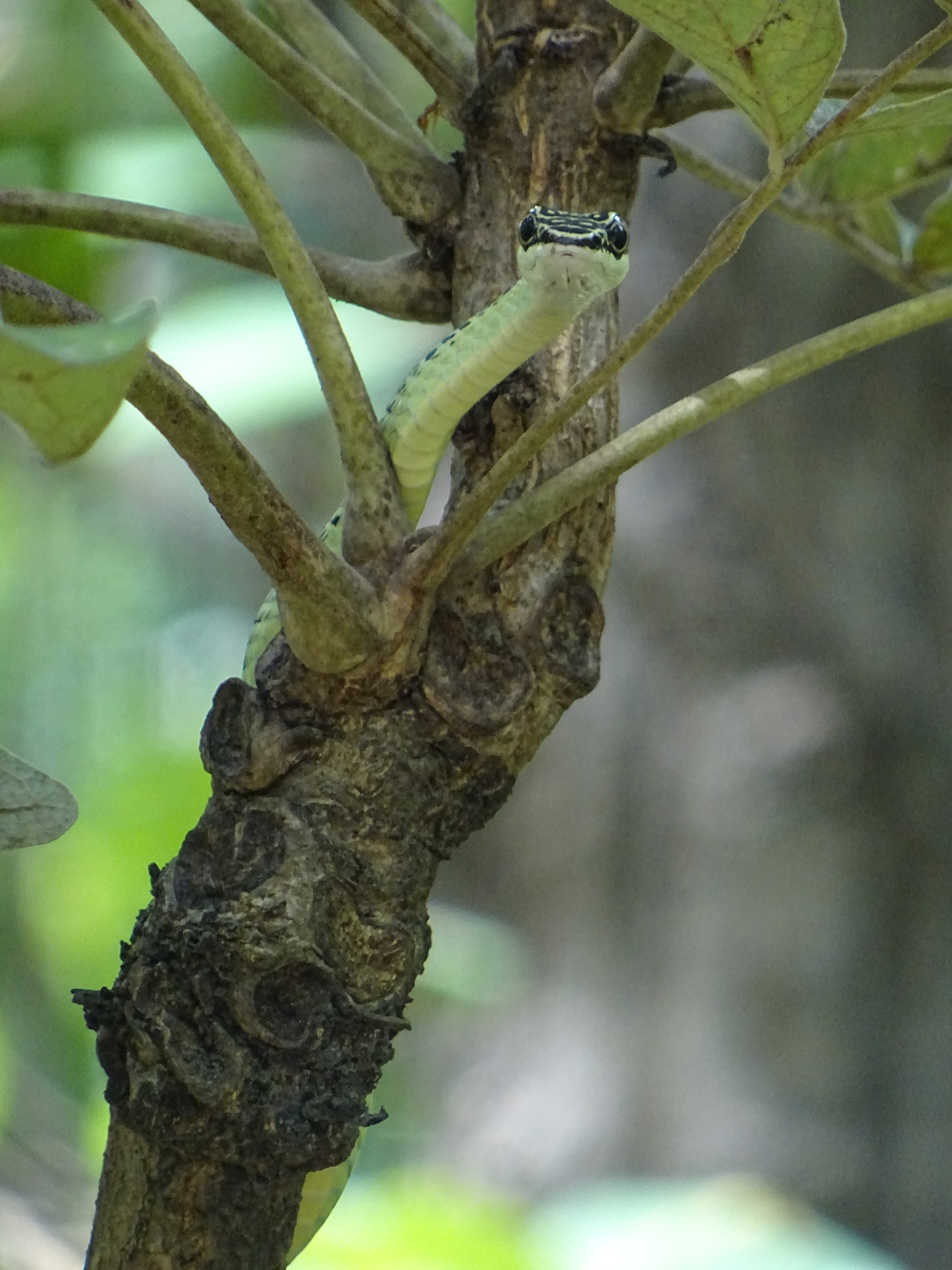
Serpent vert.
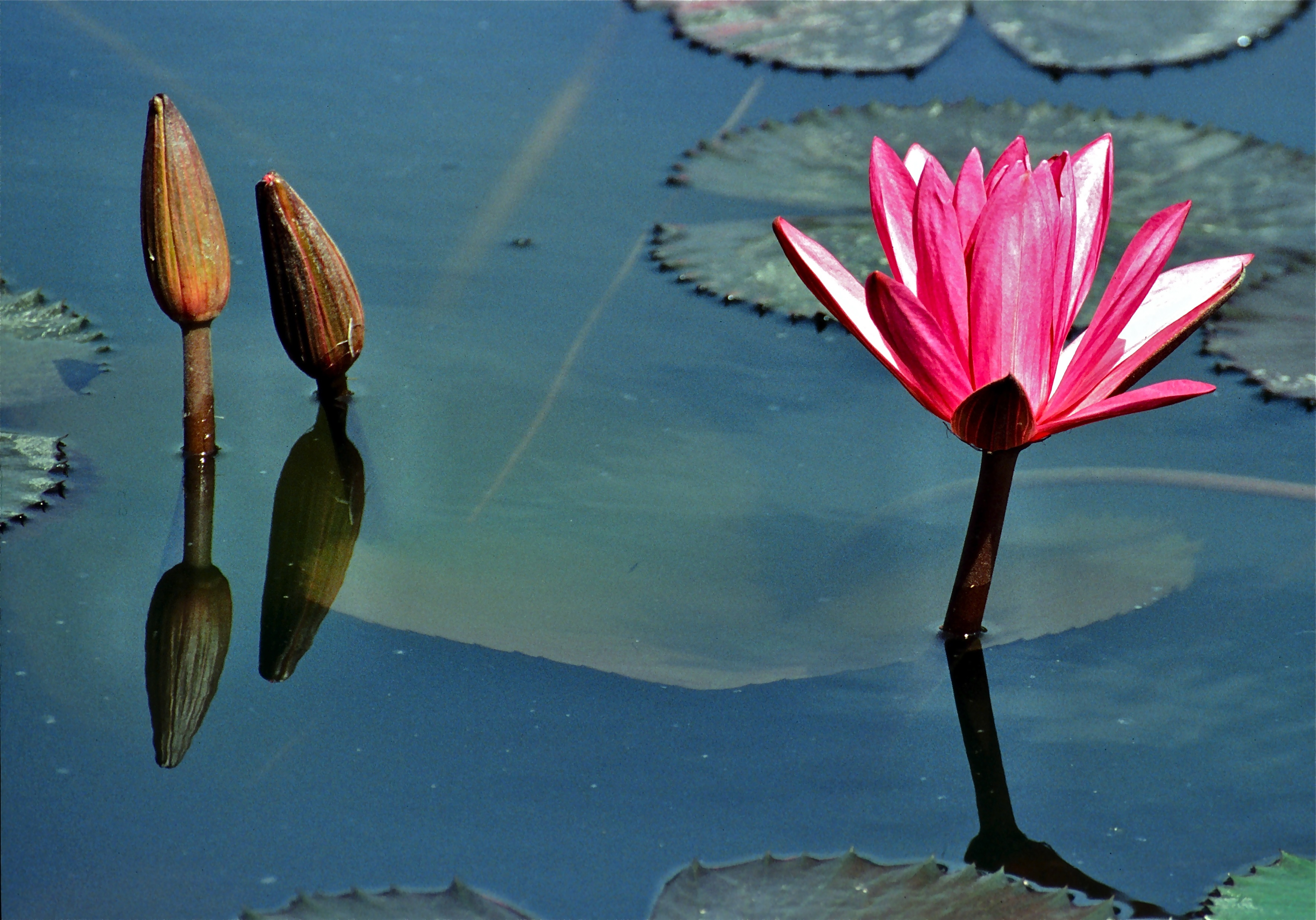
Fleur rose de nénuphar.
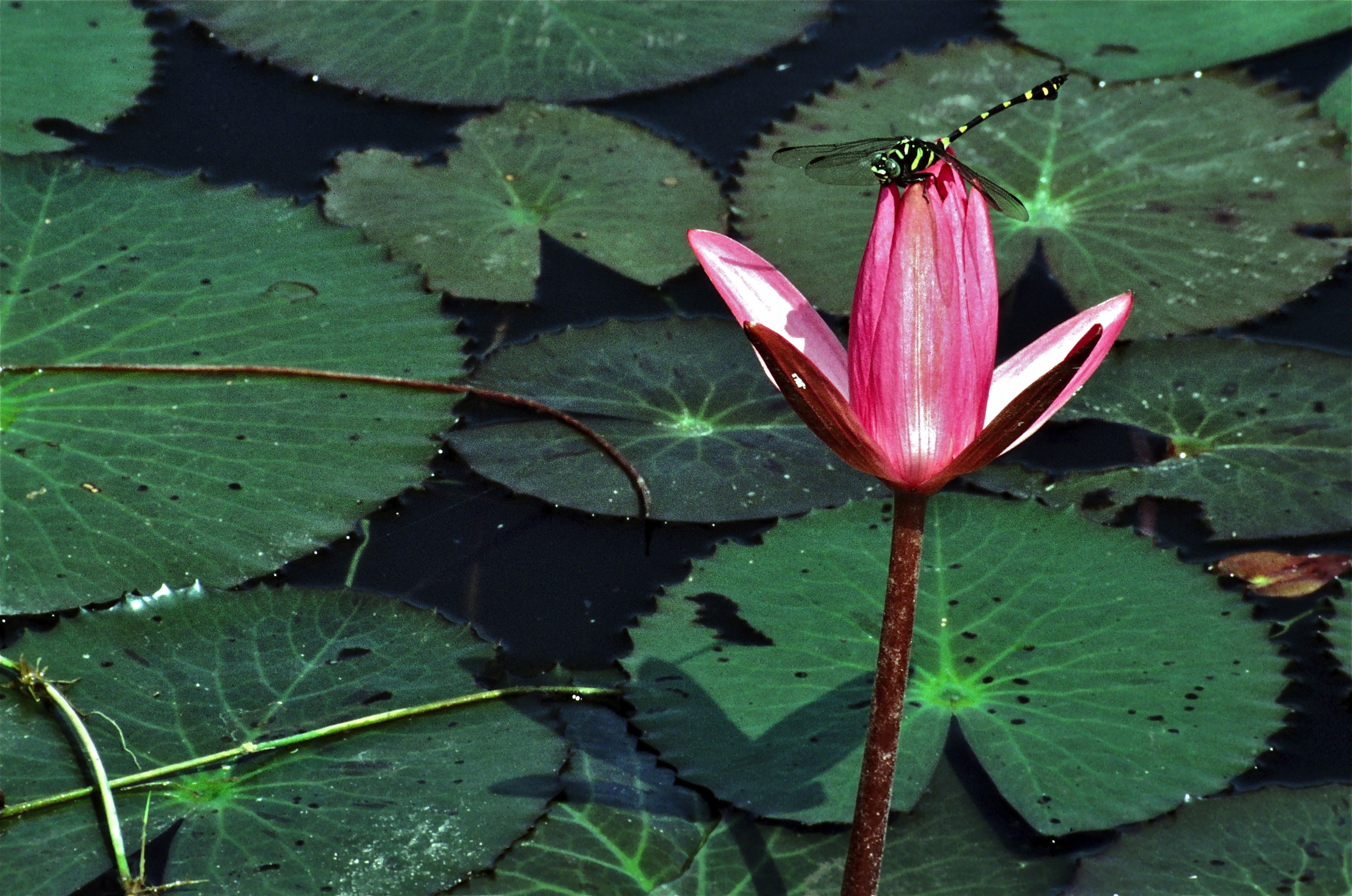
Fleur rose de nénuphar et libellule Ictinogomphus.